# Denis Diderot

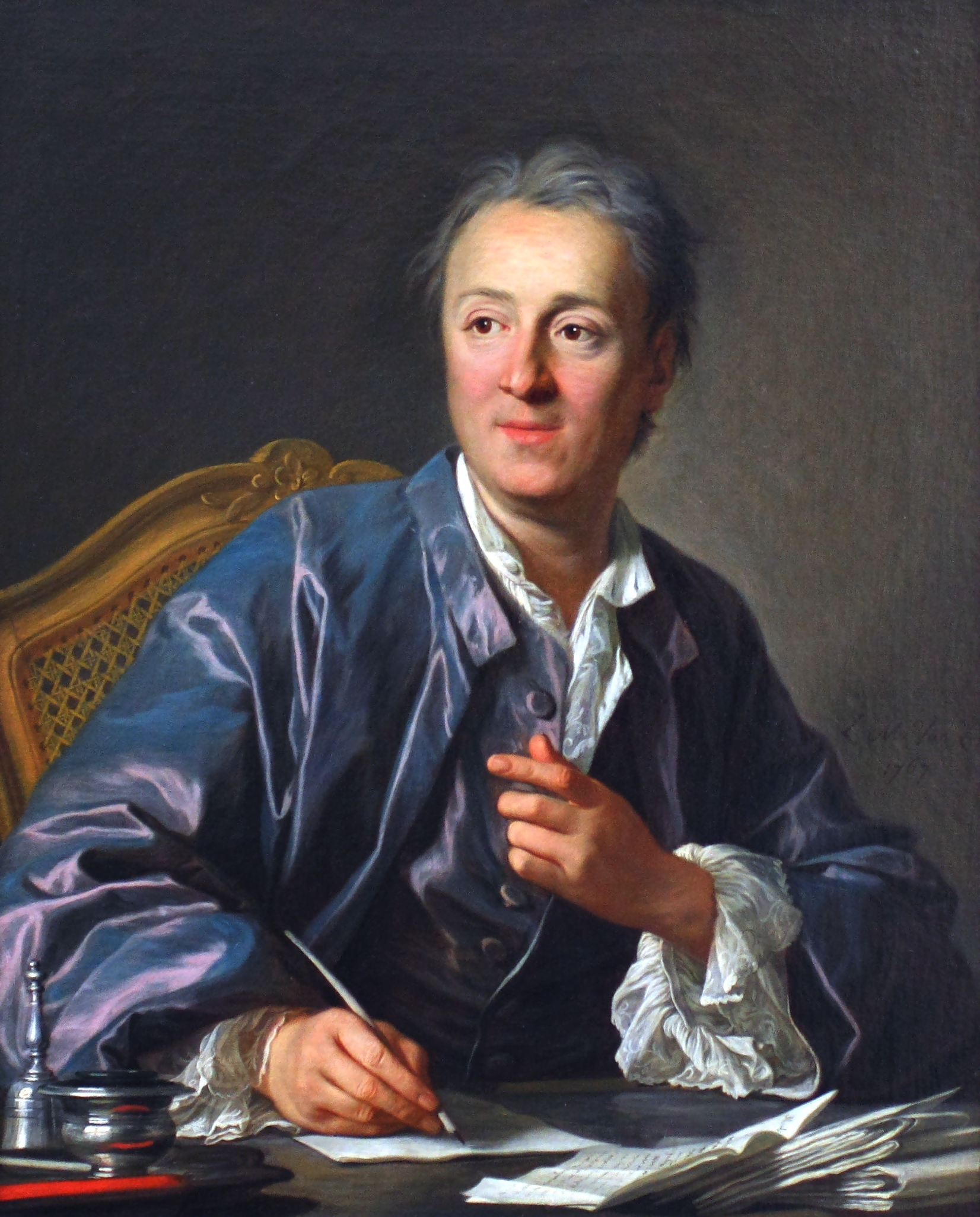
Denis Diderot, Gemälde von Louis-Michel van Loo, 1767 (unten die Unterschrift Diderots).

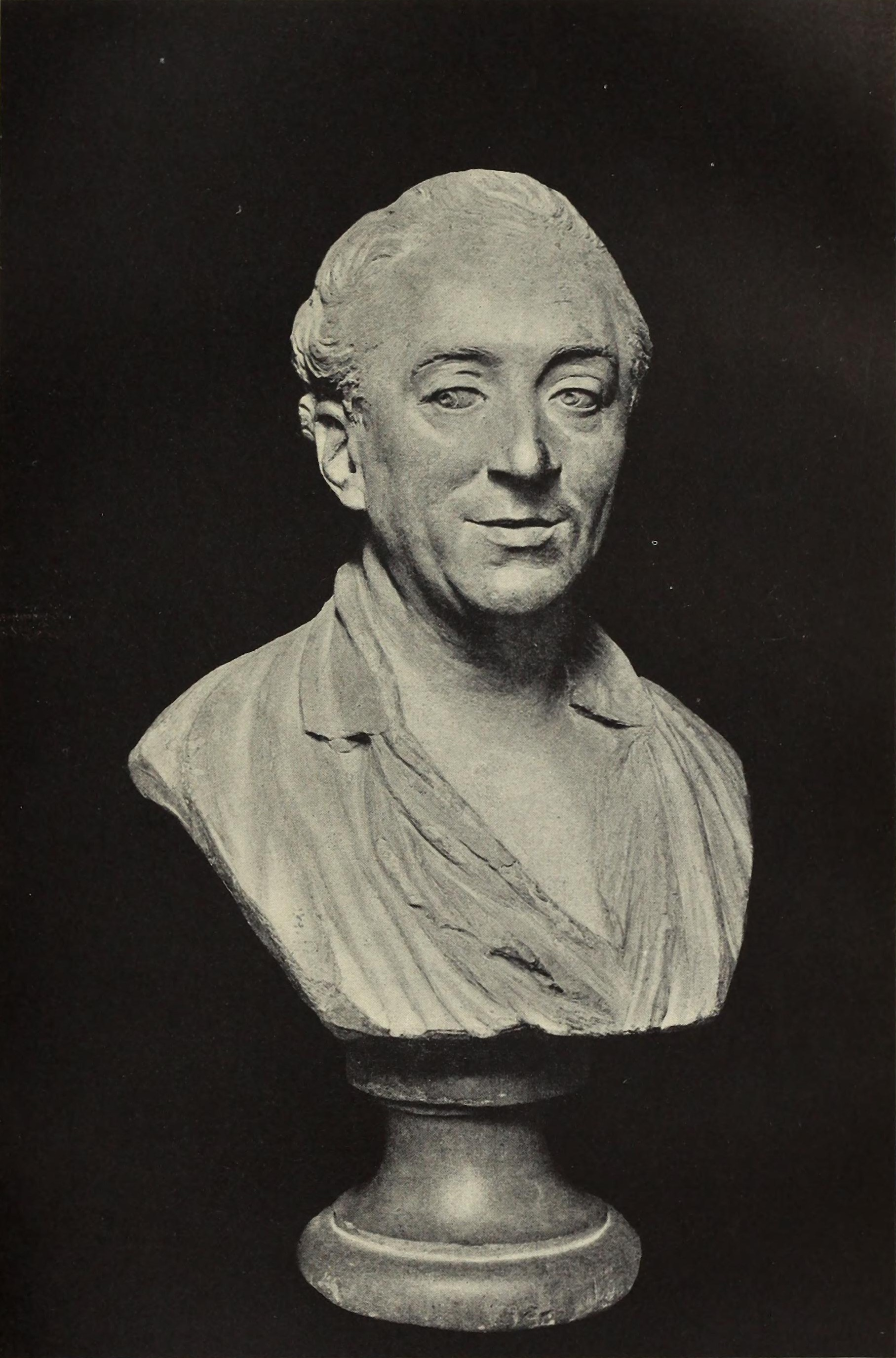
Denis Diderot, Büste von Marie-Anne Collot (Sammlung von M. Jacques Doucet)

Denis Diderot [dəni didʁo] (* 5. Oktober 1713 in Langres; † 31. Juli 1784 in Paris) war ein französischer Abbé, Schriftsteller, Übersetzer, Philosoph, Aufklärer, Literatur- und Kunsttheoretiker, Kunstagent für die russische Zarin Katharina II. und einer der wichtigsten Organisatoren und Autoren der Encyclopédie. Er gilt darüber hinaus als ein wichtiger Wegbereiter der Französischen Revolution.
Zusammen mit Jean-Baptiste le Rond d’Alembert war Diderot, der über ein herausragendes universales, laut Voltaire „pantophiles“ Wissen verfügte, Herausgeber der großen französischen Encyclopédie, zu der er selbst als Enzyklopädist etwa 6000 von insgesamt 72.000 Artikeln beitrug. Als Autor von Bühnenwerken und theaterästhetischen Schriften hatte er großen Anteil an der Entstehung eines bürgerlichen Dramas. Seine Romane und Erzählungen – zumeist, wie La religieuse, Jacques le fataliste oder Le Neveu de Rameau, postum erschienen – leisteten in verschiedener Weise ihren Beitrag zu den großen Themen der Zeit der europäischen Aufklärung, so u. a. zu den Fragen der Selbstbestimmung des Menschen, des Leib-Seele-Problems und des Gegensatzes von Determinismus und Willensfreiheit sowie zur Kritik an der Religion.
In seinen Werken wird eine deutliche Entwicklung von einer theistischen über eine deistische zu einer atheistischen Haltung erkennbar. Doch gibt es auch Hinweise darauf, dass seine materialistischen und atheistischen Vorstellungen schon in den frühen Werken, so z. B. in den Pensées philosophiques (1746), kenntlich werden. Diderots philosophische Gedanken, die sich fast immer auf die Erfahrung individueller Sinneseindrücke oder Wahrnehmungen beziehen, lassen sich in die Kategorie des Sensualismus einordnen.
Diderot trat in seinen Spätwerken für die Popularisierung der Aufklärung, des Atheismus und gegen die seiner Ansicht nach noch zu verbreiteten Erscheinungen des Aberglaubens und der Bigotterie ein. Diderot und seine Mitstreiter, die philosophes, überließen in ihren Werken nicht mehr den religiösen Institutionen und verschiedensten Agenturen die alleinige Deutungshoheit über die Welt und die Wissenschaften. Somit gab es für den Glauben an übernatürliche und irrationale Kräfte im unter aufklärerischen Einfluss stehenden Europa sowie im davon beeinflussten Nord- und Südamerika weniger Raum.
Im Zentrum von Diderots Denken stand das für seine Zeit typische Spannungsfeld zwischen Vernunft und Sensibilität (sens et sensibilité). Vernunft zeichnete sich für Diderot durch die Suche nach wissenschaftlich fundierten Erkenntnissen und der Überprüfbarkeit der empirisch beobachteten und bewiesenen Fakten aus, ohne dabei in der rein quantitativen Erfassung der Wirklichkeit, in mathematischen Aussagen, befangen zu bleiben. In den Jahren 1754 bis 1765 entwickelte er daneben die Lehre einer universellen Sensibilität (sensibilité universelle).
Die Naturwissenschaften waren nach Diderot dadurch charakterisiert, dass sie nicht nach einem Warum fragen, sondern auf die Frage nach dem Wie eine Antwort suchen. Er beschäftigte sich mit vielen Wissensgebieten, darunter Chemie, Physik, Mathematik, vor allem aber Naturgeschichte sowie Anatomie und Medizin. Als philosophische Position erarbeitete er sich – so zu erkennen in seinen späteren Werken – eine (undogmatische) materialistische Geisteshaltung. Obgleich Diderot kein Philosoph war, der sich mit „begründungstheoretischen“ Problemen oder systematisierenden, analytischen Reflexionen beschäftigte, zählt er zu den vielfältigsten und innovativsten philosophischen Autoren des 18. Jahrhunderts.
Diderot und seine Weggefährten sahen sich durch ihre aufklärerischen Überlegungen und Publikationen wiederholt mit den herrschenden Vorstellungen des Ancien Régime konfrontiert und waren deshalb zahlreichen Repressionen ausgesetzt. Seine Inhaftierung im Jahr 1749 ließ Diderot gegenüber weiteren Kontrollen und Überwachungen durch die verschiedenen Agenturen aufmerksam werden, obwohl ihm und den Enzyklopädisten einige Personen aus dem Kreis der Einflussreichen und Herrschenden – darunter Mme de Pompadour, die Mätresse Ludwigs XV., und auch einige Minister und vor allem der Chefzensor Chrétien-Guillaume de Lamoignon de Malesherbes – insgeheim zur Seite standen. Dennoch war den interessierten Zeitgenossen Diderots, die ihn ausschließlich durch seine Publikationen kannten, nur eine begrenzte Auswahl an Essays, Romanen, Dramen zugänglich, wohl aber alle seine Beiträge zur Encyclopédie.

## Diderot und seine Epoche
Diderots persönliche intellektuelle und schriftstellerische Emanzipation fand vor dem Hintergrund eines allgemeinen Wandels in Wirtschaft und Gesellschaft des Ancien Régime im Gefolge des Grand Siècle statt: Noch um das Jahr 1700 war das französische Wirtschaftssystem fast zur Gänze der Stufe der Subsistenzwirtschaft verhaftet. Fast die gesamte Produktion diente also der unmittelbaren Deckung des Eigenbedarfs, und nur ein relativ geringer Anteil der Gesamtleistung wurde als Überschuss für den Markt produziert. Der wichtigste Sektor war noch immer die Landwirtschaft, die durch die traditionellen, wenig technisierten Anbaumethoden auf meist kleinbäuerlichen Betrieben vergleichsweise geringe Erträge erwirtschaftete und stark von zyklischen Produktionskrisen abhängig war.
Das Handwerk blieb während des späten Ancien Régime ohne nennenswerte quantitative oder qualitative Veränderungen. Manufakturen entwickelten sich im Frankreich des 18. Jahrhunderts zögerlich. Immerhin wurden die Zunftschranken zu Beginn des Jahres 1770 gelockert. Doch konnte Anne Robert Jacques Turgot, der als Contrôleur général des finances in der Zeit zwischen 1774 und 1776 eine gänzliche Abschaffung der Zünfte (corporations) anstrebte, um die handwerkliche Produktion im Sinne einer merkantilistischen Wirtschaftsförderung zu reformieren, sein Vorhaben nicht durchsetzen. Zugleich erhielt das französische Bürgertum, vor allem in den Metropolen wie Paris, Bordeaux oder Marseille, starke Impulse durch eine Zunahme des außereuropäischen Außenhandels. Es kam zu einer Schwerpunktverlagerung vom Mittelmeer- hin zum Atlantikhandel. Kolonialgebiete wurden so in das europäische Wirtschaftssystem integriert. Eine Voraussetzung für den Aufbau dieser Fernhandelsbeziehungen und vor allem des Seehandels war die schnelle Verfügbarkeit von Kapital durch unkomplizierte Zahlungsverfahren mit Bankkrediten. Profiteure dieser Entwicklung waren die Kaufleute und Handelsgesellschaften (Französische Ostindienkompanie bzw. Französische Westindienkompanie) in den Handelsmetropolen an den Küsten.
Der meinungsbildende Einfluss der hochadeligen höfischen Kultur und ihrer Institutionen verringerte sich in dem Maße, in dem dieses Bürgertum an Konturen gewann. Die Vielzahl an Publikationen (Zeitungen, Intelligenzblätter) bei gleichzeitig vermehrter Lesekompetenz, ferner die Salons und Cafés bestimmten das geistige Leben in vermehrtem Maße. An diesen Orten trafen sich Adel und Bürgertum in einem diskursiven Prozess. Die Diskussionen klärten die eigenen Positionen, sie halfen, Wertvorstellungen und Motive, Einstellungen und Anschauungen weltanschaulich-religiöser wie naturwissenschaftlich-technischer Art zu verändern und diese Veränderungen öffentlich zu machen.
Das entstehende Bürgertum und der komplexe Wandel der ökonomischen und sozialen Situation für weite Teile der französischen Gesellschaft stellten das bestehende politische System des Ancien Régime zunehmend in Frage. Schon in seinem 1751 erstellten Enzyklopädieartikel über die politische Autorität (Autorité politique), lehnte Diderot das Gottesgnadentum ebenso ab wie eine naturrechtliche Ableitung der monarchischen Autorität.
Hinsichtlich seiner politischen Vorstellungen setzte Diderot auch nach seiner Rückkehr aus Russland im Jahr 1774 noch gewisse Hoffnungen in den aufgeklärten Absolutismus, also in die Idee einer Monarchie, in der die intellektuellen Eliten dazu beitragen würden, Vorstellungen der Aufklärung gewissermaßen von „oben nach unten“ einzuführen. Diese Hoffnungen gab er im Wesentlichen in den Jahren 1770 bis 1774 auf.

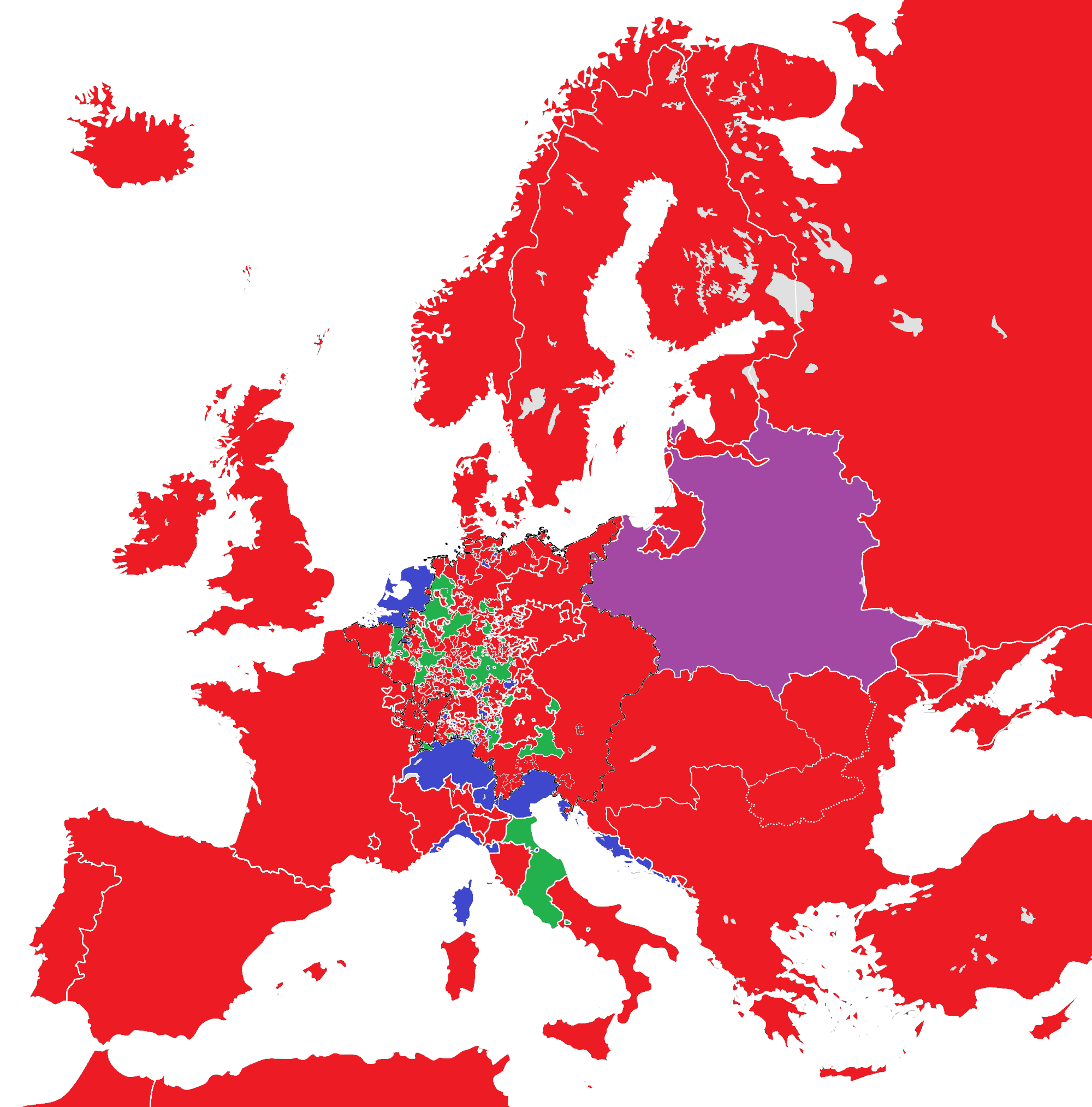
Territoriale Organisation Europas im Jahre 1714; differenziert in Monarchien, Republiken und kirchliche Ländereien.
Monarchien
Republiken
Fürstbistümer, Kirchenbesitz
Königliche Republik der polnischen Krone und des Großfürstentums Litauen

## Leben

### Jugendjahre in Langres (1713 bis 1729)
Diderot war das zweitälteste Kind des wohlhabenden jansenistischen Messerschmiedemeisters Didier Diderot aus Langres (damals Hauptort des Bistums Langres, heute Haute-Marne) und von dessen Ehefrau Angélique Vigneron (12. Oktober 1677 – 1. Oktober 1748), der dreizehnten Tochter eines Gerbers. Sein Großvater Denis Diderot (1654–1726) hatte am 20. Juni 1679 Nicole Beligné (1655–1692), die Tochter eines Messerschmiedemeisters François Beligné (1625–1697) und von dessen Ehefrau Catherine Grassot, geheiratet. Das Paar hatte insgesamt neun Kinder, unter ihnen der Vater von Denis Diderot, der Handwerksmeister (maître de guilde) Didier Diderot.
Denis Diderot wurde am Donnerstag, dem 5. Oktober 1713, geboren und schon am nächsten Tag in der Église paroissiale Saint-Pierre-Saint-Paul zu Langres nach römisch-katholischem Ritus getauft. Diderot hatte noch fünf jüngere Geschwister, von denen jedoch zwei im Kindesalter starben. Zu seiner Schwester Denise Diderot (1715–1797) hatte er zeitlebens ein sehr gutes Verhältnis, er nannte sie Sœurette. Zu seinem jüngeren Bruder Didier-Pierre Diderot (1722–1787), einem späteren Geistlichen und Stiftsherrn von Langres, war seine Beziehung konfliktbeladen. Eine weitere Schwester, Angélique Diderot (1720–1749), trat dem Ursulinen-Orden bei.
Geboren wurde Denis Diderot in einem Haus im Zentrum von Langres, n° 9 de la place dans le centre ville de Langres. Der Platz trägt heute seinen Namen.
Seit seinem zwölften Lebensjahr bereiteten ihn seine Eltern auf das Priesteramt vor. Am 22. August 1726 erhielt er vom Bischof von Langres, Pierre de Pardaillan de Gondrin (von 1724 bis 1733), die Tonsur und damit die niederen Weihen. Er hatte jetzt das Recht, sich als Abbé zu bezeichnen und geistliche Kleidung zu tragen. In näherer Zukunft sollte er die Kanonikus-Pfründe seines Onkels mütterlicherseits, des Kanonikus Charles Vigneron an der Cathédrale Saint-Mammès de Langres, übernehmen. Langres, im 18. Jahrhundert ein wichtiges Zentrum des Jansenismus, hatte damals ungefähr 8000 Einwohner.
In Langres besuchte Diderot eine Jesuitenschule, collège des Jésuites.

### Die Pariser Anfänge (1729 bis 1743)
Mit seinem 16. Lebensjahr plante Diderot, auf eigene Faust nach Paris zu gehen. Sein Vater durchkreuzte aber diesen Plan und brachte seinen Sohn persönlich nach Paris, wo er einen Studienplatz für ihn erworben hatte. So wurde Diderot in Paris zunächst am Lycée Louis-le-Grand aufgenommen, wechselte dann an das jansenistisch orientierte Collège d’Harcourt. Das propädeutische Kolleg-Studium beendete er am 2. September 1732 mit dem Grad eines Magister artium (maître-des-arts de l’Université). Er unterließ es, das geplante Theologiestudium anzuschließen, schloss aber sein Studium an der Sorbonne am 6. August 1735 als Bakkalaureus ab.
Ab 1736 war Diderot als Anwaltsgehilfe bei dem ebenfalls aus Langres stammenden Advokaten Louis Nicolas Clément de Ris, avocat au Parlement de Paris, tätig. Als er diese Stelle 1737 aufgab, beendete sein Vater die regelmäßigen Geldzuwendungen. Diderot lebte nun vier Jahre von schriftstellerischen Aufträgen, so schrieb er Predigten für Geistliche und arbeitete als Hauslehrer bei einem reichen Finanzier, nebenbei lernte er Englisch. Der junge Diderot führte gewissermaßen das Leben eines Bohémien. Es war eine Zeit chronischer Geldnot. Zeitweise half ihm der Karmelit Fr. Angelus oder seine Mutter, die sogar ihre Dienstmagd Hélène Brûlé zu Fuß nach Paris schickte, um ihn finanziell zu unterstützen. Auch ein Monsieur Foucou aus Langres, ein Freund seines Vaters, der sich – ursprünglich ebenfalls Messerschmied – als Künstler und Dentist in Paris betätigte, soll Diderot häufiger mit Geld ausgeholfen haben. Jener Foucou half später beim Erstellen des enzyklopädischen Eintrags über den „Stahl“.
Diderot begeisterte sich für das Theater, war aber auch an der Mathematik stark interessiert. So lernte er den Mathematiker und Philosophen Pierre Le Guay de Prémontval kennen und besuchte 1738 dessen Vorlesungen, ebenso die von Louis-Jacques Goussier. Andere Bekannte aus dieser Zeit waren der Literat Louis-Charles Fougeret de Monbron, der spätere Kardinal François-Joachim de Pierre de Bernis sowie der spätere Polizeipräfekt von Paris Antoine de Sartine.
Seit 1740 schrieb Diderot Artikel für den Mercure de France und die Observations sur les écrits modernes. In dieser Zeit besuchte er auch Anatomie- und Medizinvorlesungen bei César Verdier.

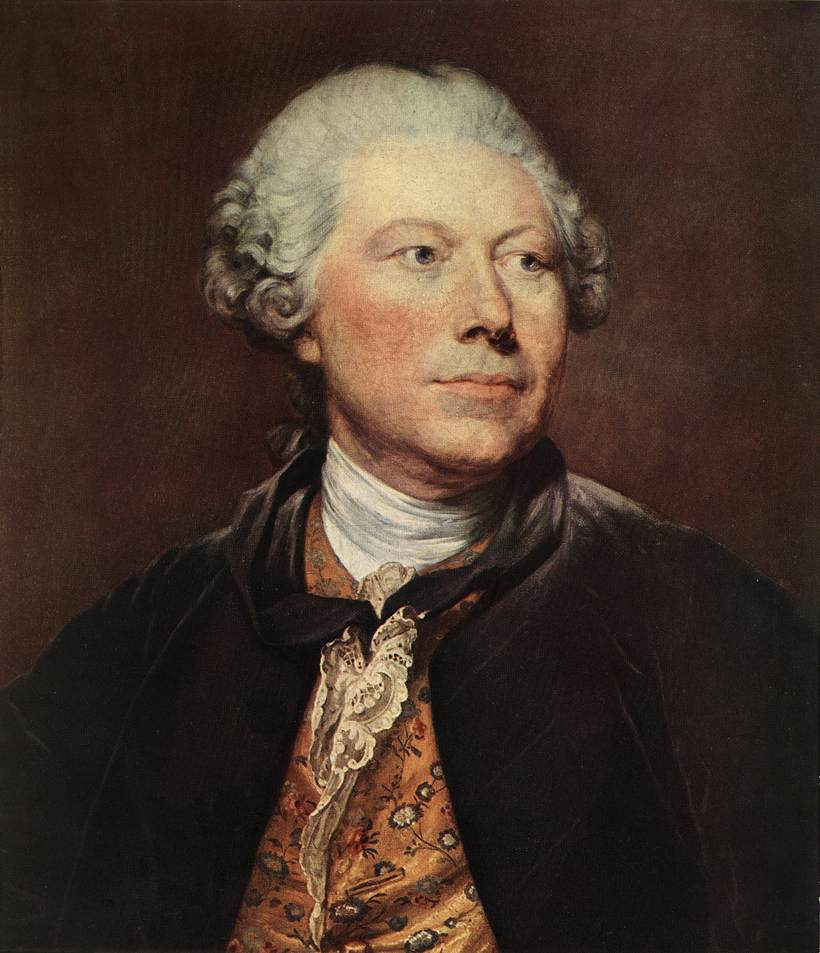
Jean-Baptiste Greuze: Porträt des Kupferstechers Johann Georg Wille, 1763 (Musée Jacquemart-André, Paris)

Im Jahr 1740 lebte Diderot zunächst in einem Haus in der Rue de l’Observance (heute Rue Antoine-Dubois) im heutigen 6. Arrondissement, unweit der École de médecine, eine Etage unter dem deutschen Kupferstecher Johann Georg Wille. Wille beschrieb ihn als einen „sehr umgänglichen jungen Mann“, der „ein guter Schriftsteller und wenn möglich, ein noch besserer Philosoph sein wollte“. Noch im selben Jahr zog er mehrfach um, so in die Rue du Vieux-Colombier, ebenfalls im 6., und in die Rue des Deux-Ponts im heutigen 4. Arrondissement.
Später übernahm Diderot Tätigkeiten als Übersetzer aus dem Englischen in das Französische. Englisch lernte er mittels eines lateinisch-englischen Wörterbuchs. 1742 übersetzte er die Grecian History („Geschichte Griechenlands“) von Temple Stanyan. Robert James hatte Anfang der 1740er Jahre das dreibändige englische Lexikon A medicinal dictionary, including physics, surgery, anatomy, chemistry and botany (1743–1745) geschrieben. Der französische Arzt Julien Busson überarbeitete und erweiterte es zu einem sechsbändigen Werk, Dictionnaire universel de médicine, welches zwischen 1746 und 1748 von Diderot, François-Vincent Toussaint und Marc-Antoine Eidous ins Französische übertragen und von Busson gegengelesen wurde.
Ferner übersetzte Diderot 1745 Shaftesburys Inquiry concerning Virtue (Essai sur le mérite et la vertu, dt. Untersuchung über die Tugend). Die Ideen Shaftesburys beeinflussten die französische Aufklärung stark. Für Diderot waren die Abneigung gegen dogmatisches Denken, die Toleranz und die an humanistische Ideale angelehnte Moral besonders wichtig. Mit großem Interesse las Diderot außerdem die Essais von Michel de Montaigne.
In diesen Jahren befreundete Diderot sich mit anderen jungen Intellektuellen, wie D’Alembert, Abbé Étienne Bonnot de Condillac und Melchior Grimm. Er verkehrte im Café de la Régence und im Café Maugis, das auch von Jean-Jacques Rousseau besucht wurde; im Juli 1742 lernte Diderot ihn kennen. Rousseau, Condillac und Diderot trafen sich zeitweise einmal wöchentlich in einem Restaurant in der Nähe des Palais Royal, dem Hôtel du Panier Fleuri.

### Ehe und Familie ab 1743
Anne-Antoinette Champion, genannt Nanette, lebte 1741 mit ihrer Mutter in der Rue Boutebrie, wo die beiden Frauen von Weißnäherei und Spitzenklöppelei lebten. Diderot wohnte zu dieser Zeit in einem kleinen Zimmer desselben Hauses. Als er 1743 die besitz- und aussteuerlose, bekennend katholische Nanette heiraten wollte und wie üblich seinen Vater um Erlaubnis bat, ließ dieser ihn kraft seiner väterlichen Autorität in einem Karmeliterkloster bei Troyes einsperren. Diderots Antipathie gegen die Kirche und die Institution Kloster liegt wohl auch in dieser Erfahrung begründet – eine Antipathie, die sich später noch steigerte, als seine jüngste Schwester freiwillig ins Kloster ging und dort psychisch erkrankte. Diderot konnte nach einigen Wochen fliehen, er kehrte nach Paris zurück und heiratete Anne-Antoinette Champion heimlich am 6. November 1743. Das Verhältnis von Anne-Antoinette zum Schwiegervater normalisierte sich später, spätestens 1752 war es ein freundliches.
Die Familie wohnte zunächst in der Rue Saint-Victor im heutigen 5. Arrondissement, 1746 zog sie in die Rue Traversière, im April gleichen Jahres weiter in die n° 6 Rue Mouffetard, ebenfalls im 5. Arrondissement. In der Nähe wohnte der Polizeioffizier François-Jacques Guillotte, der ein Freund Diderots wurde. Seit 1747 wohnte die Familie Diderot in der n° 3 Rue de l’Estrapade, von 1754 bis 1784 dann im vierten und fünften Stockwerk eines Hauses in der Rue Taranne, heute im 7. und 6. Arrondissement liegend.

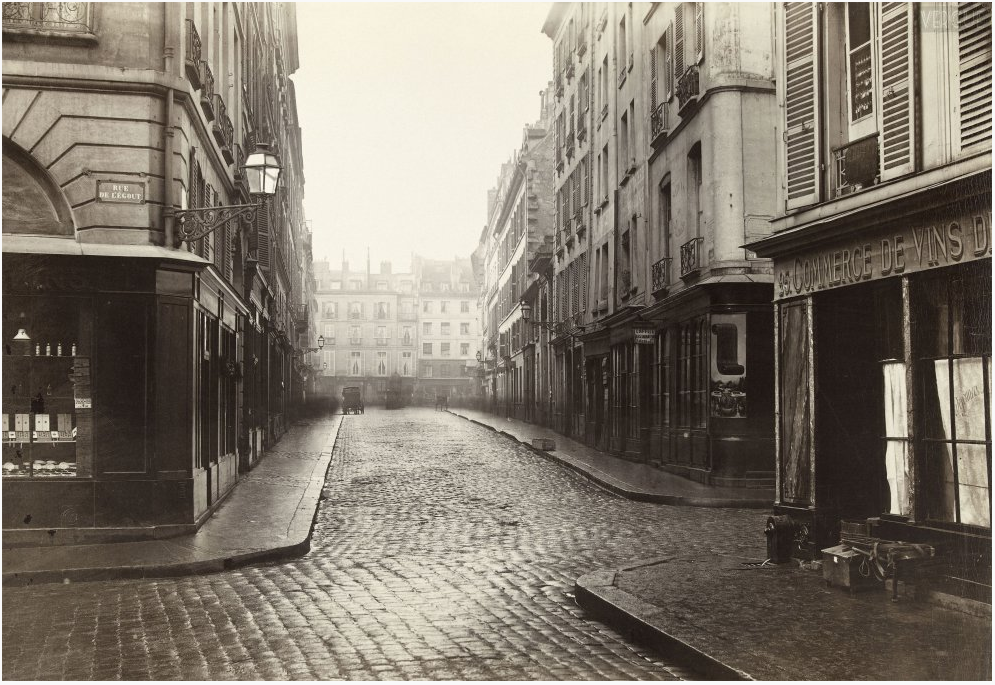
Die Rue Taranne im Stadtteil Faubourg Saint-Germain im Jahre 1866 (Photographie von Charles Marville). Das später abgerissene Haus, in dem die Familie von 1754 bis 1784 wohnte, lag an der Ecke rechts, gegenüber der Einmündung zur Rue Saint-Benoît.

In seinem Essay Regrets sur ma vieille robe de chambre ou Avis à ceux qui ont plus de goût que de fortune (1772) beschrieb Diderot sein Arbeitszimmer im vierten Stockwerk: ein Stuhl aus geflochtenem Stroh, ein einfacher Holztisch und Bücherbretter aus Tannenholz, an den Wänden einfache italienische Farbtapeten, zusätzlich rahmenlose Kupferstiche, einige Alabasterbüsten von Horaz, Vergil und Homer. Der Tisch war bedeckt mit Druckbögen und Papieren. Im fünften Stockwerk, unter dem Dachgeschoss hatte er die Redaktion der Encyclopédie eingerichtet.
Bei einem Freund, dem Juwelier Étienne-Benjamin Belle, in Sèvres, n° 26 Rue Troyon, mietete Diderot um Oktober oder November 1767 ein zusätzliches Appartement. Dorthin zog er sich bis kurz vor seinem Tode regelmäßig zum Arbeiten zurück. Sein letztes Domizil, in dem er auch die letzten Tage seines Lebens verbrachte, lag in der n° 39 Rue de Richelieu im heutigen 2. Arrondissement von Paris.
Das Paar hatte vier Kinder, von denen drei sehr früh starben, Angélique (1744–1744), Jacques François Denis (1746–1750), Denis-Laurant (1750–1750) sowie Marie-Angélique (2. September 1753 – 5. Dezember 1824). Marie-Angélique heiratete am 9. September 1772 den Industriellen Abel François Nicolas Caroillon de Vandeul. Er war der Sohn von Diderots Jugendliebe Simone la Salette (1713–1788) und ihrem Ehemann Nicolas Caroillon (1708–1766).
Diderot hatte zwei Enkel, die früh verstorbene Marie Anne (1773–1784) und Denis-Simon Caroillon de Vandeul (1775–1850), der Politiker wurde. Dessen Ehe mit Eugénie Cardon entstammen die drei Urenkel Diderots, Abel François Caroillon de Vandeul (1812–1870), Marie Anne Wilhelmine Caroillon de Vandeul (1813–1900) und Louis Alfred Caroillon de Vandeul (1814–1900).
Ein interessantes Faktum ist, dass sein Bruder Didier-Pierre Diderot von 1743 bis 1744 ebenfalls zum Studieren in Paris lebte. Er besuchte ein katholisches Priesterseminar (séminaire diocésain) und studierte daneben Jurisprudenz. Am Freitag, den 9. Dezember 1746, beendete er sein Studium und ging zurück nach Langres. Diderots Verhältnis zu seinem Bruder war immer schwierig. Die Einladung zur Hochzeit Marie-Angéliques beantwortete dieser rüde und kam nicht. Am 14. November 1772 kam es zum endgültigen Bruch zwischen den Brüdern.

### Andere private Beziehungen
Seine Frau, die Mutter seiner Kinder, war die Seele seines Hauses, und Diderot tolerierte auch ihre strenge Religiosität. Während seiner Ehe führte er weitere intime Beziehungen: Ab 1745 war er mit Madeleine de Puisieux liiert, einer „aventurière“ („Abenteurerin“), wie emanzipierte und unverheiratet lebende Frauen (meist besserer Herkunft und Bildung) genannt wurden. Im Jahr 1755 lernte Diderot Sophie Volland kennen, die ihm eine lebenslange Gefährtin, Seelen- und Intimfreundin wurde, beide führten einen regen „empfindsamen“ Briefwechsel. Es war das Jahr des Erdbebens von Lissabon, das u. a. die Theodizee-Diskussion neu aufwarf. Vom Frühjahr 1769 bis 1771 hatte Diderot dann eine weitere intime Beziehung mit Jeanne-Catherine Quinault, die er bereits seit 1760 kannte. Im August 1770 traf er sich mit ihr und ihrer Tochter in Bourbonne-les-Bains und kurte dort mit ihnen im Thermalbad. Kurz danach schrieb er Les Deux Amis de Bourbonne („Die beiden Freunde aus Bourbonne“).

### Paris – Zeit der sich konsolidierenden Aufklärung
Diderot verkehrte weiter mit Pariser Intellektuellen, im Café Procope, auch im Café Landelle. So lernte er Alexis Piron kennen. Über diesen Kreis kam er in Kontakt zu der Salonnière und Schriftstellerin Louise d’Épinay sowie zu Paul Henri Thiry d’Holbach. Er wurde Teil der sogenannten coterie holbachique.
Im Café de la Régence an der Place du Palais-Royal spielte Diderot regelmäßig Schach. Mit François-André Danican Philidor, dem besten Spieler dieser Zeit, war er befreundet; beider Familien trafen sich regelmäßig. Dem Schachlehrer Philidors, François Antoine de Legall, einem regelmäßigen Besucher des Cafés, setzte Diderot später in Le Neveu de Rameau ein literarisches Denkmal.
Diderots philosophische Ansichten hatten sich inzwischen weit von den christlichen seines Elternhauses entfernt. Seine Zweifel daran, sein Übergang zu einem vernunftgeprägten Theismus wurden 1746 öffentlich mit dem wohl zu Ostern verfassten Essay Pensées philosophiques. Dieser machte ihn, obgleich anonym erschienen, einer größeren Leserschaft bekannt. Das religionskritische Werk wurde vom Parlement de Paris verurteilt und öffentlich verbrannt. Die weitere Entwicklung seiner Positionen hin zu einem eindeutigeren Materialismus markieren La promenade du sceptique (1747) und der Brief über die Blinden zum Gebrauch für die Sehenden (Lettre sur les aveugles à l’usage de ceux qui voient, 1749), später dann die Pensées sur l’interprétation de la nature (1753).
Ab 1747 stand die Arbeit an der Encyclopédie im Vordergrund. Im Jahre 1749 wurde sie jedoch unterbrochen.

### Inhaftierung (24. Juli – 3. November 1749)

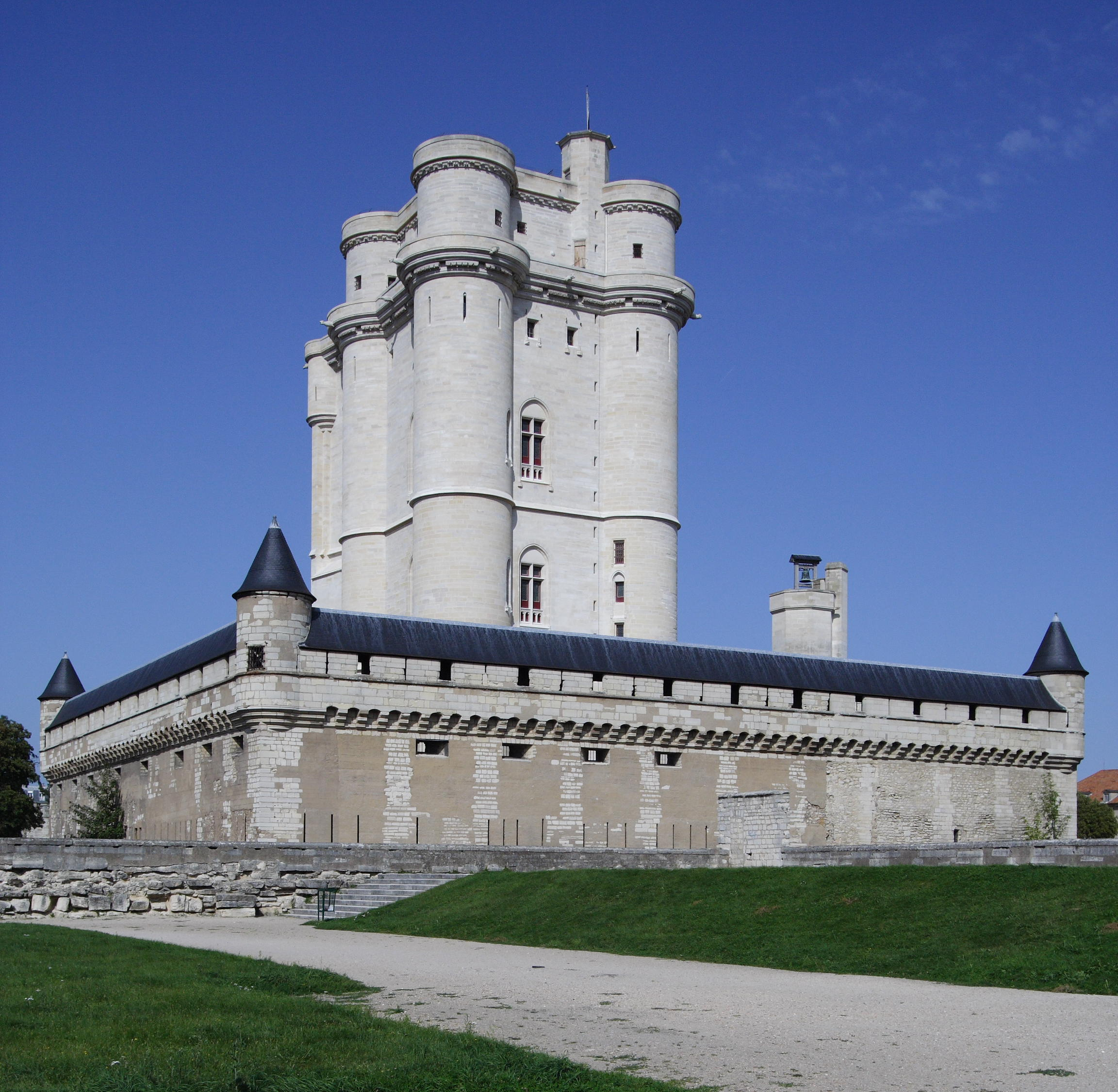
Château de Vincennes bei Paris in der Region Île-de-France

Der Kriegsminister Frankreichs, Marc-Pierre d’Argenson, forderte am 22. Juli 1749 den Generalleutnant der Polizei Nicolas René Berryer auf, einen königlichen Haftbefehl (lettre de cachet) für Diderot auszustellen. Am 24. Juli 1749, um halb acht Uhr morgens, wurde Diderot von Joseph d’Hémery, Kommissar und Inspektor der königlichen Zensurbehörde, verhaftet. Er wurde verhört und in die Festung Vincennes, château de Vincennes, gebracht.
Diderot wurde die Veröffentlichung der Pensées philosophiques und des Briefes über die Blinden zum Gebrauch für die Sehenden, in denen er seine materialistische Position dargelegt hatte, sowie das Arbeiten an weiteren gegen die Religion gerichteten Schriften zur Last gelegt. Schon zwei Jahre zuvor war er vom Pfarrer seiner Gemeinde Saint-Médard, Pierre Hardy de Lévaré (1696–1778), als „gottloser, sehr gefährlicher Mensch“ denunziert worden. Eine gewisse Rolle soll auch gespielt haben, dass eine einflussreiche Frau, Mme Dupré de Saint-Maur, Ehefrau von Nicolas-François Dupré de Saint-Maur, sich für eine herabsetzende Äußerung Diderots rächen wollte.
Rousseau besuchte ihn regelmäßig im Gefängnis. Die Buchhändler, an zügiger Arbeit an der Encyclopédie interessiert, beschwerten sich über die Verhaftung. Diderot selbst intervenierte brieflich bei René Louis d’Argenson und Nicolas René Berryer. Am 3. November 1749 wurde er entlassen. Er musste sich hierfür schriftlich verpflichten, keine blasphemischen Schriften mehr zu veröffentlichen. Um den Fortgang der Encyclopédie nicht zu gefährden, ließ er daher in den folgenden Jahren vieles unpubliziert.
Die Erfahrung seiner Inhaftierung prägte sich Diderot tief ein und ließ ihn künftig mit größerer Vorsicht vorgehen. Viel später, am 10. Oktober 1766, bekannte Diderot in einem Brief an Voltaire, bezogen auf seine Arbeit an der Encyclopédie, dass seine Seele voller Angst vor einer möglichen Verfolgung sei, er aber dennoch nicht fliehen werde, da eine innere Stimme ihm befehle, weiterzumachen, teils aus Gewohnheit, teils aus Hoffnung, dass schon am nächsten Tage alles anders aussehen könne.

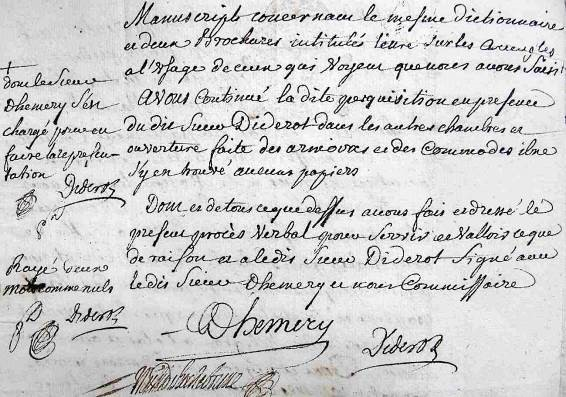
Auszug über die Verhaftung von Diderot (Nationalarchiv). Das einzige Buch, das von ihm beschlagnahmt wurde, war der Brief über die Blinden zum Gebrauch für die Sehenden (hier lesbar als)

### Encyclopédieund Hauptwerk (1747 bis 1773)
Die Ursprünge der Encyclopédie lagen in einer Übersetzung der 1728 von Ephraim Chambers herausgegebenen zweibändigen Cyclopædia, or, An universal dictionary of arts and sciences, die der Engländer John Mills seit 1743 zusammen mit dem deutschen Gelehrten Gottfried Sellius betrieb. Um ihr Werk zu drucken, wandten sich die Übersetzer an den Verleger und königlichen Hofdrucker (imprimeur ordinaire du Roy) André-François Le Breton, der ein königliches Druckprivileg beantragte, welches am 25. Februar 1745 bewilligt wurde. Im Mai 1745 gab Le Breton einen Prospekt heraus, in dem er das Erscheinen eines fünfbändigen Werks bis Ende 1748 in Aussicht stellte.
Nachdem Le Breton sich mit Mills – dessen Geeignetheit als Übersetzer zweifelhaft bleibt – überworfen und sich die Rechte an dem Projekt angeeignet hatte, wurde Jean-Paul de Gua de Malves mit der organisatorischen Leitung beauftragt. Dieser regte sogleich eine grundlegende Überarbeitung an, gab aber die Leitung des Projekts bald, ermüdet von Auseinandersetzungen, auf. Im Jahre 1747 übernahm Diderot die Leitung der Arbeit an der Encyclopédie als Herausgeber, zunächst gemeinsam mit D’Alembert, ab 1760 mit Louis de Jaucourt. Den Gesamtplan zu entwerfen, Autoren zu gewinnen und deren Zusammenarbeit zu organisieren, um das Druckprivileg und gegen die Zensur zu kämpfen und außerdem noch mehr als 3000 Artikel selbst zu schreiben, war genug Arbeit auf Jahre hinaus. Wo nötig, erweiterte Diderot hierfür seinen Wissensbereich. So besuchte er von 1754 bis 1757 regelmäßig die Chemievorlesungen Guillaume-François Rouelles. Bei den unausweichlichen Kämpfen wurde Diderot auch durch die Freimaurer unterstützt; dass er selbst Freimaurer war, ist jedoch nicht nachgewiesen.
Diderot schrieb in dieser Zeit außerdem Romane und Erzählungen, Stücke für das Theater, er arbeitete an einer Theatertheorie und zur Erkenntnistheorie. Vieles hiervon wurde zunächst nicht publiziert, manches kam jedoch durch Abschriften bereits an die Öffentlichkeit. Ein wichtiger Mitarbeiter wurde ihm hierbei Jacques-André Naigeon, auch als Sekretär d’Holbachs tätig, der Texte redigierte und bearbeitete und auch für die Encyclopédie schrieb. Er gab später, 1798, eine erste, wenn auch unvollständige Werkausgabe heraus.
Trotz all dieser Arbeit nahm Diderot am regen gesellschaftlichen Leben der philosophes teil – der kritisch eingestellten Pariser Intellektuellen, wie Condillac, Turgot, Helvétius und d’Holbach –, ebenso besuchte er adlige Salons. Seit dem Winter 1752/53 hatte er auch Briefkontakt zu Madame de Pompadour, die dem Journal von Marc-Pierre d’Argenson zufolge 1752 Verbindung zu den Enzyklopädisten aufgenommen hatte. Später empfing sie einige von ihnen, auch Diderot, zu informellen Diners und Gesprächen.

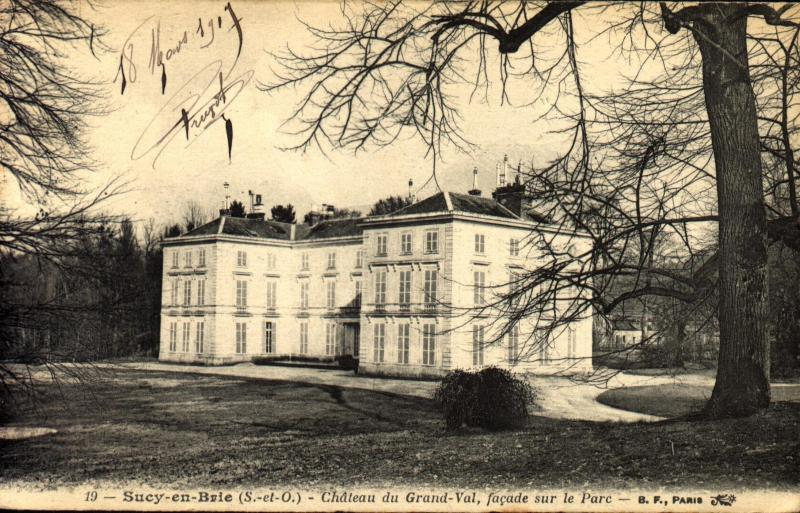
Auf dem Landsitz der Schwiegermutter von d’Holbach, dem Château du Grand Val im heutigen Pariser Außenbezirk Sucy-en-Brie, verbrachte Diderot häufig die Sommer. Er wohnte in der ersten Etage des rechten Flügels. Das Gebäude wurde 1949 zerstört (Postkarte aus dem Jahr 1907).

Spannungen gab es jedoch. So beklagte Diderot sich 1757 bei Grimm über eine Einladung durch d’Holbach auf das Château du Grand Val: er zweifle, ob er ihr folgen solle, sei der Baron doch ein „despotischer und launischer Mensch“. Später hielt er sich allerdings mehrfach dort auf, ebenso auf dem Château de la Chevrette in Deuil-la-Barre, dem Besitz von Louise d’Épinay. In Briefen an Sophie Volland schilderte Diderot seinen Tagesablauf im Grand Val: Neben Lesen, Nachdenken und Schreiben, Spaziergang und Gesprächen mit d’Holbach, allgemeiner Konversation und den Mahlzeiten gehörten auch Tric Trac und Piquet dazu.
Im Juli 1765 beendete Diderot die Arbeit an der Encyclopédie. Fast 20 Jahre hatten er und seine Familie von den Zahlungen der Verleger bzw. Buchhändler gelebt, Rechte auf Tantiemen besaß er nicht. So kamen nun lediglich Einnahmen aus dem väterlichen Erbe aus Langres. Dmitri Alexejewitsch Golizyn und Grimm retteten die Situation. Sie vermittelten den Verkauf von Diderots Bibliothek an Katharina II. von Russland – sie wurde nach dessen Tod (bei Transportkosten von 16.000 Livre) nach Sankt Petersburg verschickt. Katharina II. besoldete ihn zudem zeitlebens als Bibliothekar seiner eigenen Bibliothek mit 1000 Livres pro Jahr und stattete ihn mit Geld für Neuanschaffungen aus. 1773 fuhr Diderot für einige Monate an den Hof von Sankt Petersburg.
Das Geld ermöglichte es seiner Tochter Marie-Angélique, ab 1765 Cembalounterricht zu nehmen, zunächst bis 1769 bei der Pianistin Marie-Emmanuelle Bayon Louis, dann bei dem Musiktheoretiker und Komponisten Anton Bemetzrieder. Dieser machte sie 1771 zu einer Hauptperson seines musikalischen Lehrwerks, den Leçons de Clavecin, et Principes d’Harmonie.
Diderots Bibliothek ging (wie auch die Voltaires) in die 1795 gegründete Russische Nationalbibliothek ein. Wie deren übrige Bestände wurde sie jedoch später zerstreut, eine begleitende Aufstellung ging verloren. Sie konnte nur lückenhaft über die Register der Diderot mit Büchern versorgenden Verleger rekonstruiert werden.

### Reise an den Hof Katharinas II. in St. Petersburg (1773 bis 1774)

Die Reise von Denis Diderot 1773–1774.
Die blaue Linie zeigt die Hinfahrt (11. Juni – 8. Oktober 1773), die rote Linie die Rückreise (5. März – 21. Oktober 1774). Die Entfernung beträgt etwa 3500 km.

Die Zarin Katharina II. hatte Denis Diderot schon im Jahr 1762 nach Russland eingeladen, dort sollte er die Enzyklopädie vollenden. Diderot sagte ab, blieb aber mit dem General und Schulreformer Iwan Iwanowitsch Bezkoi in Verbindung, um eventuell später eine zweite redigierte Ausgabe der Enzyklopädie in Russland zu veröffentlichen. Als Diderot 1773 nach Russland aufbrach, war die Enzyklopädie fertiggestellt, seine Tochter verheiratet und er seiner Mäzenin zu Dank verpflichtet.
Am 11. Juni 1773 verließ Diderot Paris zu seiner einzigen längeren Reise mit dem Ziel Sankt Petersburg. Die Reise – mit vielen Begegnungen unterwegs – ging zunächst über Den Haag in das Herzogtum Kleve, wo er seinen späteren Reisebegleiter Alexei Wassiljewitsch Naryschkin traf. In Den Haag wohnte er bis zum 20. August 1773 bei dem russischen Botschafter Dmitri Alexejewitsch Fürst von Gallitzin (1738–1803) und seiner Ehefrau Amalie von Gallitzin (siehe auch Münsterscher Kreis). Nach krankheitsbedingter Pause fuhr Diderot weiter ins Kurfürstentum Sachsen. Über Leipzig, das er am 2. September 1773 erreichte, um u. a. den Theologen und Kirchenliederdichter Georg Joachim Zollikofer zu treffen, und Dresden, wo er dem Kunsttheoretiker Christian Ludwig von Hagedorn begegnete, ging es – unter Vermeidung der preußischen Residenzen Potsdam und Berlin – weiter nach Königsberg, Memel, Mitau, Riga und Narva. Am 8. Oktober 1773 erreichte Diderot den Zarensitz an der Newabucht.
In Sankt Petersburg kam Diderot, von einer Krankheit geschwächt, zunächst bei Naryschkin und dessen älterem Bruder Semjon (1731–1807) unter. Dort hütete er zunächst noch das Bett. Vom 15. Oktober 1773 an wurde Diderot von der Zarin – mitunter dreimal pro Woche – zu regelmäßigen Audienzen empfangen. Als Vertreterin des aufgeklärten Absolutismus versprach sie sich davon Anregungen für ihre Reformpolitik. Sie hatte bereits mit Voltaire korrespondiert und sich gerade den französischen Aufklärern geneigt gezeigt, seit sie 1767 ihre umfangreiche Große Instruktion (russisch Наказ) über Rechtsgrundsätze für die russische Gesetzbuch-Kommission veröffentlicht hatte, in der sie sich insbesondere an die Schriften Montesquieus sehr stark angelehnt hatte. Aufgabe der neu gebildeten Kommission war, ein System einheitlicher Rechtsprechung für das gesamte Russische Reich zu schaffen.
Diderot hatte während seines Aufenthaltes kaum Gelegenheit, die Verhältnisse im Zarenreich genau und direkt kennenzulernen, so dass seine Empfehlungen gemeinhin abstrakt bleiben mussten. Den Inhalt seiner Gespräche mit der Zarin legte er in den Entretiens avec Catherine II nieder. Er unterstützte etwa das Bemühen um eine einheitliche Rechtsprechung, kritisierte aber nachdrücklich die autokratische absolute Monarchie.
Die Gespräche und Erfahrungen in Sankt Petersburg ließen Diderot später, besonders in seiner Auseinandersetzung mit der Großen Instruktion (Nakas) der Zarin unter dem Titel Observations sur l’instruction de l’impératrice de Russie, deutlich abrücken von der in Gesetze gegossenen „monarchie pure“, wie sie Katharina II. vorschwebte. Er propagierte Glück und Freiheit als Ziele aller Gesellschaften und als Aufgabe, der sich Herrscher wegbereitend zu stellen hätten. Er forderte die vollständige Beseitigung der Leibeigenschaft und ein Ende des kirchlichen politischen Machteinflusses. Im Nachgang erwartete Diderot, am Leitbild der Volkssouveränität orientiert, von der Kaiserin eine deutliche Selbstbeschränkung ihrer absoluten Macht.
Dies erfuhr die Zarin erst nach Diderots Tod. Vor seiner Abreise beauftragte sie ihn, einen Plan zur Reform des russischen Erziehungssystems zu entwickeln, um die Ideen der französischen Aufklärung im Zarenreich zu verbreiten. Diderot schrieb den Plan d’une université pour le gouvernement de Russie ou d’une éducation publique dans toutes les sciences („Plan des gesamten Schulwesens für die russische Regierung oder einer öffentlichen Erziehung in allen Wissenschaften“, 1775). Darin forderte er etwa, die akademische Ausbildung dürfe sich nicht einzig an der unmittelbaren Verwendbarkeit durch die Krone oder an der Staatsräson orientieren. Grimm brachte die Abhandlung nach Russland.
Gegenüber Louis-Philippe de Ségur, dem französischen Gesandten in Sankt Petersburg von 1783 bis 1789, äußerte die Zarin: Hätte sie alle Ideen und Vorstellungen Diderots in das politische Handeln einfließen lassen, wäre das gesamte Zarenreich auf den Kopf gestellt worden. Und sie sagte Diderot zum Ende seines Aufenthaltes in Russland, dass sie seinen brillanten Ausführungen mit größtem Vergnügen zuhörte, dass sie aber im Unterschied zu ihm nicht mit Papier, sondern mit Menschen arbeite.
Am 1. November 1773 wurde Diderot zusammen mit Grimm auf Order der Zarin hin als membre étranger in die Russische Akademie der Wissenschaften aufgenommen. Die anwesenden Akademiker zeigten hierüber „eine sehr gedämpfte Begeisterung“. Diderot legte der Akademie einen Katalog mit 24 Fragen zur Naturgeschichte Sibiriens vor. Erik Gustawowitsch Laxmann war beauftragt, sie zu beantworten. Während seines Aufenthaltes in Sankt Petersburg bemühte Diderot sich, die russische Sprache zu erlernen. Häufig wurde er in die Paläste der russischen Aristokraten eingeladen.
Am 5. März 1774 begann die Rückreise mit der Postkutsche. Über Hamburg, Osnabrück ging es wieder nach Den Haag, wo er am 5. April eintraf und dann einige Zeit verweilte. Erst am 21. Oktober 1774 war er wieder in Paris. In seiner Abhandlung Essai sur la vie de Sénèque le philosophe, sur ses écrits, et sur les règnes de Claude et de Néron 1778 verteidigte Diderot die Zarin gegen den Vorwurf, sie sei ähnlich der Iulia Agrippina, welche ihren Ehemann, den römischen Kaiser Claudius, ermordete, eine Gattenmörderin an Peter III. von Russland gewesen.

### Die Zeit nach der Russlandreise bis zu seinem Tode

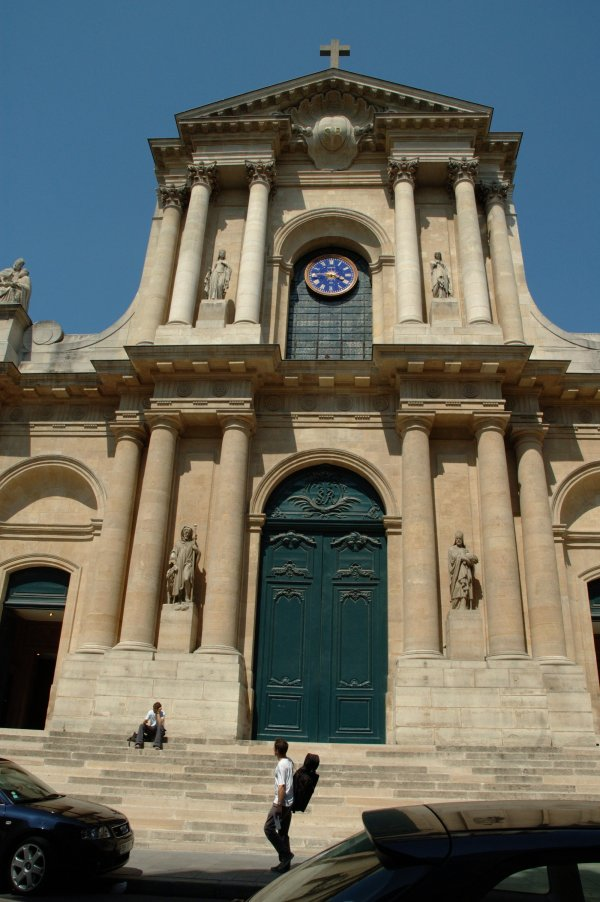
Denis Diderot – wie auch sein Freund Paul Henri Thiry d’Holbach – fand seine letzte Ruhestätte in der Kirche St-Roch in Paris

Diderots gesundheitlicher Zustand verschlechterte sich seit der Rückkehr aus Russland zusehends. Herz- und Kreislaufprobleme machten ihm zu schaffen, er litt unter geschwollenen Beinen und Kurzatmigkeit. 1774 schrieb er an Sophie Volland, er erwarte in zehn Jahren sein Ende. Häufiger als früher zog es ihn in sein Ausweichquartier in Sèvres oder auf das Landgut Château de Grand Val seines Freundes d’Holbach.
Ein letztes Mal sollte Diderot nur knapp einer erneuten Inhaftierung entgehen. Im Jahr 1782 erschien im damals unabhängigen Fürstentum Bouillon eine zweite Ausgabe seines Versuchs über Seneca und seine Zeit unter dem vereinfachten Titel Essai sur les règnes de Claude et de Néron. Der Pariser Polizeileutnant Jean-Charles-Pierre Lenoir erlaubte Diderot, einige Exemplare davon zum Eigenbedarf an der Pariser Buchhändlerzunft vorbei zu erwerben. Diderot bezog nun sechshundert Exemplare. Die Pariser Buchhändler sahen sich dadurch in ihrem Verdienst geschmälert und zeigten Diderot an. In den Vorgang wurde auch der Siegelbewahrer Armand Thomas Hue de Miromesnil (1723–1796) einbezogen. Laut Lenoir verlangte König Ludwig XVI. Diderots Bestrafung. Diderot wurde vorgeladen, konnte aber die Vorwürfe entkräften, zumal man ihm seitens der Administration eine gewisse Sympathie entgegenbrachte. Er vollzog einen rhetorischen Kniefall und beschwichtigte seine „Ankläger“ noch durch einen Widerruf. Diderot traf sich in der Folgezeit regelmäßig mit dem Polizeileutnant Lenoir zum Gedankenaustausch, war dieser doch ein liberaler Geist und Logenmitglied.
Im Februar 1784, in einem von extremer Kälte geprägten Winter, starb Diderots langjährige Freundin Sophie Volland mit 67 Jahren. Im April folgte ihr seine Enkelin Marie Anne Caroillon de Vandeul, ‚Minette‘ (* 1773), im Alter von zehn Jahren. Am 19. Februar 1784 erlitt Diderot einen plötzlichen Zusammenbruch, möglicherweise einen Herzinfarkt, begleitet von einer (akuten oder exazerbierten) Herzinsuffizienz. Er starb am Samstag, dem 31. Juli 1784, beim Mittagessen. Bei der Obduktion am Folgetag wurden eine vergrößerte Leber, ein vergrößertes Herz und ein linksseitiger Pleuraerguss gefunden, außerdem ausgeprägte Ödeme. Die Autopsie führte u. a. der Chirurg François Dominique Lesné durch, der Befund ist Teil des Fonds Vandeul. Anne-Antoinette Diderot, die Ehefrau, und der Schwiegersohn Abel François Nicolas Caroillon de Vandeul (1746–1813) organisierten die Bestattung in der Pfarrkirche St-Roch in Paris. Hierzu wurde dem Priester diskret ein Betrag von 1800 Livre als Spende zugesichert. Bei der Zeremonie sollen 50 Priester anwesend gewesen sein. Denis Diderot wurde im Ossuarium unterhalb des Hauptaltars beigesetzt. Während der Französischen Revolution wurden am 4. Februar 1796 das Beinhaus, das Grab Diderots und seine sterblichen Überreste von den dort stationierten Soldaten demoliert.

## Darstellung einiger persönlicher Beziehungen Diderots zu seinen Zeitgenossen
Diderot führte eine Vielzahl von mehr oder weniger intensiven Beziehungen zu den verschiedensten Persönlichkeiten seiner Zeit. Diese Beziehungen waren durch ein hohes Maß an individueller Spezifität und Dynamik zu seinem Gegenüber charakterisiert, somit aber auch von unterschiedlicher Dauer und Konfliktualität in ihren direkten persönlichen oder postalischen Ausformungen.
Nur die Zusammenarbeit vieler ermöglichte die Encyclopédie, was intensive Beziehungen Diderots zu anderen Denkern erforderte. Diese – speziell die zu Rousseau und Voltaire, Grimm und d’Holbach – befruchteten auch sein übriges Werk.
Diderots Rede- und Diskussionsstil sei, so die Beurteilung der anderen, von häufig schneller Sprechweise gekennzeichnet gewesen, seine Ausführungen waren ausnehmend lebhaft und ergreifend mit der Neigung zum Abschweifen. Von Jean-François Marmontel wird ihm eine mitreißende Eloquenz bezeugt, die alle Gemüter erhellte, und ein weiterer Enzyklopädist, André Morellet, bescheinigte ihm, dass er überfließend von Ideen sei und den Gesprächspartnern seinen Sprachwitz schenke.

### Le Rond d’Alembert
Zu den dreien, die sich regelmäßig im Hôtel du Panier Fleuri unweit des Palais Royal zum Essen trafen, zählte neben Rousseau und de Condillac auch Jean-Baptiste le Rond d’Alembert. Als Mitherausgeber und Verfasser vieler, vor allem naturwissenschaftlicher und mathematischer Einträge in der Encyclopédie schrieb er – im November 1757 im siebten Band des Werkes – ein Lemma über „Genève“. Im Mai 1741 war le Rond d’Alembert als Mitglied der Académie française aufgenommen worden. Le Rond d’Alembert stand fortwährend in postalischem Kontakt zu Voltaire, der ihn anregte, eben das besagte Lemma über „Genf“ zu verfassen. Letzterer dabei möglicherweise nicht ganz frei von intrigantem Bemühen. Dabei ließ sich le Rond d’Alembert inhaltlich zu manchem Seitenhieb auf die Kultur der Stadt verleiten, was einen kleinen Aufruhr verursachte und Voltaire aus Genf zu einem dichten Briefwechsel mit vielen Beteiligten anspornte. Mit der Folge, dass le Rond d’Alembert sich am 7. Januar 1758 aus dem enzyklopädischen Projekt zurückzog. Zwischen den beiden Männern bestand eine distanziert höfliche Beziehung. Nachdem Diderot 1769 Le rêve de D’Alembert geschrieben hatte, war der Protagonist des Werkes erbost und verlangte, laut Jacques-André Naigeon, dass die Manuskriptseiten in seiner persönlichen Gegenwart verbrannt werden sollten. Diderot versuchte sich an einer neuen Fassung der Trilogie und sah von einer Veröffentlichung der Dialoge ab, durch kursierende Abschriften des ursprünglichen Originaltextes konnte er später dennoch publiziert werden.
Und noch ein Unterschied machte sich zwischen den beiden philosophes bemerkbar. Während Diderot und die russische Zarin nach ihrer Inthronisation im Jahr 1762 in Kontakt traten, nahm d’Alembert seit dem Jahre 1746 stetig intensiveren Kontakt zum preußischen König Friedrich II. auf. Für beide philosophes blieben diese Monarchen, wenn auch nicht widerspruchlos, „Bezugspersonen“. Beide unterstützten die philosophes finanziell. So erhielt d’Alembert ab dem Jahre 1751 eine Pension über 1200 Livre von Friedrich II.

### Rousseau
Als Jean-Jacques Rousseau im Sommer 1742 nach Paris kam, lernte er den späteren Bankier Daniël Roguin und über ihn bald Diderot kennen, beide wurden enge Freunde. Diderot wiederum wurde mit Étienne Bonnot de Condillac über Rousseau bekannt, der diesen bereits kannte. Diese drei trafen sich nun regelmäßig. Dabei vereinbarten sie, eine literaturkritische Zeitschrift herauszugeben, Le Persifleur. Rousseau edierte die erste Ausgabe, eine zweite erschien nicht mehr.
Während seiner Haft in Vincennes wurde Diderot durch Rousseau unterstützt. Dieser bat mit einer schriftlichen Eingabe an Mme de Pompadour um Diderots Freilassung. Um 1750 lernte Rousseau Melchior Grimm kennen, er machte Grimm auch mit Diderot bekannt.
Mitte der 1750er Jahre beendete Rousseau jedoch die enge Beziehung zu Diderot. Ursächlich waren seine schwierige Persönlichkeit und paranoide Vorstellungen, die allerdings nicht ganz unbegründet waren. Diderot jedoch blieb ihm zeitlebens freundlich gesinnt. Auch die Beziehung Rousseaus zu Grimm brach zwischen 1756 und 1757 durch Verstrickungen und die Rivalität um Mme Louise d’Épinay entzwei.

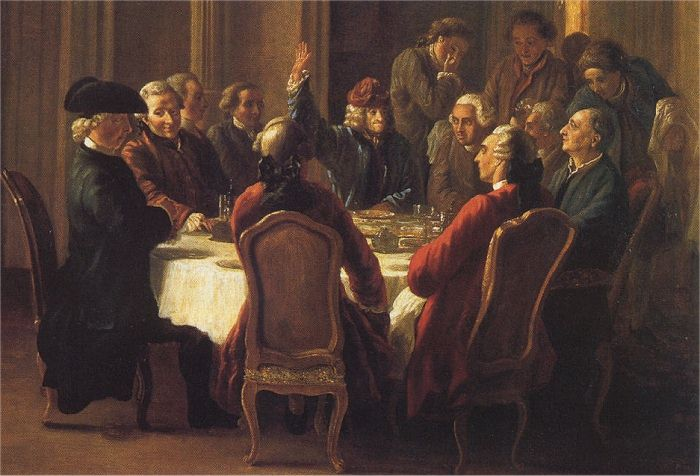
Jean Huber: Un dîner de philosophes, 1772 (Voltaire Foundation, Oxford). Dargestellt ist ein imaginäres Diner in Ferney, das so nie stattgefunden hat, Voltaire in der Mitte mit erhobener Hand, Diderot rechts außen.

### Voltaire
Diderot war lange ein Bewunderer Voltaires, so lobte er dessen Verhalten in der Affäre Jean Calas. Das Verhältnis wurde später distanzierter. Im Februar 1778 weilte Voltaire zur Uraufführung seines Stücks Irène in Paris. Ob er dabei auch Diderot traf, ist umstritten. Auch Voltaire wählte Friedrich II. als seinen „Bezugsmonarchen“.

### Melchior Grimm
Auch die Freundschaft zu Grimm war in ihrem Verlauf von wechselvoller Intensität. Auf einer Festivität des Geheimdiplomaten und Oberhofmeisters Baron Ulrich von Thun (1707–1788) lernte Grimm im Sommer, genauer August 1749 in einem Landhaus in Fontenay-sous-Bois, dessen Besitzer, der Friedrich Ludwig von Sachsen-Gotha-Altenburg war, Jean-Jacques Rousseau kennen. Durch letzteren machte er dann die Bekanntschaft zu Diderot. Zu Beginn ihrer Begegnung war sie getragen von außerordentlicher Sympathie zueinander sowie der beiden zu Louise d’Épinay. Grimm und Diderot arbeiteten an gemeinsamen Projekten, wie der Correspondance littéraire, philosophique et critique oder der Encyclopédie. Später arrangierte Grimm den Verkauf der Bibliothek Diderots an die russische Zarin, er konnte ihn hierdurch aus einem finanziellen Engpass befreien. Später aber endete die Freundschaft: Die 1772–1781 unter Mitarbeit Diderots entstandene kolonialkritische Analyse Geschichte beider Indien von Guillaume Thomas François Raynal lehnte Grimm ab. Diderot schrieb ihm dazu am 25. März 1781 einen Brief, Lettre apologétique de l’abbé Raynal à monsieur Grimm, der Grimm jedoch nie erreichte. Diderot war enttäuscht über dessen subalterne und egoistische Einstellung, über seine zunehmend monarchistische, absolutistische Positionierung.

### D’Holbach
Wie sich Diderot und d’Holbach kennenlernten, ist nicht bekannt. Ihre Korrespondenz ging großenteils verloren. Vermutlich verband sie zunächst ihr Interesse an der Musik. Beide verfolgten naturgeschichtliche Themen, so etwa die Chemie, mit großem Interesse. Diderot redigierte d’Holbachs wichtigstes Werk, das System der Natur. Ihre Freundschaft hatte lebenslang Bestand. D’Holbach hielt sich von Verpflichtungen zu europäischen Monarchen fern.

## Ansichten und Werk

### DieEncyclopédie(1747 bis 1766)
In gewisser Weise verfolgte die Encyclopédie dabei das Ziel, alltägliche Sachzusammenhänge – „also das Können als solches, ohne dabei sagen zu können, wie“ – seiner Zeit sprachlich einzufangen und mit ausführlichen Abbildungen sowie Ergänzungen durch den Text in einem „wie“ erklärbar werden zu lassen; vergleichbar einer Unterscheidung zwischen implizitem und explizitem Wissen, als Ausdruck eines sich versprachlichenden Prozesses der Explikation des Impliziten.
Beispiel: Ein Kleinkind erlernt die Grammatik der Muttersprache implizit, d. h. über Mustererkennung. Ein Kind in der Schule erlernt i. A. die Grammatik einer Sprache explizit, das heißt über Regeln.

#### Phase des Entstehens
Der Pariser Verleger und Hofdrucker André Le Breton plante 1745, eine französische Ausgabe des ursprünglich zweibändigen englischen Werks Cyclopaedia, or Universal Dictionary of the Arts and Sciences von Ephraim Chambers aus dem Jahr 1728 zu verlegen, welches geschichtliche, biographische und geographische Texte enthielt.
Zunächst tat sich Le Breton mit dem aus England stammenden Verfasser landwirtschaftlicher Lehrbücher John Mills und dem Danziger Juristen und Naturforscher Gottfried Sellius zusammen. Während er die Finanzierung ermöglichen wollte, sollten die beiden das zweibändige Werk von Chambers ins Französische übersetzen. Der Vertrag zwischen Le Breton, Sellius und Mills wurde am 5. März 1745 unterzeichnet und im August desselben Jahres gebrochen.
Le Breton, unzufrieden über den Fortschritt der Übersetzungen, warf John Mills vor, das Französische nicht gut genug zu beherrschen und sich zudem nicht an die vereinbarten Termine zu halten. Am 7. August 1745 kam es zu einem offenen, handgreiflichen Streit zwischen beiden. Le Breton wurde von Mills wegen Körperverletzung und tätlichen Angriffs verklagt, aber freigesprochen.
Die Leitung des Enzyklopädieprojekts als Herausgeber übertrug Le Breton zunächst dem Geistlichen und Mathematiker Jean Paul de Gua de Malves. Dieser plante eine Umgestaltung der Chambers’schen Cyclopaedia und wollte sie an die aktuellen Verhältnisse anpassen. Da Le Breton allein die nötigen finanziellen Mittel für das Projekt nicht aufbringen konnte, tat er sich mit drei weiteren Verlegern zusammen: Antoine-Claude Briasson, Michel-Antoine David und Laurent Durand. Im Jahr 1747 gab jedoch de Malves seine Teilnahme an dem Projekt auf.
Jetzt wurde Diderot Leiter des Projekts, hatte er doch schon eine Geschichte der alten Griechen, ein medizinisches Lexikon und ein philosophisches Traktat von Shaftesbury aus dem Englischen übertragen.
Die Encyclopédie war von Anfang an als ein ausschließliches Gemeinschaftsprojekt konzipiert, hierin unterschied sie sich zum Teil von anderen Lexika und Enzyklopädien. Eine weitere Neuerung war das Einführen von Querverweisen.
Der französische Frühaufklärer Pierre Bayle wandte in seinem Dictionnaire historique et critique (1697) einen aufwendigen Satzspiegel an, in Gestalt eines ein- und zweispaltigen Satzes, kombiniert mit Fußnoten und Marginalien, die rechts wiedergegeben wurden.
Diese „Bayle’sche Methode“ fand, wenn auch in abgewandelter Weise, in der Diderot’schen Encyclopédie Eingang (siehe auch Enzyklopädik).
Einige der Autoren plagiierten Texte oder Textpassagen aus anderen Lexika, Johann Heinrich Zedlers Grosses vollständiges Universal-Lexicon Aller Wissenschafften und Künste (1732–1754) etwa war Quelle für viele philosophische Artikel von Jean Henri Samuel Formey. Zedlers Werk hatte seinerseits manches dem Philosophischen Lexicon (1726) von Johann Georg Walch entnommen.

#### Unter der Ägide von Denis Diderot
Doch es vergingen noch fast drei Monate, bis am 16. Oktober 1747 Diderot und Jean-Baptiste le Rond d’Alembert als Herausgeber der Encyclopédie benannt wurden. Diderot, nunmehr mit der Leitung des Projekts beauftragt, änderte das ursprüngliche Vorhaben einer reinen Übertragung und Adaptation des Texts in das Französische und beschloss, das zweibändige Werk beträchtlich zu erweitern, um daraus eine Summa des gesamten Wissens seiner Zeit zu machen. Hierzu gewann er als Mitarbeiter zuerst seinen Freund d’Alembert, einen Mathematiker und Naturwissenschaftler, sowie nach und nach andere Autoren, die sogenannten Enzyklopädisten, die teils sonst wenig bekannte Spezialisten, teils aber auch berühmte Persönlichkeiten waren, z. B. Montesquieu oder Voltaire. Am 30. April 1748 wurde das königliche Druckprivileg, Approbation et Privilège du Roy, erteilt.
Wegen seiner Inhaftierung in der Festung Vincennes von Juli bis November 1749 musste er seine Arbeit an der Encyclopédie für einige Monate aussetzen und kam durch eine schriftlich hinterlegte Verpflichtung, keine blasphemischen Schriften mehr zu veröffentlichen, frei. In Zukunft war er deshalb vorsichtiger und ließ, um den Fortgang der Encyclopédie nicht zu gefährden, viele andere Schriften unpubliziert.
Im Oktober 1750 gab Diderot in seinem prospectus bekannt, dass eine Ausgabe der Encyclopédie mit acht Bänden und sechshundert Tafeln erscheinen werde. Obgleich Denis Diderot und d’Alembert das menschliche Wissen in ein System verwoben sahen, wählten sie eine alphabetische Ordnung für die Darstellung ihrer fast 61.000 Artikel, so in der ersten endgültigen Version der Encyclopédie. Sie sahen zunächst in der Encyclopédie auch eine Übersicht über den Wissensstand ihrer Zeit. Diese alphabetische Gliederung ermöglichte Diderot aber auch, die Zensur zeitweise zu hintergehen. Im Wissen, dass die Vertreter der Obrigkeit besonders Begriffe und Artikel mit politischer und religiöser Brisanz im Fokus hatten, brachte er häufig seine aufklärerischen Ideen und Kritiken bei „belanglosen“ Themen unter.
Diderot schrieb selbst eine Reihe von Artikeln, so zur Geschichte der Philosophie, aber auch Artikel zur Ästhetik, Grammatik, Rhetorik, sogar zur Pädagogik und zur Politik wurden von ihm verfasst. Gerade mit den Letzteren begab er sich in eine gefährliche Situation. Ein wichtiger Beitrag mit über tausend Eintragungen wurde von ihm über die mechanischen Künste (Handwerk) verfertigt. Hinzu kamen die aus den unterschiedlichsten Gründen notwendig gewordenen Ergänzungsartikel aus den verschiedensten Gebieten, so wurden Eintragungen zur Landwirtschaft und zum Lemma Tier durch Diderot bearbeitet.
Einen wichtigen Beitrag zur Fertigstellung der Encyclopédie leistete Louis de Jaucourt, der um das Jahr 1751 nach d’Alemberts Rückzug zum Projekt hinzutrat. Obgleich das Verhältnis zwischen Diderot und de Jaucourt als eher kühl zu charakterisieren wäre, schätzte jener dessen schriftstellerische Arbeit und seinen Fleiß, der ihm darüber hinaus noch Zeit für das Schreiben anderer Werke ließ.

#### Inhaltliche Ziele
Drei Bereiche sind bedeutsam: die Wissenschaften, danach die freie Künste und die mechanischen Künste. Hierzu war es notwendig, Worte und Begriffe einer Sache oder einem Sachzusammenhang eindeutig zuzuordnen. So wurden etwa im Bereich der mechanischen Künste, also der Fertigkeiten und Techniken von Kunsthandwerkern und Handwerkern, viele Gespräche mit den Tätigen geführt, um Ordnung in die Sachverhalte zu bringen. Dennoch gab es für die Enzyklopädisten keine vornehmen Beschäftigungen, die den alltäglichen gegenüberstanden.
Für Diderot und seine Mitarbeiter war es darüber hinaus überaus wichtig, die Funktionsweisen der Technologien ihrer Zeit nicht nur sprachlich einzufangen, sondern durch die Ergänzung des Texts mit ausführlichen Abbildungen durch Stiche dem Leser oder Betrachter zu veranschaulichen: Im Abschnitt über die Landwirtschaft werden demgemäß neben einer pastoralen Landschaftsszene mit Hügeln und den in diesen Bereichen tätigen Menschen diejenigen Maschinen und Werkzeuge abgebildet, die für die Arbeit eingesetzt wurden.
An diesem normativen Programm der Encyclopédie orientierten sich implizit die Protagonisten der Technikwissenschaften im 19. Jahrhundert im Sinne der Aufhebung des Enzyklopädischen in Gestalt des Systems der klassischen Technikwissenschaften.
1750 verfasste er einen in ganz Europa verschickten Prospekt, in dem er Interessenten zur Subskription der Encyclopédie aufrief. Im November 1750 wurden die ersten achttausend Exemplare des Prospectus, der Vorankündigung der Encyclopédie, publiziert, mit der die Käuferschaft zur Subskription aufgefordert wurde. Man plante zunächst acht Textbände und zwei Bände mit Kupferstichen. In einer später erschienenen Auflage aus dem Jahr 1755 spricht Diderot im Artikel zum Begriff Enzyklopädie im Band V von insgesamt zwölf geplanten Bänden.
1751 erschienen die beiden ersten Bände der Encyclopédie ou Dictionnaire raisonné des sciences, des arts et des métiers.
Der buchhändlerische Erfolg des Werks war enorm, doch die Jesuiten und einflussreiche Vertreter aus der Sorbonne diagnostizierten eine unchristliche Tendenz und erwirkten beim königlichen Kronrat, Conseil du roi de France, ein Verbot. Da aber Mme de Pompadour, einige Minister, viele einflussreiche Freimaurer und der Chefzensor Chrétien-Guillaume de Lamoignon de Malesherbes auf der Seite der Enzyklopädisten standen, konnten von 1753 bis 1756 trotz des Verbots vier weitere Bände erscheinen, hatte doch Malesherbes als Oberzensor, Censure royale, 1751 der Encyclopédie das königliche Druckprivileg verliehen. Malesherbes sympathisierte in einer doppelten Position mit den Aufklärern. Er war in verschiedenen Funktionen – unter Ludwig XV. und Ludwig XVI. – Diener der französischen Monarchie. Doch rettete er 1752 das Erscheinen der Encyclopédie und verhinderte eine erneute Verhaftung von Diderot. Zwar wurden die ersten beiden Bände der Ausgabe verboten, Malesherbes erreichte aber, dass der königliche Erlass das Druckprivileg nicht explizit aufhob.
Dies geschah vor folgendem Hintergrund: Der erste Band der Encyclopédie erschien im Januar 1752, das gedruckte Datum vom Juni des Jahres 1751 im Titelblatt ist inkorrekt. Die erste durch staatliche Institutionen durchgeführte Repression erfuhr die Encyclopédie also im Jahr 1752. Anlass hierzu gab die theologische Dissertation von Jean-Martin de Prades, durchgesehen vom irischen Professor Reverend Luke Joseph Hooke (1716–1796), welcher am Ende sein Amt und seine Würden verlor. Am 18. November 1751 verteidigte de Prades seine Arbeit an der Sorbonne. Doch bald darauf wurde seine Dissertation für den doctor theologiae einer zweifelhaften Dogmentreue – d. h. der Nähe zur Encyclopédie – verdächtigt, so dass die akademischen Verantwortlichen seine Arbeit einer genauen Prüfung unterwarfen.
In seiner Dissertation hatte de Prades eine Reihe von Thesen aufgestellt, die zu einer scharfen Auseinandersetzung mit Vertretern der theologischen Fakultät der Pariser Universität führten. Unter anderem hatte de Prades Zweifel an der zeitlichen Abfolge der Ereignisse im Pentateuch geäußert und die Heilwunder Jesu mit denen des griechischen Gottes der Heilkunst Asklepios verglichen. Ohne seine Vorbilder zu nennen, bediente sich de Prades über weite Strecken der von d’Alembert verfassten Vorrede zur Encyclopédie, des Discours préliminaire, sowie der Pensées philosophiques von Diderot. Mit Diderot stand de Prades auch in persönlichem Kontakt und hatte sich mehrmals mit ihm zu Gesprächen getroffen.
Am 15. Dezember stellte die mit dem Fall befasste Kommission der Pariser theologischen Fakultät fest, dass die in der Dissertation geäußerten Thesen zu verwerfen seien und die Schrift selbst unter die Zensurbestimmungen falle. Für den zweiten, im Januar 1752 veröffentlichten Band der Encyclopédie schrieb de Prades einen rund fünfzehnseitigen Artikel unter dem Begriff Gewissheit, Certitude. Der Artikel de Prades’ wurde durch eine Einleitung und ein lobendes Schlusswort von Diderot eingerahmt. Vor dem Hintergrund der Auseinandersetzung um seine Dissertation äußerten sich die Theologen nun empört und beschuldigten de Prades der Häresie. Gegen de Prades erging ein Haftbefehl, er floh nach Holland und schließlich nach Berlin. Die beiden schon publizierten ersten Bände der Encyclopédie wurden am 7. Februar 1752 verboten, ebenso die noch ausstehenden Bände. Chrétien-Guillaume de Lamoignon de Malesherbes, Oberzensor der Censure royale, griff schützend ein.
Malesherbes lenkte die Krise dergestalt um, dass am 2. Februar 1752 mit einem Ratserlass, arrêts du Conseil, lediglich Textstellen in den ersten beiden Bänden identifiziert wurden, welche „auf die königliche Autorität zerstörerisch wirkten und den Geist der Unabhängigkeit und Revolte festigten und mit zweideutigen Begriffen die Grundlagen des Irrtums, der Sittenverderbnis, der Irreligion und des Unglaubens förderten“. Auswirkungen auf die Verbreitung der Encyclopédie hatte dies aber nicht, waren doch die ersten beiden Bände schon an die Käufer bzw. Subskribenten ausgeliefert worden. Vor allem wurde das Druckprivileg nicht zurückgenommen. Unterstützung erhielt Malesherbes in dieser Angelegenheit auch von Mme de Pompadour.
Danach jedoch wuchs der Druck der Gegner. Im Jahre 1758 wurde das Verbot erneuert, 1759 setzte Papst Clemens XIII. das Werk auf den Index. Inzwischen hatte die Regierung die Deviseneinnahmen schätzen gelernt, die trotz des Siebenjährigen Kriegs (1756–1763) durch den Verkauf der Encyclopédie aus ganz Europa hereinkamen, und man ermutigte Diderot unter der Hand zum Weitermachen.
Der Mitherausgeber Jean-Baptiste le Rond d’Alembert zog sich 1759 aus dem Projekt zurück. An seine Stelle trat ab dem Jahr 1760 der sehr engagierte Louis de Jaucourt.
Am 12. November 1764 entdeckte Diderot zufällig, dass sein Verleger André Le Breton ohne Rücksprache in den letzten Textbänden Änderungen durch Auslassung ganzer Textpassagen und gravierende Textveränderungen vorgenommen hatte. Obgleich Diderot zunächst jede weitere Zusammenarbeit mit ihm aufgeben wollte, ließ er es nicht so weit kommen. In einem Brief an André Le Breton schrieb er:

„Sie haben mich zwei Jahre lang feige betrogen. Sie haben die Arbeit von zwanzig rechtschaffenen Männern zerstört oder durch dummes Vieh zerstören lassen, die Arbeit von Männern, welche Ihnen ihre Zeit, ihre Talente, ihre Nachtwachen umsonst aus Liebe zum Guten und Wahren und in der einzigen Hoffnung geopfert haben, einige wohlverdiente Achtung dafür zu erwerben, deren Ihre Ungerechtigkeit und Ihre Undankbarkeit sie beraubt haben wird.“

Anfang des Jahres 1766 kam der 17. Textband heraus, in der Ausgabe der Encyclopédie aus dem Jahr 1772 war das Projekt schließlich mit dem elften Band abgeschlossen.
Diderot widmete diesem Projekt 20 Jahre seines Lebens. Er schrieb mehr als 3000 Artikel, bevor er das Projekt im Juli 1765 mangels Anerkennung voller Bitterkeit beendete. Diderot zog sich zurück und überließ die Herausgabe der letzten Abbildungsbände seinen Nachfolgern, die, wie schon die ersten, viel zum Ruhm des Unternehmens beitrugen. Laut Vertrag mit den Verlegern sollte er 25.000 Livre für die fertiggestellte Encyclopédie erhalten. Über diesen geringen Betrag für eine zwanzigjährige bzw. vermutete zwölfjährige Arbeit beklagte sich Voltaire in einem Brief vom 14. April 1760 an Jean-Baptiste le Rond d’Alembert.
In der Encyclopédie méthodique – in 166 Bänden, von 1782 und 1832 von dem Verleger Charles-Joseph Panckoucke und Mme Thérèse-Charlotte Agasse (1775–1838) herausgegeben – fand die Encyclopédie ou Dictionnaire raisonné des sciences, des arts et des métiers schließlich ihre Neubearbeitung, Erweiterung und Neuaufteilung in verschiedene Fachlexika.

#### Verlegerische und ökonomische Aspekte
André François Le Breton und seine drei Geschäftspartner Antoine-Claude Briasson, Michel-Antoine David und Laurent Durand unterzeichneten am Montag, den 18. Oktober 1745, einen Gesellschaftervertrag, traité de société, mit einem Startkapital von 20.000 Livre und einer Anteilsverteilung entsprechend den Einlagen. Le Breton hielt einen Anteil von 50 Prozent, die anderen je ein Sechstel.
Viele der im 18. Jahrhundert publizierten Bücher erschienen in einer durchschnittlichen Auflage von 500 bis 1000 Exemplaren. Der Prospectus der Encyclopédie, im November 1750 erschienen, war mit 8000 Exemplaren geplant. Die Käufer sollten zur Subskription aufgefordert werden. Angekündigt wurden acht Textbände und 2 Bände mit Kupferstichen. Sie sollten, so der Plan, in Abständen von etwa einem halben Jahr erscheinen. Somit hätte Band II im Dezember 1775 und Band III im Juni 1776 erscheinen müssen usw., bis schließlich im Dezember 1779 Band VIII der Öffentlichkeit zugänglich gemacht werden sollte. Die Subskription sah eine Vorauszahlung von 60 Livre vor und bei Erhalt von Band I weitere 36 Livre, für die Bände II bis VIII 24 Livre und für die beiden letzten Bände mit den Kupferstichen 40 Livre. Die Gesamtkosten beliefen sich rechnerisch auf 280 Livre, legt man einen annähernden Umrechnungskurs von 1 Livre gleich 10 bis 12 Euro zugrunde, beliefe sich der Gesamtpreis auf 3000 bis 3400 Euro. Tatsächlich erschien dann der Band I im Juni 1751, Band II Januar 1752, Band III November 1753, Band IV Oktober 1754, Band V November 1755, Band VI Oktober 1756, Band VII November 1757, Band VIII bis XVII von 1765 bis Januar 1766 und im Jahr 1772 der letzte Band mit den Tafeln bzw. Kupferstichen. In dieser ersten Version umfasste das Werk 60.660 Artikel.
Als Diderot im Jahr 1746/47 zu dem ursprünglichen Projektvorhaben der Übersetzung der englischen Ausgabe Cyclopaedia, or Universal Dictionary of the Arts and Sciences von Ephraim Chambers hinzutrat, unter der verlegerischen Ägide um Le Breton, erhielt er für seine Tätigkeit im Februar 60 Livre, 45 Livre im März, 90 Livre im April und 120 Livre im Juni. Im Oktober 1747 – aus dem ursprünglichen Vorhaben der reinen Übersetzung war mittlerweile das eigenständige Werk der Encyclopédie geworden – handelten Diderot und d’Alembert einen neuen Vertrag mit der Verlegergemeinschaft um André François Le Breton, Antoine-Claude Briasson, Michel-Antoine David und Laurent Durand aus. Dieser sah vor, dass Diderot 7200 Livre erhalten sollte, 1200 Livre nach der Publikation von Band I und die weiteren 6000 Livre in einer Rate von 144 Livre in den folgenden Monaten. Umgerechnet wären dies, siehe oben, etwa 78.000 bis 90.000 Euro.
Als Diderot im November 1754 seine Familie und Bekannte in seiner Heimatstadt Langres für eine längere Zeit aufsuchte, gab ihm ein dort ansässiger Notar Dubois den Rat, seinen Vertrag mit den Verlegern neu zu verhandeln. Die neuen Konditionen sahen vor, dass Diderot für jeden fertiggestellten Band 2500 Livre und zum Abschluss des Encyclopédie-Projekts noch einmal 20.000 Livre erhalten solle.
Diderot erhielt vermutlich für seine 25-jährige Arbeit an der Encyclopédie rund 80.000 Livre, was umgerechnet einem Durchschnittswert von 32.000 bis 38.000 Euro pro Jahr entspricht. Die Pariser Verlegergemeinschaft unter Le Breton erzielte einen Gewinn von 2,5 Millionen Livre, ein Jahrhundertverlagsgeschäft. Weltweit wurden von der Encyclopédie bis zum Jahr 1789 rund 25.000 Exemplare in verschiedenen Ausgaben verkauft.
Als sich das Encyclopédie-Projekt auf seinem Höhepunkt befand, waren eine größere Anzahl Handwerker und andere Berufsgruppen direkt oder indirekt daran beteiligt: Kupferstecher, Zeichner, Schriftsetzer, Drucker und Buchbinder, um nur einige zu nennen. Die Encyclopédie umfasste von 1751 bis 1765 17 Bände mit Artikeln und von 1762 bis 1772 elf Bände mit Abbildungen, 18.000 Seiten Text, 75.000 Einträge, davon 44.000 Hauptartikel und 28.000 Nebenartikel mit insgesamt 20 Millionen Wörtern.
Die Zielgruppe für die kostspielige und umfangreiche Encyclopédie waren vermutlich begüterte und wahrscheinlich auch gebildete Menschen aus der Schicht der Bourgeoisie, des Adels und des Klerus. Ferner kann man vermuten, dass die Zahl der Leser größer war als die der Eigentümer.

### Frühe philosophische Werke
Neben der Encyclopédie hatte Diderot immer auch andere Werke in Arbeit. So war die Übersetzung von Shaftesburys Inquiry mehr als eine Übertragung in die französische Sprache. Schon an ihrem ausgreifenden Titel Principes de la Philosophie morale ou essai de M. S***. sur le mérite et la vertu. Avec Réflexions (1745) zeigte sich der kommentierende Charakter dieser Arbeit, die mit umfangreichen Begleittexten versehen war, die Diderots eigene Position deutlich machten. Schon 1746 hatte er im Anschluss an die Shaftesbury-Übersetzung seine Pensées philosophiques („Philosophische Überlegungen“) publiziert, worin er erstmals materialistische und atheistische Vorstellungen eines radikalen Aufklärers entwickelte. 1748 veröffentlichte er zudem den erotischen Roman Les bijoux indiscrets („Die geschwätzigen Kleinode“), der ein Skandalerfolg wurde.
In den Pensées sur l’interprétation de la nature („Gedanken zur Deutung der Natur“, 1754) betätigte sich Diderot als theoretischer Naturwissenschaftler. Der Text war ein Plädoyer für das Prinzip des Experiments und gegen die rationalen Naturerklärungen der Cartésiens, der rationalistischen Denker im Gefolge von René Descartes. Diderot sieht den Erkenntnisprozess als Wechselwirkung zwischen Beobachtung, kombinierender Reflexion und Experiment. Die Welt scheint ihm grundsätzlich erkennbar, agnostizistische Positionen lehnt er ebenso wie eine ausschließlich auf der Mathematik beruhende Naturerkenntnis oder deren Überbetonung ab, letzteres im Widerspruch zu d’Alembert und dessen Essai sur les éléments de philosophie (1759). Aber auch die kritische Würdigung der philosophischen Positionen eines Pierre-Louis Moreau de Maupertuis, dargestellt in seinem Système de la nature ou Essai sur les corps organisés – zunächst 1751 in lateinischer Sprache als Dissertatio inauguralis metaphysica de universali naturae systemate und unter dem Pseudonym „Dr. Baumann aus Erlangen“ publiziert –, in dem jener sich mit der Leibniz’schen Monadenlehre und deren Bedeutung für die Naturphilosophie auseinandersetzte, flossen in Diderots Pensées sur l’interprétation de la nature ein.
Dieser gewissermaßen aphoristisch in kurze Artikeln gegliederte Text legt der Erkenntnis drei Werkzeuge zugrunde: die Naturbeobachtung, die Reflexion und das wissenschaftliche Experiment. In dieser Vorgehensweise war er der Philosophie von John Locke und Isaac Newton verbunden (vgl. Artikel XV).

„Ein Schwerpunkt der von Diderot in den Pensées sur l’interprétation de la nature entworfenen Methodologie besteht darin, auf der Basis der Beobachtung der empirischen Realität jeweils provisorische Hypothesen aufzustellen, die Ausgangspunkt neuer wissenschaftlicher Fragestellungen und Forschungsobjekte sein sollen, jedoch immer explizit als approximative, als durch die Forschung wieder zu überschreitende gesetzt werden. Derselbe relative Gültigkeitsanspruch gilt auch bei Diderot für die philosophischen Theorien, die einen Gesamtentwurf als Synthese der Forschungsergebnisse der Naturwissenschaften bieten sollen, jedoch ebenfalls wieder gemäß dem prinzipiell immer offenen Fortgang der Wissenschaften nur Haltepunkte des Denkens, niemals Endpunkte sein dürfen. […] Ein wesentliches Merkmal der von Diderot postulierten Methode für die Naturforschung besteht darin, den Wert der Hypothesen, der Gesamttheorien, selbst der Spekulationen gegenüber dem von Newtons Postulat ‚Hypotheses non fingo‘ [bedeutet sinngemäß: in der Experimentalphilosophie gibt es keine Unterstellungen] geprägten Denkmodell seiner Zeitgenossen wieder zu rehabilitieren, die Hypothesen in einen methodischen Kontext mit Beobachtung und Experiment zu stellen.“

Im Artikel XXIV. Grundriß der experimentellen Physik beschrieb Diderot deren Umfang und deren Aufgaben („[…] die experimentelle Physik beschäftigt sich im allgemeinen mit der Existenz, den Eigenschaften und dem Gebrauch“) und definiert in der Folge diese und weitere daraus abgeleitete Begriffe. Im Artikel XXIII differenziert er die Arten von Philosophie: „Wir haben zwei Arten der Philosophie unterschieden: experimentelle und rationale Philosophie.“ In den nachfolgenden Artikeln wurde aus beiden Aphorismen eine synthetische Schlussfolgerung gesucht. Ab Artikel XXXI werden Beispiele und daraus abgeleitete Vermutungen formuliert.
Überhaupt war der Einfluss des Denkens von John Locke auf Denis Diderot nicht unerheblich; dessen wichtigstes Werk für den erkenntnistheoretischen Sensualismus An Essay Concerning Humane Understanding („Versuch über den menschlichen Verstand“, 1690) war von Pierre Coste schon im Jahr 1690 unter dem Titel Essai sur l’entendement humain ins Französische übertragen worden. Auch Diderot geht, wie die englischen Sensualisten, von der sinnlichen Grundlegung der Erkenntnis, somit auch des Vorrangs der expérience über die raison beim Erkenntnisvorgang aus.
1749 kam die schon genannte philosophische Schrift Lettre sur les aveugles à l’usage de ceux qui voient („Brief über die Blinden zum Gebrauch der Sehenden“) heraus, in der Diderot, ausgehend von der These, dass ein blind Geborener (siehe hierzu auch Visuelle Wahrnehmung) keine Möglichkeit habe, die Existenz Gottes zu erdenken, dessen Existenz überhaupt bezweifelt. Diderot setzt sich in dieser Monographie mit den philosophischen Überlegungen des blinden Cambridger Mathematikers Nicholas Saunderson auseinander, dessen Gedanken stark von atheistischen Überlegungen geprägt waren. Doch war es William Molyneux, der 1688 erstmals dieses sogenannte Molyneux-Problem thematisierte. Diderot übernimmt die „Perspektive“ des Blinden und fordert von den Sehenden, sich in dessen Einbildungskraft hineinzudenken. In der Lettre sur les aveugles wurde so auch ein Wandel der Auffassung Diderots deutlich. Die in den Pensées philosophiques vertretenen deistisch-pantheistischen Anschauungen wurden zugunsten von stärker materialistisch-atheistischen Vorstellungen abgelöst.
1751 trug er zu einer Grundlegung der philosophischen Ästhetik mit der Lettre sur les sourds et muets, à l’usage de ceux qui entendent et qui parlent („Brief über die Taubstummen zum Gebrauch der Hörenden und Sprechenden“) bei. Daneben thematisiert Diderot hier das Phänomen der Sprache und ihrer Verbindung mit der sinnlichen Umwelt. In einer Art von metaphysischer Anatomie (espèce d’anatomie métaphysique) stellt er die sensualistische Überlegung an, wie ein Mensch seine Umgebung empfände, wenn einzelne Sinnesorgane ausgeschaltet würden, und fragt, wie er die Umgebung durch nur ein einziges Sinnesorgan wahrnehmen könne, wie sich mithin die Welt in jedem einzelnen der Sinne darstellte. In der Lettre sur les sourds et muets entwirft Diderot ein Szenario, bestehend aus einer Gruppe von fünf Personen, von denen jede über nur einen einzigen Sinn verfügen würde und jede glaubte, die Welt in ihrer Gesamtheit zu erkennen. Er folgert, dass diese Personen dank ihres Bewusstseins, Gedächtnisses und ihrer Abstraktionsfähigkeit durchaus in der Lage wären, aus ihren unterschiedlichen Wahrnehmungen etwa einen Zahlbegriff zu generieren und auch in Kommunikation darüber zu treten. Analoge Erfahrungen der verschiedenen Sinne könnten zu einem abstrakten Zahlenbegriff und so zu einem sinnvollen Dialog führen. Andererseits müssten sich die kommunizierenden Personen wechselseitig für verrückt halten; denn eine jede beurteile mit ihrer einzelnen Sinnesleistung alles.
Im selben Jahr wurde Diderot neben d’Alembert in die Königliche Akademie der Wissenschaften Friedrichs II. aufgenommen.
Diderot zeigte sich insbesondere in seinen philosophischen Schriften von der Idee der Entwicklung geradezu begeistert, einer Idee, die das gesamte Universum einbeziehe. Aus dem materiellen Substrat entstehe alles Leben. Materie könne damit auch lebendige Materie sein, die damit Lebendiges und Empfindsamkeit (sensibilité) zu entwickeln imstande sei, ohne dass man in dieser Entwicklung oder Hervorbringung eine finale Kausalität annehmen müsse. In der letzten Unzugänglichkeit dieser Finalität zeige sich dann auch das menschliche Unvermögen, die Natur nach eigener Maßgabe zu verstehen, in der Annahme, in dieser Unzulänglichkeit liege das Verbot, die Natur unter der Vernunft und den Willen eines Gottes zu subsumieren. Gott war damit als ein ins Unendliche hinein gesteigerter Mensch gedacht. Natur sei das Ganze, der Kreis, in dem alles Leben auseinander hervorgehe. Dieses Ganze besitze eine zeitliche Abfolge, eine Entwicklung, so dass das Seiende in einen Zeitfluss gelange. Er sah in der Materie die Substanz des Werdens, die er sich aber weniger konkret vorstellte als etwa sein Freund Paul Henri Thiry d’Holbach. Wenn seine Naturinterpretation einerseits wissenschaftlich fundiert sein sollte, war sie zugleich ein mit Gefühl und Phantasie besetzter Entwurf, der später in ähnlicher Weise von Goethe eingefordert werden sollte.

### Autor von Romanen und Dialogen
Der Roman ist eine fiktionale literarische Gattung, die sich erst im 18. Jahrhundert vom Vorurteil zu befreien begann, sie sei, so einige zeitgenössische Betrachter, frivol, oberflächlich und sittenverderblich.
Diderot arbeitete an Romanen und Erzählungen, die rückblickend erstaunlich modern wirken und meist erst postum erschienen sind. So verfasste er 1760 und 1761 den kirchenkritischen, empfindsamen Roman La religieuse („Die Nonne“), der den Leidensweg einer unfreiwilligen Nonne beschreibt und heute sein meistgelesenes (auch verfilmtes) Werk ist (gedruckt erst 1796). Diderot war ein Bewunderer der Werke von Samuel Richardson, und vieles aus dessen Romanen Pamela, or Virtue Rewarded (1740) und Clarissa or, The History of a Young Lady (1748) fand seinen Weg in La religieuse. Während er an seinem Roman Le Neveu de Rameau arbeitete, verstarb Richardson am 4. Juli 1761. In seiner Éloge de Richardson (1760) lobte er ihn dafür, das Genre des Romans auf ein ernsthaftes Niveau gehoben zu haben. Damit unterschied er sich von Voltaire, aber auch von Rousseau, die dem Erneuerer des englischen Romans ablehnend gegenüberstanden. Man zählte sie deshalb auch zu den anciens und nicht wie Diderot zu den modernes. In seiner Leidenschaft für Richardson machte Diderot gar seiner Vertrauten, Sophie Volland, Vorhaltungen, da sie eine ablehnende Haltung gegenüber dem Roman Pamela einnahm.
Überhaupt war der Einfluss der englischen Literatur auf Diderot erheblich. Waren seine ersten Publikationen noch Übersetzungen von englischen Texten ins Französische, denen sich die von Richardson beeinflusste La religieuse anschloss, so sind an Jacques le fataliste et son maître (1776) Parallelen zu Laurence Sternes The Life and Opinions of Tristram Shandy, Gentleman (1759–1767) festzustellen. Sterne, der zwischen 1762 und 1765 während seiner Reise durch Frankreich und Italien mehrfach in Paris weilte und dort auch die Bekanntschaft von Baron d’Holbach, Diderot und anderen machte, gilt als wichtige Anregung für Jacques le fataliste. Bekannt ist, dass Sterne seinen Verleger in London beauftragte, ihm einige der schon fertiggestellten Bände seiner Ausgabe des Tristram Shandy zu übersenden, um sie Diderot zu schenken. Später schrieb Diderot an Sophie Volland, dass er mit dem Tristram Shandy das „närrischste, weiseste, fröhlichste aller Bücher“ las.
Von 1760 bis etwa 1774 verfasste Diderot den experimentellen Roman Le Neveu de Rameau („Rameaus Neffe“, erstmals gedruckt in Goethes deutscher Übersetzung 1805, in einer französischen Rückübersetzung 1821, im endlich wiederentdeckten Originaltext erst 1891).
Der im Jahr 1773 begonnene und 1775 beendete Roman Jacques le fataliste et son maître wurde 1778 bis 1780 in der handschriftlichen Zeitschrift Correspondance littéraire veröffentlicht (im Druck erst 1796 erschienen). Als Rahmenhandlung wählte Diderot die neuntägige Reise des Dieners Jacques mit seinem Herren zu einer Amme, um dort die Schulden für die Pflege eines ihm unterschobenen Kindes auszugleichen. Die Reise bietet den Anlass, weitere Geschichten einzuflechten. Das Verhältnis zwischen dem von der Determiniertheit aller Ereignisse überzeugten, aber lebenstüchtigen und aktiven Diener Jacques und seinem an die Willensfreiheit glaubenden, aber lethargischen und passiven Herrn, inspirierte Hegel zu seiner in der Phänomenologie des Geistes entfalteten Dialektik von Herrschaft und Knechtschaft, ebenso wie ihn der zwiespältige Protagonist des Neveu de Rameau zur Unterscheidung von „Ansichsein“ und „Fürsichsein“ anregte.
In Diderots unveröffentlichten Schriften mit satirischer Tendenz zeigen sich deutliche Zweifel am optimistischen, aufklärerischen Weltbild, das er mit der Encyclopédie öffentlich vertrat. Sein einstiger Freund und späterer Widersacher Rousseau warf Diderot vor, er habe ihn vom Optimismus abgebracht.
Für Diderot war das Schreiben in Dialogform sowohl in Theaterstücken als auch in Essays sehr wichtig. Er entwickelte seine Gedanken im Austausch mit einem virtuellen Gegenüber. Diese imaginären Gesprächspartner hießen bald Zuhörer (auditeur), bald Leser (lecteur) oder Gesprächspartner. Mit der Zeit zeigten sich hier zudem ein Wandel: Während die Dialogpartner im Entretien entre D’Alembert et Diderot (1769) als Teil der Trilogie des Le Rêve de D’Alembert und im Le Neveu de Rameau (1769) noch konkrete Personen waren, wurden sie in der Erzählung Ceci n’est pas un conte (1773) zum abstrakten Gesprächspartner (interlocuteur), womit der Partner nur noch wenige persönliche Züge aufwies, um die konkrete Personalität schließlich in den Supplément au voyage de Bougainville (1772) als Gespräch zwischen A und B noch weiter aufzuheben.

### Überlegungen zur Sprache
Diderot fasste den Begriff „Sprache“ sehr weit – Gestik und Mimik gehörten dazu, die nonverbale Kommunikation allgemein, speziell die melodisch-rhythmische Stimmführung, allgemeiner die Prosodie. Die artikulierte Sprache war für Diderot, ob gesprochen oder geschrieben, nur eine der Formen des menschlichen Ausdrucks. Er ist hier einig mit Étienne Bonnot de Condillac. Diderot kann als Sensualist beschrieben werden, der auch unter dem Einfluss des Enzyklopädisten Charles de Brosses stand.
Seine Überlegungen zur Entwicklung der Sprache legte er in der Lettre sur les sourds et muets à l’usage de ceux qui entendent et qui parlent (1751) dar. Er antwortet hier auch auf Charles Batteux’ Schriften Les beaux-arts réduits à un même principe (1747) und Lettres sur la phrase française comparée avec la latine (1748). Ein weiterer wichtiger Diskutant war der Mitarbeiter an der Encyclopédie und Begründer des sprachtypologischen Ansatzes Nicolas Beauzée.
Die Sprachentwicklung sah Diderot als Prozess an, in dem Gebärden zunehmend durch Wörter ersetzt werden. Wenn es um die Mitteilung von Emotionen, außerordentlichen Empfindungen oder extremen seelischen Zuständen ging, gab er jedoch den Gebärden, der gestischen Sprache, den Vorrang gegenüber der gesprochenen, der Wortsprache. Sprache ist bei ihm mehr an die Emotionalität, die Affekte und somit an Dichtung und Musik angelehnt, als an rationales Denken und Logik.
In seiner Lettre sur les sourds et muets versucht Diderot die Unterscheidung zwischen einer natürlichen Ordnung der Sprache zu einer artifiziellen Sprache nachzuzeichnen. Ausgehend von der Unterscheidung der natürlichen Objekte der Wahrnehmung weist er den Adjektiven eine besondere Rolle zu. Sie führe in den natürlichen Sprachen zu den Substantiven, gewissermaßen von den Eigenschaften zu den Objekten. Auch die Sprache der Gebärden folge diesem Prinzip. In seinen Reflexionen, die eine natürliche Sprache eine artifiziellen Sprache voraussetzt, verdeutlicht Diderot die Grundproblematik der Sprachentstehungstheorien. Denn wie gelangt man zur Unterscheidung der Objekte der Wahrnehmung ohne über Zeichen zu verfügen? Und, woraus entwickelt man die Kriterien, die von den Adjektiven (oder Eigenschaften) ausgehend zur Bildung von Substantiven aus Ausdruck von Ideen führe?
Er setzte sich auch mit den Überlegungen einer allgemeinen Syntax des Denkorgans auseinander. Bis in die Zeit der Aufklärung hinein dachte man, dass in der Sprache auch die Grundkategorien der Logik enthalten seien. Anders formuliert, man war überzeugt, dass das Wort auch die Sache wiedergebe, mit ihr also unmittelbar zusammenhänge oder in moderne Terminologie übersetzt, dass zwischen Signifikant, die sprachliche Form und Signifikat, der sprachlichen Inhalt eine Wesenseinheit bestehe.
Diderot beschäftigte sich mit dem Begriff der Inversion, die einen zentralen Aspekt der Grammatik von Port-Royal im 18. Jahrhundert darstellte. Auch mit den Überlegungen von César Chesneau Du Marsais und de Condillac hierzu setzte er sich auseinander.
Für Diderot gab es eine ursprünglich-natürliche, eine eigenschaftszentrierte und eine spätere dingzentrierte Wortstellung. Auch er sah in der Inversion, welche allen Hochsprachen zu eigen sein sollte, einen Rückgriff auf die ursprünglich-natürliche Wortstellung. Diderot nimmt bei seinem Theorieentwurf die Position eines Nominalisten ein: Er negiert jeglichen originären Zusammenhang zwischen dem Wort und dem Gegenstand.
Batteux, Du Marsais und de Condillac nahmen an, die ersten Bezeichnungen seien durch Nachahmung von Lauten, Lautmalerei, gebildet worden. Diderot meint dagegen, der Bezug einer Lautäußerung zu einer Sache, die dadurch bezeichnet werden soll, sei zunächst durch Gebärden hergestellt worden – es gebe eben keine dem Gegenüber unmittelbar verständliche Beziehung zwischen Lautäußerung und Sache. Zudem nimmt er eine Entwicklung des Bestandes formbarer Laute an: mit einfach sprechbaren Lauten beginnend, seien die Artikulationsorgane durch Einübung sukzessive auch zur Bildung schwerer formbarer fähig geworden. Dieses ursprüngliche Stadium des Sprachgebrauchs nennt er langage animal. Es sei der Zustand eines Nebeneinanders von Lauten und Gebärden.
Dieses Stadium werde allmählich abgelöst von dem der langue naissante. Der zum gegenseitigen Verständnis benötigte Wortschatz sei dabei im Wesentlichen entstanden. Zunächst sei durch nur einen Sinn Wahrnehmbares bezeichnet worden, Gegenstandseigenschaften also, die ersten Worte seien daher überwiegend Adjektive gewesen. Dann seien, beginnend mit den durch mehrere Sinne erfassbaren Gegenständen, Substantive gebildet worden. Durch Abstraktion von den sinnlich erfassbaren Eigenschaften seien schließlich weitere, allgemeinere Begriffe entstanden. Damit seien Artikel, Substantive, Adjektive und Verben vorhanden, es fehlten noch die Deklination und die Konjugation. Auf dieser Stufe seien Gestik und Mimik noch unverzichtbar für das Verständnis der sprachlichen Aussagen.
Schließlich bilde sich die langue formée. Alle Teile der sprachlichen Aussage sind jetzt syntaktisch verknüpft, Gebärden für das Verständnis nicht mehr notwendig.
Für Diderot waren letztlich die temporalen Strukturen in den unterschiedlichen Sprachen von entscheidender Bedeutung. Er beschrieb den Übergang von der langue naissante zur langue formée mit dem Begriff der „Harmonien“, hierunter verstand er die Klangqualitäten, die Rhythmik in der Verbindung von Vokalen und Konsonanten sowie in der Syntax, also der Anordnung der Worte. Die Gleichzeitigkeit beider Harmonien erzeuge die Poesie.
Für Diderot sind Sprache und Wörter immer an Erfahrungen, Konnotation oder Assoziationen gebunden und formen somit das menschliche Denken.

### Seine Annahmen zur Theorie der Wahrnehmung und des Schönen
In einem Brief vom 7. Juli 1688 an John Locke warf William Molyneux folgendes Problem auf, das Molyneux-Problem:

„Dublin, 7. Juli 1688

Ein Problem gestellt an den Autor des ‚Essai Philosophique concernant l’Entendement humain‘
Angenommen: Ein erwachsener, blind geborener Mann, der gelernt hat, mit seinem Tastsinn zwischen einem Würfel und einer Kugel aus demselben Metall und nahezu gleicher Größe zu unterscheiden, und der mitteilen kann, wenn er den einen oder die andere betastet hat, welches der Würfel und welches die Kugel ist. Angenommen, Würfel und Kugel seien auf einem Tisch platziert, und der Mann sei sehtüchtig geworden. Die Frage ist: Ob er in der Lage ist, durch seinen Sehsinn, bevor er diese Gegenstände berührt hat, sie zu unterscheiden und mitteilen kann, welches die Kugel und welches der Würfel ist?

Wenn der gelehrte und geniale Autor der oben genannten Abhandlung denkt, dieses Problem sei der Beachtung und Antwort würdig, möge er die Antwort zu jeder Zeit weiterleiten an jemanden, der ihn sehr wertschätzt und

Sein untertänigster Diener ist.

William Molyneux

High Ormonds Gate in Dublin, Irland“

Vorausgesetzt, so Diderot, der Blinde könne nach einer gelungenen Augenoperation deutlich genug sehen, um die einzelnen Dinge voneinander zu unterscheiden, wäre er dann sofort in der Lage, den Dingen, die er erfühlte, den gleichen Namen zu geben, wie denen, die er nunmehr sah? Was könne jemand aussagen, der es nicht gewohnt sei, „sich zu überlegen und auf sich selbst zu besinnen“?
Der vormals Blinde sei sehr wohl in der Lage, etwa einen geometrischen Körper, wie etwa eine Kugel, von einem Würfel zu unterscheiden. Nach der Meinung von Diderot benötige ein vormals Blindgeborener keineswegs seinen Tastsinn, jedoch mehr Zeit, damit sich sein Sehsinn an seine Aufgabe adaptieren kann. Diderot ging also keineswegs davon aus, dass zur Lösung des Molyneux-Problem eine Zuhilfenahme des Tastsinns unerlässlich sei.
Er nahm an, dass es gebildeten Personen, die in Philosophie, Physik bzw. im Fall der geometrischen Körper in Mathematik ausgebildet waren, leichter falle, erfühlt wahrgenommene Dinge in Übereinstimmung zu bringen „mit den Ideen, die er durch den Gefühlssinn gewonnen hat“, und sich von der „Wahrheit ihres Urteils“ zu überzeugen. Er nahm an, dass dieser Prozess bei Personen, die im abstrakten Denken geschult seien, wesentlich schneller verlaufe als bei Personen, die wenig gebildet seien und keine Übung in der Reflexion hätten.
Diderot kommt in seinem Brief über die Blinden zum Gebrauch für die Sehenden, Lettre sur les aveugles à l’usage de ceux qui voient, von 1749 zu der Annahme, die Qualität der Perzeption sei unabhängig von der Anzahl der Sinnesorgane. Dahinter steht eine empiristische Position, denn über die Sinne gelangen die Wahrnehmungen in das sensorium commune, das gemeinsame Sensorium. Er zeichnet für dieses sensorium commune im Rêve de D’Alembert (1769) eine Metapher; die „Spinne“ als Gehirn gedacht, in welchem alle Impressionen und Wahrnehmungsinhalte zusammenlaufen und das „Spinnennetz“, denn alle Fasern der Sinne münden an der Spinne, und die Berührungen des Netzes rufen bei jener entsprechende Reaktionen hervor. Wenn die Wahrnehmung aber unabhängig von der Zahl der Sinne sei, stelle sich die Frage nach der Sekurität und Zuverlässigkeit des Wahrnehmungsprozesses. Denn im Ergebnis wäre der Inhalt der Wahrnehmung – unabhängig von der Art des Sinnesorgans – abstrakt, würden uns die Inhalte kein wahrheitsgetreues Abbild der Wirklichkeit liefern, sondern nur Realitäten in abstrakten Zeichen, die wir dank der Erfahrung (expérience) interpretieren könnten.
Die durch die Sinnesempfindung vermittelte (Gesamt-)Realität aus der Wirklichkeit ist für Diderot keine absolute, sondern habe nur den Charakter einer relativen Bedeutung. Denn ein jeder Sinn konstituiere eine eigene (Unter-)Realität, welche erst in ihrer Kombination zusammen eine Vorstellung des Menschen zur Wirklichkeit ermöglicht. Fehlende Sinneseinrichtungen führten deshalb notwendigerweise zu einer Modifikation der (Gesamt-)Realität, welche in ihrer Konsequenz eine Änderung der geistigen und ethischen Befindlichkeiten des Menschen zur Folge hätte, einen Standpunkt, den er insbesondere in seinem Brief über die Blinden … entwickelt hat.
Hierin steht er im Widerspruch zu Charles Batteux, dieser schrieb in seinen Les beaux arts réduits à un même principe (1773), dass die Künste Nachahmungen seien, die durch die menschlichen Sinne vermittelten würden. Eine solcherart nachgeahmte Natur biete sich nicht ihrem Wesen nach dar, sondern in ihrer Erscheinung. Diese Nachahmungstheorie sieht Batteux für allen Künste als Grundlage an, mit anderen Worten gelten die gleichen ästhetischen Gesetze für die Dichtung, wie für die Malerei und die Musik. Diderot wendet sich gegen solch eine vereinheitlichende Theorie der Künste in seiner Lettre sur les sourds et muets (1751).
Im Artikel zum Schönen (Beau) stellt Diderot seine Ansichten über das Schöne in einer ausführlichen Erörterung dar, er erschien im zweiten Band der Encyclopédie im Jahr 1751. Dieser Aufsatz wurde schon 1750 als Vorabdruck separat publiziert und deutet an, dass er ihm bedeutsam genug erschien, ihn unabhängig der Öffentlichkeit zugänglich zu machen. Er enthält alle wichtigen Überlegungen zur diderotschen Ästhetik.
Das Schöne erscheint in der Wahrnehmung der betrachtenden Person, dabei war Diderot überzeugt, dass der schöne Gegenstand diese Wirkung selbst erzeugen könne. Diderot lehnt die Vorstellung eines objektiven Schönen ab, durch sein methodisches Vorgehen zur Erläuterung seiner Gedanken machte er deutlich, dass der Akzent auf der Wahrnehmung der Beziehungen (rapports) liege. Schönheit stand für Diderot in unmittelbarem Zusammenhang mit einem abstrahierenden Begriff der Kunst.
Wenn man als Ziel für die bildenden und darstellenden Künste des 18. Jahrhunderts insbesondere die Nachahmung der Natur sah – man suchte die sujets in der Wirklichkeit und übergab die gestalterische Umsetzung normativen Regeln –, dann war der Maßstab der Bewertung die Natur selbst und hierbei eine möglichst vollkommene Abbildung, sprich Schaffung einer künstlerischen Realität, die dadurch den größten Gehalt an Schönheit und damit Wahrheit enthalte.
Diderot unterschied zwischen den Formen in den Dingen und den Gestalten unserer Vorstellung. Nicht unser Verstand legt die Formbeziehung in die Dinge, sondern er bemerkt nur die Beziehungen zwischen beiderlei Gestalten. Schön sei alles, was im Verstande die Vorstellung von Beziehungen (rapports éloignés) innerhalb einer als Einheit begriffenen Mannigfaltigkeit zu wecken vermag, eben als Ausdruck eines abstrahierenden Begriffs der Kunst. Einer Mannigfaltigkeit, die in der durch ein Netz von Verbindungen organisierten Wirklichkeit versteckt sei. Schönheit sei kein absoluter Wert; abhängig davon, ob der zu betrachtende Gegenstand für sich oder aber mit anderen Gegenständen seiner Art zu beurteilen ist, ergeben sich verschiedene Qualitäten von Schönheit.
Diderot differenzierte zwischen einem realen Schönen (beau réel), auch „Schönes außer mir“ (beau hors de moi) und einem wahrgenommenen Schönen (beau relatif), auch „Schönes in Beziehung auf mich“ (beau par rapport à moi). Eine Schönheit als beau réel bestehe in den harmonischen Verhältnissen aller seiner Teile zum Ganzen, das beau relatif eines Gegenstandes hingegen gründe sich in einer höheren Anzahl von rapports und stelle damit einen höheren Grad der Schönheit dar. Diderot gibt zu bedenken, dass Schönheit kein absoluter Wert sei; ein Werturteil des Schönen komme den Gegenständen somit nur unter der Voraussetzung zu, dass menschliche Betrachter existierten, welche aufgrund der Ähnlichkeit ihrer physischen und psychischen Konstitution ein solches Werturteil fällen könnten.
Der Akt künstlerischer Aneignung war für ihn der wissenschaftlichen Erkenntnis verwandt. So sei für beide sinnlichen Vorgänge oder Beziehungen zum Gegenstand die Wahrheit das Ziel. Dies werde erreicht durch eine Übereinstimmung des Urteils bzw. in der Schönheit etwa des Bildes mit der Sache. Der Grad an Schönheit eines Gegenstandes steigt, wenn mehr als eine Beziehung (rapport) erkannt werden kann. Aber dieser Zuwachs sei dadurch begrenzt, dass die Anzahl der Beziehungen beliebig oder auch unübersichtlich seien.
Für Diderot ist die Wahrnehmung von Beziehungen die Grundlage des Schönen, dabei sei die alltägliche Natur gewissermaßen das erste Modell der Kunst. Diderot verstand unter Natur die gesamte Wirklichkeit, diese enthalte auch das alltägliche menschliche Dasein, er lenkte die Aufmerksamkeit dabei auf sämtliche zwischenmenschlichen Facetten.

### Der Kunstkritiker
Im Jahr 1665 initiierte die Académie royale de peinture et de sculpture eine Kunstausstellung, welche dann ab dem Jahr 1667 einer größeren Öffentlichkeit zugänglich gemacht wurde und in mehr oder weniger regelmäßigen Abständen stattfand. Diese Ausstellungen fanden ab dem Jahr 1699 in der Grande Galérie du Louvre auch Cour Carrée statt, man nannte sie kurz le Salon. Dieser Salon diente im Verein mit Pariser Galeristen ebenso dem Kunstverkauf.
Ab dem Jahr 1759 besuchte Diderot, häufig zusammen mit Sophie Volland, bis zum Jahr 1781 diese Salons und beschrieb seine Impressionen und Reflexionen in insgesamt neun Salons. Mehr noch, in den Jahren hiernach beschäftigte er sich mit Kunstgeschichte sowie den Techniken der Malerei und wurde einer der ersten professionellen Kunstkritiker mit den neun Artikeln, die er zwischen 1759 und 1781 über die Pariser Salons für die handschriftlich verbreitete Zeitschrift Correspondance littéraire, philosophique et critique seines Freundes Melchior Grimm verfasste.
Im Jahr 1759 schrieb Diderot seinen ersten Salon mit nur acht Seiten nieder. Jener aus dem Jahr 1761 wies schon 50 Seiten auf und die der Jahre 1763 bis 1767 waren nicht nur noch umfangreicher geworden, sondern zeigten auch deutlich seine Entwicklung oder Individuation zum Kunstkritiker. Diderot erwarb nicht nur Sachkenntnis, sondern zählte mehrere Maler zu seinem Freundeskreis. In Diderots Salons von 1769, 1775 und 1781 ist eine Stagnation in seiner Bewertung der bildenden Kunst bemerkbar. Grundsätzliches zu seinen Reflexionen beschrieb er aphorismenartig in der Monographie Pensées détachées sur la peinture, la sculpture, l’architecture et las poésie (1772).
Er war zum Kenner der Malerei geworden, konnte technische Details, Bildgestaltung und Arrangement ebenso erörtern wie Wirkungen, welche die Gemälde hervorriefen. Es waren die künstlerischen Produktionen eines François Boucher, Jean-Honoré Fragonard, Louis-Michel van Loo, Charles André van Loo, Jean Siméon Chardin oder Claude Joseph Vernet, die ihn zu seinen ästhetischen Reflexionen anregten, so unter dem Begriff le beau in seiner Encyclopédie.
In den Gewichtungen der einzelnen Kunstgattungen zeigten sich Parallelen zu der Theatertheorie. So sah er zwar in der Genremalerei, also der Darstellung alltäglicher Handlungsszenen, nur einen „simple imitateur, copiste d’une nature commune“ und für die klassische Historienmalerei einen „créateur d’une nature idéale et poétique“, aber in seinen Pensées détachées sur la peinture, la sculpture, l’architecture et la poésie (1772) führte er folgendes aus:

„Mir scheint die Einteilung der Malerei in Genre- und Historienmalerei sinnvoll zu sein, aber ich wünschte, dass man bei dessen Einteilung etwas mehr die Natur der Dinge in Betracht zöge. Die Bezeichnung Genremalerei wendet man ohne jeden Unterschied sowohl auf solche Maler an, die sich mit Blumen, Früchten, Tieren, Hainen, Wäldern und Bergen beschäftigen, wie auch solche, die ihre Szenen aus dem alltäglichen, häuslichen Leben nehmen; Teniers, Wouwerman, Greuze, Chardin, Loutherbourg und selbst Vernet heißen Genremaler. Ich dagegen versichere, dass der ‚Vater, der seiner Familie vorliest‘, der ‚Undankbare Sohn‘ und die ‚Verlobung‘ von Greuze und die ‚Seestücke‘ von Vernet, die alle Arten von Verwicklungen [incidents] und Szenen darbieten, für mich in demselben Maße Historienbilder sind wie die ‚Sieben Sakramente‘ von Poussin, die ‚Familie des Darius‘ von Le Brun oder die ‚Susanna‘ von Van Loo.“

Man entnimmt dem Zitat, dass letztlich bestimmte Formen der Genremalerei das Sentiment des Betrachters mehr ansprechen könnten. Weil sie nicht exklusiv sind, könnten sie Allgemeinmenschliches deutlicher zeigen.
Für Diderot werde die Schönheit in der bildenden Kunst (les beaux-arts) durch folgende Bedingungen zum Ausdruck gebracht werden:
- Bei der Bildgestaltung sollten nicht mehr als zwei Handlungen oder Handlungssequenzen in einer Komposition verfolgt werden.
- Auf eine konfuse Kombinationen von Motiven solle verzichtet werden.
- Durch die Malerei aber auch der Bildhauerei wiedergegebenen Ereignissen müssten im großen Maße realistisch sein.
- In jedem Sujet sah Diderot gewissermaßen eine literarische Situation, die im Sinne einer zeitlichen Abfolge eine Davor und ein Danach hat.

Für Diderot gilt es durch unvoreingenommene, methodische Betrachtung der Kunstwerke eine Beurteilung zu erreichen.
Er legte keine universellen und zeitlosen Maßstäbe bei seiner Betrachtung zu Grunde, jedoch zieht er die Darstellung des Ursprünglichen und Alltäglichen dem Idealisierten und Überhöhten vor. Die sinnliche Bildwirkung, das Sentiment des Betrachters, ist für ihn von größerer Bedeutung als die Beurteilung des Grades der technischen Vervollkommnung.
Diderot fasste sein Verständnis der Kunst, seine Kunsttheorie, in einer Vielzahl von Briefen und Essays in literarischen Zeitschriften oder Salonbeschreibungen. Es existiert somit keine kohärente Kunsttheorie von ihm (siehe auch Ästhetik). Vielmehr schrieb er über die Kunst in Form von Reflexionen seiner eigenen subjektiven Empfindungen und Vorstellungen. Hierdurch entstand eine Unmittelbarkeit, eine große Nähe zu dem betrachteten Kunstobjekt, welche sich in seinen erläuternden Beschreibungen und seiner Wirkung auf den Betrachter zeigt. Diderot erwähnt die Werke von Anna Dorothea Therbusch, u. a. sein Porträt und dessen Entstehung, in seiner Correspondance litteraire von 1767.

### Sein Wirken als Kunstagent für die russische Zarin
Nach dem durch Friedrich Melchior Grimm und Dmitri Alexejewitsch Golizyn vermittelten Verkauf der Diderotschen Bibliothek an die russische Zarin Katharina II. im März 1765 werden Diderots postalische Kontakte zur Zarin dichter. Er wurde nun neben der Anstellung als Bibliothekar seiner eigenen Bibliothek darüber hinaus noch zum kaiserlichen Kunstagenten bestimmt und im Jahr 1767 zum Mitglied der Russischen Kaiserlichen Kunstakademie, (russisch Императорская Академия художеств) ernannt.
So vermittelte Denis Diderot zusammen mit Dimitrij Alexejewitsch Golyzin und Baron Grimm u. a. die Sammlung Crozat. Sie war ursprünglich unter den Anstrengungen von Pierre Crozat entstanden und im Jahr 1772 mit der Unterstützung von Denis Diderot nach Sankt Petersburg verkauft worden, so dass die Sammlung Crozat sich heute dort größtenteils in der Ermitage befindet. Diese einzigartige Sammlung – sie enthielt Werke von Peter Paul Rubens, Rembrandt van Rijn, Raffael da Urbino, Tizian u. a. – ging zunächst auf Crozats Neffen Louis François Crozat (1691–1750) über und nach dessen Tod erhielt Louis-Antoine Crozat, Baron de Thiers (1699–1770) die Kunstsammlung, der sie mit seiner eigenen Kollektion vereinigte, die vor allem französische und niederländische Künstler enthielt. Später erbte er noch die Bildersammlung seines jüngeren, kinderlosen Bruders Joseph-Antoines Baron de Tugny (1696–1751) und führte die Sammlungen zusammen. Auch setzte Louis-Antoine Crozat die Sammeltätigkeit fort und bereicherte die Sammlung erneut. Die Zarin ließ sich vor dem Ankauf noch von Étienne-Maurice Falconet beraten, letztlich wurde im Oktober 1771 die Sammlung bzw. mehr als 400 Gemälde von Katharina II. für 460.000 Livre erworben. Zum Dank für die Vermittlung erhielt Diderot edle Zobelfelle, aus denen er sich einen Wintermantel fertigen ließ.
Aus der Sammlung der Madame Marie Thérèse Rodet Geoffrin erwirbt Diderot im Jahr 1772 zwei Gemälde für die Zarin. Mme Geoffrin gab sie 1754 bei Charles André van Loo für sich in Auftrag. Die Sammlung von François Tronchin (1704–1798) wurde ebenfalls von Diderot vermittelt, sie enthielt fast hundert Gemälde u. a. von Philips Wouwerman, Nicolaes Pietersz. Berchem und Gabriel Metsu.

### Diderot und das Theater
Mit Pierre-Augustin Caron de Beaumarchais zählte Denis Diderot zu den Erfindern des bürgerlichen Trauerspiels. Mit dem französischen Bühnendichter Michel-Jean Sedaine war er freundschaftlich verbunden, beider Ansichten über das Drama glichen sich.
Er bewunderte Samuel Richardsons Romane Pamela, or Virtue Rewarded (1740) und Clarissa or, The History of a Young Lady (1748) – so in seiner Schrift Éloge de Richardson (1760) –, da es diesem gelungen sei, moralische Themen anschaulich und spannend am alltäglichen Geschehen und seinen Mitmenschen darzustellen. Seine Romane ließen den Leser vergessen, dass es sich um eine Fiktionen handele. An Richardsons Werken erarbeitete sich Diderot seine Lehre vom realistischen Detail (roman réaliste). Es seien in die Handlung eingebetteten Einzelheiten, die zur Authentizität des Gesamten beitrügen. Denn die Kunst eines Dichters oder eines Malers sei es, durch Detailtreue dem Leser oder Betrachter die Realität nahe zu bringen.
Diderot wählte häufig die Form des Dialogs als Ausdrucksmittel für seine Gedanken, ihm war zudem – und dies nicht nur als einem der bedeutendsten Kunstrezensenten seiner Zeit – ein Sinn für das Szenische und Gestische in hohem Maße zu eigen. Er verfasste mehrere Dramen, die heute wegen ihrer ereignisarmen, wenig an der Wahrscheinlichkeit interessierten Handlung zwar kaum mehr aufgeführt werden, zu ihrer Zeit dank ihrer eindringlichen Darstellung widersprüchlicher Gefühle und innerer Konflikte wie auch dank ihrer durch die bürgerlichen Sujets ausgedrückten Realitätsnähe erfolgreich waren.
Am bekanntesten wurden Diderots „drames bourgeois“ Le Fils naturel ou Les épreuvres de la vertu („Der natürliche Sohn“, 1757), der seine Uraufführung im Jahr der Publikation auf dem Anwesen des Herzogs d’Ayen in Saint-Germain-en-Laye erlebte, und Le Père de famille („Der Familienvater“, 1758), der zunächst im Jahr 1760 in Marseille, am 18. Februar 1761 dann erstmals in Paris durch die Comédiens français aufgeführt wurde. Beide Dramen sind von bürgerlichen Familienkonflikten geprägt: In Le Fils naturel ringt ein junger Mann sich tugendhaft dazu durch, seinem Freund diejenige Frau zu überlassen, in die er sich wider Willen verliebt hat und die sich ihrerseits magisch von ihm angezogen fühlt, sich aber zuletzt als seine Halbschwester herausstellt. In Le Père de famille gestattet ein Vater, der eigentlich nur eine passende Konventionalehe für seine beiden Kinder anstrebt, diesen nach langen inneren Konflikten die von ihnen gewünschten Liebesheiraten, die sich nachträglich als gesellschaftlich akzeptabel erweisen. Wichtiger noch als die Stücke wurden die dramentheoretischen Essays, die Diderot seinen beiden Dramen anfügte, so Entretiens sur le fils naturel als Epilog des im Titel genannten Dramas und De la poésie dramatique als Ergänzung zum Père de famille. Sie begründeten das neue Genre auch theoretisch als außerhalb der traditionellen Gattungen Tragödie und Komödie angesiedeltes drame bourgeois („bürgerliches Trauerspiel“), das besser als jene die Realität der Epoche darstellen und selbstverständlich keine Verse, sondern Prosa verwenden sollte.
Der konservativ-royalistische Publizist Élie Catherine Fréron war einer der Zeitgenossen, die versuchten, Diderot mit zum Teil unredlichen Mitteln anzugreifen. So bezichtigte er ihn etwa des Plagiats einiger seiner Theaterstücke und produzierte oder besser konstruierte hierzu ‚Beweise‘.

### Diderots Theatertheorie
Bedeutsam für die Entwicklung des Theaters (Pariser Jahrmarktstheater, Comédie-Française) wurde Diderot weniger durch die Aufführung der Dramen selbst – die in Frankreich kaum in Gang kam – als vielmehr durch sein theoretisches Werk, in dem er sich um eine Erneuerung der zeitgenössischen Dramatik bemühte.
In der französischen Dramatik des 18. Jahrhunderts dominierten höfische Themen und Inszenierungen. Diderot wollte hingegen für das sich emanzipierende Bürgertum schreiben und war daher bemüht, ein bürgerliches Trauerspiel als neues Theatergenre, von ihm auch genre sérieux genannt, zu etablieren. Das Theater sollte Themen behandeln, wie sie im alltäglichen Leben vorkamen, und von den gewöhnlichen, gleichsam ‚privaten‘ Gefühlen der Menschen ausgehen, um so eine Erneuerung der dramatischen Kunst zu erreichen. Das drame sérieux führte damit gewissermaßen zur Auflösung der strengen Gattungsgrenzen zwischen Komödie und Tragödie. Allerdings griff Diderot nicht zu einer Addition der Extreme, um die Trennung der Genres in Tragödie und Komödie zu überwinden: Seine Stücke verzichteten sowohl auf prononciert komische Elemente als auch auf das deklamatorische Pathos der Tragédie. Ebenso entfielen die Dienerrollen als Erinnerungen an jenen Standesunterschied, der die beiden Genres während des Ancien Régime mit Notwendigkeit trennte (Ständeklausel). Die von ihm vorgeschlagene dramatische Form siedelt er zwischen dem klassizistischen Schauspiel (comédie classique) und der Komödie, die er wiederum differenziert in eine ernsthafte (comédie sérieuse) und eine lustige Komödie (comédie gaie).
Diderot fordert, dass der Dichter weder im Drama noch in den Dialogen der Romane die eigene Stimme erheben dürfe, vielmehr müsse er den Figuren eine ihrem Charakter und ihrer Situation angemessene Sprache und ebensolchen Ausdruck verleihen. Ein ergreifendes Theater, so Diderot, lebe im Übrigen weniger vom gesprochenen Wort als von der mimischen Expression; es habe in Prosa zu stehen, da im Alltag niemand in Versen spreche. Zugleich sollten die soziale Rolle und Funktion der Charaktere – so auch ihr bürgerliches Berufsleben – stärker in das Bühnenwerk einbezogen werden. Diderot war damit eher dem Schaffen des englischen Dramatikers George Lillo (1691–1739) verpflichtet als dem Theater Shakespeares.
Ein zentrales Thema der französischen Schauspieltheorie im 18. Jahrhundert war die Frage nach der sensibilité: Inwieweit sollte der Schauspieler die Gefühle der darzustellenden Figur mitempfinden, also dem Prinzip der „Gefühlsschauspielerei“ folgen? Hier maß sich die schauspielerische Leistung an dem nötigen Empfindungsvermögen. Auch Diderot folgte zunächst in seinen früheren Schriften dieser Auffassung zur Schauspielerei.
Im Jahr 1764 war der englische Schauspieler und Freund von d’Holbach David Garrick zu einem Gastspiel in Paris. In den Jahren von 1769 bis 1770 publizierte Fabio Antonio Sticotti (1676–1741) sein Garrick, ou les acteurs anglois. Diderots Rezension der französischen Ausgabe, „Beobachtungen über das kleine Buch mit dem Titel Garrick, oder die englischen Schauspieler“ (Observations sur une brochure intitulée: Garrick, ou, Les acteurs anglais, 1770) zeigt eine geänderte Auffassung. Er hatte sie bereits in einem Brief an Melchior Grimm vom 14. November 1769 dargelegt: Es gebe ein schönes Paradox – es sei die Empfindsamkeit (sensibilité) die einen mittelmäßigen Schauspieler hervorbringe, mehr noch aber die extreme Empfindsamkeit, die einen bornierten Schauspieler erzeuge, und nur der kalte Sinn und Kopf, die einen großartigen Mimen mache. Diderot wurde zum Befürworter der Theorie, dass ein Schauspieler zur darzustellenden Figur bewusst Distanz halten solle, also dem Prinzip der „Reflexionsschauspielerei“ folgen müsse.
Im Dialog Paradoxe sur le comédien („Das Paradoxon des Schauspielers“), den er von 1770 bis 1773 schrieb, distanzierte er sich gänzlich von der Emotionalität. Er sprach sich für einen rationalen, kühlen und beobachtenden Schauspieler aus; nicht der leidenschaftlich gefühlvolle Schauspieler, sondern der innerlich nüchterne bewege die Gemüter. Der perfekte Schauspieler verkörpere deshalb die folgenden Paradoxa:
1. Das Paradox der Natürlichkeit: Der Eindruck von Spontaneität und Authentizität entsteht demnach nur durch die geplante und kontrollierte Nachahmung einer Handlung.
2. Das Paradox der Rührung: Der Schauspieler soll die natürlichen Anzeichen einer Gemütsbewegung zwar äußerlich reproduzieren, dabei eine innere persönliche gefühlsmäßige Beteiligung vermeiden. Denn erst wenn der Schauspieler nicht selbst gerührt sei, vermöge er zu rühren.
3. Das Paradox der Wirkung: Letztlich gelinge dem Schauspieler das Auslösen wahrer Rührung erst, wenn er nicht beabsichtigt, eine bestimmte Wirkung zu erzielen.

Für Diderot entsteht ein gelungenes Schauspiel gerade nicht, indem der auf der Bühne agierende Schauspieler sich mit seiner jeweiligen Rolle identifiziere und sein „echtes Gefühl“ entäußere. Denn dann könne dieser erstens nur sich selbst oder zumindest eine nur sehr begrenzte Sparte von Rollen und Situationen spielen und zweitens sei dies nicht einmal bühnenwirksam. Vielmehr müsse der Schauspieler mit kühler Distanz entscheiden und vollführen, welche Handlungsweise immer ihm als die angemessenste erscheine. So wandte sich Diderot etwa gegen das sogenannte Beiseitesprechen, vielmehr dürfe ein Schauspieler nicht aus der Rolle fallen und die vierte Wand durchbrechen, etwa indem er auf Beifalls- oder Missfallensäußerungen aus dem Publikum eingehe.
Hierdurch werde nebenbei die Reproduzierbarkeit des Spiels sichergestellt, die bei gefühlvollem, identifizierendem Schauspiel nicht gegeben sei. Diderot unterscheidet drei Typen von Schauspielern:
- den schlechten Schauspieler, der nur wenig Empfindsamkeit besitzt,
- den mittelmäßigen Schauspieler, dem viel Empfindsamkeit eignet, und
- den erhabenen Schauspieler, der keine Empfindsamkeit zeigt.[260]

Ein guter Schauspieler müsse eine gute Urteilskraft haben, ein kühler Beobachter, mit ausgeprägten Verstand und ohne Empfindsamkeit begabt und zur Nachahmung befähigt sein. Für Diderot sollte sich ein Schauspieler seine Rolle durch Phantasie und Urteilskraft erarbeiten, er nannte es, ein modèle idéale kreieren, das einstudiert jederzeit reproduzierbar sei. Modern interpretiert ein psycho-physischer Vorstellunginhalt, ein Modell, an das sich der Schauspieler akkommodiert hat und das er aus dem Gedächtnis heraus vermittels körperlicher Anstrengung wiedergeben kann. Diderot warnt den Schauspieler vor den großen Gefühlsschwankungen, die den Darsteller an der geistigen und körperlichen Konzentration hindern, die er für den einheitlichen Aufbau seines Rollenspiels unbedingt benötigt.
Die Kritik Diderots richtete sich gegen die Aufführungspraxis der klassischen französischen Tragödie (tragédie classique française), denn anstelle der stilisierten Szenerie auf einer kleinen Bühne wünscht er sich eine große Bühne, welche eine Darstellung von Simultanszenen ermögliche. Auch solle anstelle einer örtlichen Einheitlichkeit im gesamten Bühnenstück ein Ortswechsel angestrebt werden, der im Wechsel des Bühnenbildes überzeugend kenntlich gemacht werden sollte.
Diderots Einfluss auf die Theatertheorie reicht insofern bis hin zu Bertolt Brecht und seiner Theorie der Verfremdung, die im Wesentlichen der Sichtbarmachung einer Distanz zwischen Dargestelltem und Darstellung diente (siehe auch Dramentheorie).

### Journalistische Tätigkeiten
Im Laufe seines literarischen Lebens wirkte Diderot an verschiedenen journalistischen Projekten mit. Das Pressewesen trat in Frankreich schon im 17. Jahrhundert in Erscheinung, so wurden die Nachrichtenzeitung La Gazette und die Wochenzeitung Nouvelles ordinaires de divers endroits seit 1631 publiziert. Dabei meint der Begriff des „Journals“ zunächst einmal die Zeitschriften im Allgemeinen, so waren die Zeitschriften des 18. Jahrhunderts zunächst nur literarische Periodika, also Publikationen mit Rezensionscharakter.
Im Jahr 1740 schrieb Diderot Artikel für den Mercure de France und die Observations sur les écrits modernes, 1747 plante er u. a. zusammen mit Rousseau die Ausgabe des Le Persifleur, in der Correspondance littéraire, philosophique et critique von Grimm schrieb er seine erste Rezension am 15. Januar 1755 mit dem dann hier für ihn typischen Vermerk Cet article est de M. Diderot. 1775 übernahm Grimms langjähriger Sekretär Jacques-Henri Meister die Redaktion dieser Publikation. Dies entlastete auch Diderot, der in den fünfziger und sechziger Jahren vier bis fünf Beiträge pro Jahr geliefert hatte – meist kleinere oder größere Auftragsarbeiten literatur- und kunstkritischen Inhalts. Auffällig ist die gehäufte Beteiligung Diderots in der Abwesenheit von Grimm.
Die Pariser Buchhändlerzunft, vertreten durch den Verleger André Le Breton, bat Diderot um einen Text zum Thema Pressefreiheit. 1763 verfasste er das Mémoire sur la liberté de la presse, gerichtet an Antoine de Sartine, den Nachfolger von Malesherbes als directeur de la librairie.

### Überlegungen zur Musik oder seine Position im Buffonistenstreit
Am 1. August 1752 führte eine italienische Opernspielgruppe um Eustachio Bandini u. a. Giovanni Battista Pergolesis Oper La serva padrona an der Académie royale de musique in Paris auf. Durch Grimm entzündete sich nun ein Streit, welcher als Buffonistenstreit die öffentliche Diskussion prägte.
Diese Eskalation hatte eine jahrzehntelange Tradition und äußerte sich in der Konkurrenz zwischen französischen und italienischen Opernspielgruppen. Im Laufe der Auseinandersetzungen, die sich fast zwei Jahre hinzogen, wurden etliche Schriften von meist führenden Musiktheoretikern und Philosophen zu diesem Thema publiziert. Schon im 17. Jahrhundert war die Unterscheidung von dessin, der Zeichnung oder der Melodie, im Unterschied zur couleur, der Farbe oder den Akkorden, in der Musik wichtig. Im 18. Jahrhundert wurde dieses Begriffspaar dessin und couleur vor allem von Jean-Jacques Rousseau für die Musikästhetik aufgegriffen. Es war eine Zeit, in der die Imitation de la nature, die Nachahmung, und nicht die künstlerische Idee den Rang und Wert eines Kunstwerkes bestimmten. Und in diesen Akkorden bzw. Harmonien sah Rousseau das Alte, Überkommene, welches zwar den Ohren gefiele, aber ohne Leben und Seele sei. Diese beruhten nach Rousseau allein auf Konventionen, zu deren genauem Verständnis man eigentlich ein Wörterbuch oder eine exakte kompositorische Vorgabe von Rameau benötige. Die italienische Musik nun sei durch ihre Melodie, welche das Singen einbinde und das menschliche Gefühl erreiche, im Gegensatz zur mathematischen Differenziertheit der Rameauschen Kompositionen zu sehen, für die die harmonischen Strukturen wichtiger seien und eher den Verstand als das Gefühl ansprächen.
Vordergründig diskutierte man die Frage, welcher Gattung der Oper der Vorzug zu geben sei, der italienischen Opera buffa oder aber der traditionellen französischen Tragédie lyrique. Der prominenteste Vertreter der französischen Oper war Jean-Philippe Rameau, jener Komponist und Musiktheoretiker, der um das Jahr 1722 gegen die Musik und Kompositionspraxis des verstorbenen Jean-Baptiste Lully zu Felde zog. Rameau komponierte nach harmonischen Gesetzmäßigkeiten Traité de l’Harmonie (1722), die sich auf die Ordnung der Mathematik gründeten. Er wurde aber Mitte des 18. Jahrhunderts, nach anfänglicher Unterstützung einiger Enzyklopädisten, zunehmend mit dem Musikempfinden des Ancien Régime in Verbindung gebracht. Diese Enzyklopädisten verteidigten zunächst Rameau gegen Lully, positionierten sich aber im Jahr 1752 gegen Rameau und Lully. Auch blieb Rameaus kompositorischer Hintergrund im 17. Jahrhundert und dem cartesischen Denken verhaftet, wobei seine Ästhetik auf dem Prinzip beruhte, die Natur nachzuahmen.
Die Protagonisten der querelle des Bouffons waren Grimm mit seinem Le petit Prophète de Boehmischbroda (1753) und Rousseau Lettre sur la musique françoise (1753). Sie ergriffen für die italienische Ausformung der Oper deshalb Position, da hier die Musik an erster Stelle komme und zusammen mit einer emotionsbetonten Sprache der Opernaufführung ein Höchstmaß an Ausdruck verleihe. Diderot ergriff Partei für seine Freunde und verteidigte die von ihnen vehement vertretenen Positionen sowie Rousseaus Opernkomposition Le devin du village. Hingegen sahen die Verteidiger des französischen Opernstils es als eine Unmöglichkeit an, dass etwa Handlungen des alltäglichen Lebens mit Musik illustriert würden. Wirke doch der Gesang als Mittel dramatischer Gestaltung nur auf einer höheren Ebene der Idealisierung, also bei erhabenen Sujets, so aus der Mythologie oder Geschichte.
Dennoch griff Diderot weniger die französische Oper an sich an, als vielmehr ihre dogmatischen Befürworter. Und so nimmt Diderot nur eine mittlere Position bei diesem Streit ein und manche seiner Ansichten hierüber wurden zeitnah nicht publiziert. Mag es nun sein, dass er sein Encyclopédie-Projekt vor Augen hatte, zu dessen Mitarbeit er auch Rameau gewinnen wollte, mag es sein, dass ihm die Pointierungen zu zugespitzt waren, die Überlegungen etwa, die Bühnenbilder der Opern weniger pompös und an das alltägliche Leben anzugleichen, fanden seine uneingeschränkte Zustimmung. Insgesamt nahm der Buffonistenstreit für ihn eine nur untergeordnete Rolle ein. Letztlich setzte sich Diderot für neue Sujets in der Musik ein, die dieser Gelegenheit geben sollten, echte Leidenschaften zu wecken.
Diderot war sehr an Musik interessiert; über den Cembalo-Unterricht für seine Tochter lernte er 1769 etwa den Musiktheoretiker und Autor Anton Bemetzrieder kennen.

### Diderots Gedankenwelt
Betrachtet man Diderots Schaffen als ganzes, ordnet er nie seine Gedanken zu einem einheitlichen und umfassenden System („kohärent systematisierendes philosophisches System“), dennoch findet sich ein fixes Bezugssystem oder lässt sich ein solches Rekonstruieren. Aber die über sein gesamtes Œuvre verteilten Überlegungen geben den Eindruck des Ungleichartigen bis hin zum Widersprüchlichen, Paradoxen in seinen Annahmen.
Hierin zeigt sich Diderots Eigenheit der Vielfalt der Erscheinungen, der häufigen Lösung in der Dialogform. Diderots Denken und Reflektieren richtet sich auf einen Aspekt, den er aber nunmehr nicht, bezogen auf sein Gesamtwerk, systematisch abarbeitet, sondern er durchdringt den aktuellen Aspekt ohne Rücksichtnahme auf das philosophische Ganze. Diderot liefert ferner selten Quellenangaben, und seine Hinweise sind dem rezenten Leser nicht mehr direkt zugänglich, so dass seine geisteswissenschaftlichen Wurzeln sich nur indirekt erschließen. Die Analyse der diderotschen philosophiehistorischen Tatsachen seines Œuvres werden durch seine nur lückenhaft erhaltenen Korrespondenz und der ebenso bruchstückhaften Belegsituation seiner nach Russland exportierten und dort disseminierten Bibliothek erschwert; deren begleitender Katalog darüber hinaus noch verloren ging.
Dies mag vielleicht darin begründet sein, dass Diderot ein dogmatisches Denken in jeglicher Form ablehnte. Solch konsequente Ablehnung eines Systemgeistes mag aus seiner Ansicht darin begründet sein, dass alle auch noch so elaborierten metaphysischen Systeme eine absolute Wahrheit oder das Wesen der Dinge nicht erfassen ließen. Dogmatismus ist für Diderot Ausdruck geistiger Beschränktheit und reflexiver Einseitigkeit, verabsolutieren solche Haltungen doch die Fülle der Komplexität der Wirklichkeit und lassen eine nur beschränkte Form der rekonstruierbaren Realität zu. Darin zeigt sich sein erkenntnistheoretischer und metaphysischer Skeptizismus.
Das Fehlen eines unmittelbar kohärenten und systematisierenden philosophischen Systems bedeutet aber nun nicht, dass Diderot nicht in der Lage gewesen sei, Fragestellungen in seinen Schriften durch einen einheitlichen, systematischen und logischen Aufbau zu lösen. Als Beispiele für solch ein ausschließliches Vorgehen, seien folgende Werke angeführt Mémoires sur différents sujets de mathématique (1748), Éléments de physiologie (1773–1774) oder der Artikel Beau aus der Encyclopédie. So lässt sich eine Behauptung keinesfalls bestätigen, dass Diderots Werke sich durch eine prinzipielle Unfähigkeit zum methodischen Denken auszeichneten. Vielmehr löste er komplexe philosophische Fragestellungen in verschiedenen literarischen Genres.
Er ging bei der menschlichen Erkenntnis davon aus, dass die materiellen Dinge auf die Sinne wirkten und hierdurch eine Wahrnehmung im menschlichen Verstand hervorriefen. Mit jenen Wahrnehmungen sei der Verstand, entendement, befasst, entsprechend der Hauptfähigkeit des menschlichen Geistes mit der mémoire, raison und imagination umzugehen. Diese bestimmten aber auch die Grundstruktur der Wissenschaften und Künste in der menschlichen Erkenntnis; so beinhalten beispielsweise die Geschichte das Gedächtnis, mémoire, als deren Grundlage, die Philosophie, die auf der Vernunft, raison, beruhe und die Poesie, die aus der Einbildungskraft, imagination, hervorgehe.
Zur menschlichen Erkenntnis führten, nach Diderot, die „Erkenntnistechniken“ als wichtige Vorgehensweisen. Aus gesammelten Erfahrungen (Beobachtungen), also den materiellen Dingen, die auf die Sinne wirken, werden durch ein auswählendes Zusammenstellen oder Neukombination die Erfahrungsinhalte zu Hypothesen (Reflexion), deren Aussagewert durch das Prüfen im Versuch sich bestätigt oder negiert (Experiment). Man gelangt deshalb nur zur Wahrheit, wenn Wahrnehmungsinhalte von den Sinnen zur Reflexion und über die Reflexion und das Experiment wieder zu den Sinnen kommen.
Diderot verfolgte ein materialistisches Konzept, welches über die Pensées sur l’interprétation de la nature („Überlegungen zur Deutung der Natur“, 1754), den Le Rêve de d’Alembert (1769) („D’Alemberts Traum“, 1769) und schließlich den Éléments de physiologie („Elemente der Physiologie“, 1774) eine monistische Position zum Ausdruck brachten.
Seine Gedankenwelt entwickelte Diderot in verschiedenen von ihm bevorzugten literarischen Formen und Gattungen so etwa der Skizze, dem Essay, den Dialog, den Traum, das Paradox, den Brief und letztlich der Conte.

### Die Bedeutung des Begriffssensibilité universellein den Überlegungen von Denis Diderot
Diderot wurde geprägt durch den ab dem 18. Jahrhundert sich mehr und mehr abzeichnenden Diskurs der Abwendung vom cartesianischen Denken und der Hinwendung zum Empirismus englischer Prägung. Gleichzeitig erlebte die Vorstellung der Empfindsamkeit des Menschen eine wichtige Bedeutung als Erklärung zwischenmenschlicher Vorgänge, so sprach man von einem Gefühlsempfinden, sensibilité de l’âme, auf der einen Seite und auf der anderen Seite von einer verinnerlichten moralischen Empfindsamkeit, die mit herrschenden Werten verbunden war. Dieses Sensibilitätsverständnis wurde im Laufe des Jahrhunderts in den medizinischen Diskurs einbezogen und als Eigenschaft des reizbaren Nervensystems ausgedeutet. Aber auch die vitalistischen Vorstellungen, so der Doctrine médicale de l’École de Montpellier beeinflussten Diderot in ähnlicher Weise wie seine gedankliche Nähe zu Shaftesbury. Es waren die Pensées sur l’interprétation de la nature (1751) die Diderot zu seinem ersten naturwissenschaftlichen Werk geführt hatten. In dieser Monographie nahm er eine kritische Würdigung der philosophischen Positionen des Pierre-Louis Moreau de Maupertuis auf. Jenem Maupertuis, der sich in seinem Système de la nature ou Essai sur les corps organisés – zunächst 1751 in lateinischer Sprache als Dissertatio inauguralis metaphysica de universali naturae systemate und unter dem Pseudonym Dr. Baumann publizierte – mit der leibnizschen Monadenlehre und ihrer Bedeutung für die Naturphilosophie auseinandergesetzt hatte. Auch Maupertuis hatte den Molekülen der Materie gewissermaßen eine sensibilité zugesprochen, um eine Bewegung und Entwicklung zum organischen Leben zu erklären.
Schon 1759 verfasste Diderot einen Brief an Sophie Volland, in dem er berichtete, dass er darüber auf dem Château du Grand Val mit d’Holbach und dem aus Schottland stammende „Vater Hoop“, le père Hoop, einem studierten Mediziner diskutierte. Auch die Artikel über das Tier, animal, und das Geborenwerden, naître, umkreisten diesen Themenkomplex. Diese Vorstellung einer „sensiblen Materie“, oder einer universellen Sensibilität, sensibilité universelle, hatte er zwischen 1754 und 1765, genauer in einem weiteren Brief diesmal an Charles Pinot Duclos datiert auf den 10. Oktober 1765 entworfen. Es war genau jene sensibilité générale de la matière oder auch sensibilité universelle, welche Anorganisches zu Organischem werden lässt und die Grundhypothese des diderotschen Naturverständnisses war. Leben entstehe aus der sukzessiven Kombination durch die zur Sensibilität fähiger „Moleküle“ der Materie, ähnlich einem Bienenschwarm. In Diderots Naturphilosophie besteht das Universum aus sensiblen und energetischen „Molekülen“, die sich durch ihre innewohnenden Kräfte neu kombinieren und gleichsam wieder auflösen können. Ein andauernder Wechsel ist hiervon die Folge.

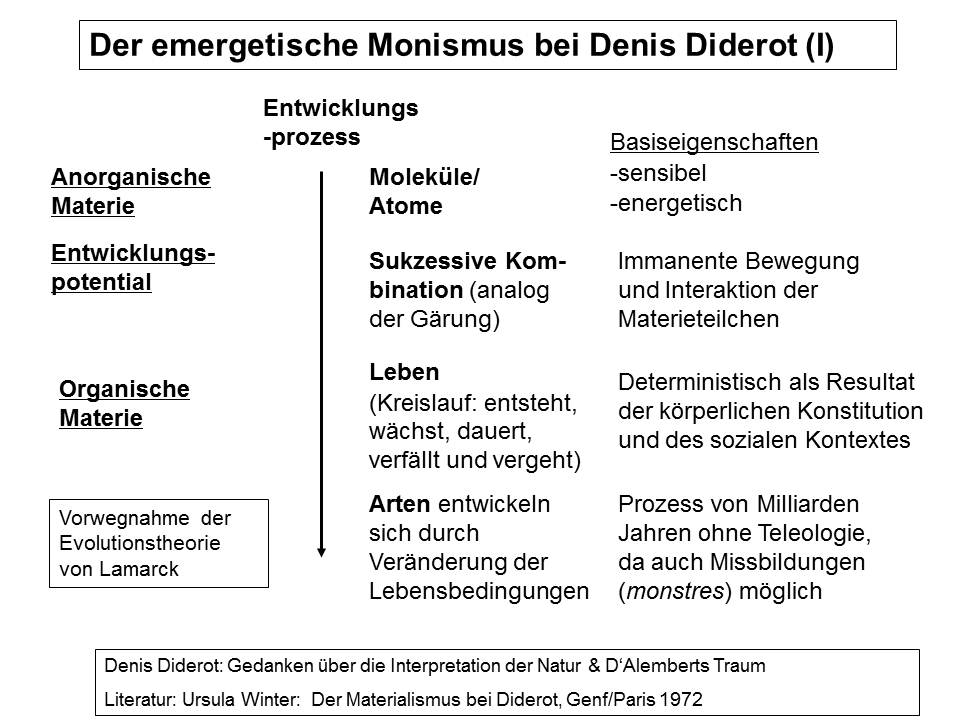
Schema zur Darstellung des emergetischen Monismus von Denis Diderot.

Im Jahr 1769 schrieb Diderot den Le rêve de D’Alembert und handelte die Frage um den Übergang von unbelebter, anorganischer Materie zu belebter, organischer Materie mit dem Begriff der sensibilité ab. Im Abschnitt der Entretien entre d’Alembert et Diderot der Le rêve de D’Alembert (1769), reflektiert er zunächst den Begriff der „Bewegung“. Diese sei nicht als (physikalische) Bewegung im engeren Sinne, also der Beförderung eines Körpers von einem Ort zu einem anderen zu verstehen, sondern sei eine Eigenschaft des Körpers an sich. Dann, im weiteren Dialog, kommt er auf die Einheit von Materie und Empfindungsvermögen, sensibilité générale de la matière oder auch sensibilité universelle, zu sprechen und bemüht hierzu eine Analogie aus der Physik. So vergleicht er die lebendige Kraft, force vive, mit der toten Kraft, force morte. Wobei der lebendigen Kraft die moderne physikalische Bedeutung der Arbeit oder kinetischer Energie zukäme, während die Begrifflichkeit der toten Kraft der potentiellen Energie zuzuschreiben wäre. Dies vor dem Hintergrund, dass der Unterschied zwischen mechanischer Kraft und Energie im 18. Jahrhundert noch nicht klar begrifflich differenziert war. Diesen beiden Kräften entsprächen, gleichsam analog, nun die sensibilité inerte und die sensibilité active. In der anorganischen Welt ist die Sensibilität nur potentiell als sensibilité inerte enthalten, sie trage aber die Möglichkeit ihrer Entfaltung in sich. Damit sei die Entstehung der lebendigen Welt durch die Entbindung der in der Materie selbst enthaltenen potentiellen Kräfte, der sensibilité active, bedingt.
Seine „Materie“ wird in diderotschen „Molekülen“ manchmal auch als „Atome“ gedacht, welche aber eine unabdingbare Eigenschaft sozusagen immanent in sich tragen, nämlich die der „Sensibilität“, sensibilité. Beides sind die Garanten für die Entwicklung oder Entwicklungsdynamik. Wobei „Sensibilität“ sich erst mit einem gewissen Organisationsniveau einstellte. Als solche haben diese diderotschen „Moleküle“ zum Teil Eigenschaften, die bereits ihre Vorstufen in sich tragen und die sie von diesen gleichsam mitbekommen; daneben entstehen „resultierende“ Eigenschaften oder auch neue Eigenschaften, die die Vorstufen noch nicht hatten und die erst aus der Interaktion der Elemente hervorgehen „emergieren“, so dass man die diderotsche Auffassung von der „Materie“, oder sein Konzept des Materialismus auch als „emergetischen Monismus“ bezeichnen könnte.

### Diderots Ansichten zur biologischen Gedankenwelt
Denis Diderot war an biologischen Fragen sehr interessiert. Diese Fragen umkreisten die Themen des Ursprungs der Materie und deren Übergang von der anorganischen Welt zu den organischen, lebendigen Formen, der Entstehung der Arten in der Zeit, die Fragen der Urzeugung und der präexistierenden Keime u. ä. m., so in Le rêve de D’Alembert (1769), De l’interprétation de la nature (1754) und Éléments de physiologie (1773–1774). Diderot las, traf oder stand im intellektuellen Austausch mit Paul Henri Thiry d’Holbach, Georges-Louis Leclerc de Buffon, Théophile de Bordeu, Pierre-Louis Moreau de Maupertuis, Albrecht von Haller, Abraham Trembley, John Turberville Needham, Marie Marguerite Bihéron und anderen Zeitgenossen.
In seinem biologischen Denken war Diderot der Vorstellung der Verwandlung verpflichtet. Vorstellungen einer „Scala Naturae“, einer „Stufenleiter der Natur“ (französisch l’échelle de la nature) prägten auch das Denken Diderots.
Nach deren Annahmen gab es keine Brüche in der Natur, alle natürlichen Objekte stünden in einem engen kontinuierlichen Verhältnis zueinander.
Seine Annahme der sensibilité générale de la matière gab ihm die Möglichkeit, die Entstehung des Lebens durch die Freisetzung der in der Materie potentiell enthaltenen Kräfte, der force morte und der force vive, zu erklären. Im Brief über die Blinden zum Gebrauch für die Sehenden (1749) führte er an, dass, obgleich sich die Natur aus den ihr innewohnenden Kräften heraus gestalten könne, nur die Formen bestehen blieben, die lebensfähig seien und deren Aufbau nicht im Widerspruch zu ihrer Umgebung stehe. Diese Gedanken erinnern an die Evolutionstheorie von Charles Darwin. Es fehlt aber noch der Gedanke der natürlichen Selektion. Näher scheint er Jean-Baptiste de Lamarck zu stehen, der um 1800 die erste wissenschaftliche Evolutionstheorie vorlegen sollte.

„Bordeu: Er hat recht. Die Organe schaffen die Bedürfnisse, und umgekehrt: die Bedürfnisse schaffen die Organe.“

Diderots Materiebegriff beinhaltet gewissermaßen die Einheit von Materie und Empfindungsvermögen. Erläuternd bemüht er eine Analogie aus der Physik. So vergleicht er im Le rêve de D’Alembert die lebendige mit der toten Kraft (force vive und force morte), wobei die lebendige Kraft etwa dem modernen physikalischen Begriff der Arbeit oder der kinetischen Energie entspricht, die tote Kraft dagegen der potentiellen Energie.
Dieser „Materie“ wird mit gleicher Immanenz die Möglichkeit von Entwicklung und Fortschreiten zu selbstständigen Formungen zugesprochen. Voraussetzung hierfür sei nach Diderots Auffassung, dass man ihr „Sensibilität“ unterstellte; dabei differenziert er zwischen untätiger und tätiger Sensibilität. „Materie“ sei das Ganze bestehend aus einzelnen „Molekülen“, zuweilen sprach Diderot auch von „Atomen“, welche sich dann in unendlicher Vielfältigkeit zu Körpern oder Bestandteilen, auch zu lebenden Organismen zusammenschlössen. Diese Bausteine verbinden sich zu einem Ganzen, zu einem zusammenhängenden Ganzen, welches das Potenzial zu lebenden Organismen und der Entwicklung von Bewusstsein hat. Damit wird das Seiende als Kombination von „sensiblen Molekülen“ erklärt. Somit wird der Übergang vom Anorganischen zum Organischem und letztlich zum Lebendigem zu einem Kontinuum.
Für Diderot ist das Lebendige und damit auch der Mensch Teil des kausal bedingten Universums, und darin eine hochkomplexe, strukturierte Verbindung von „Molekülen“, der sich nicht mehr entscheidend durch seine Vernunft, durch postulierte eingeborene Ideen (ideae innatae gmeäß dem cartesianischen Innatismus), oder eine immaterielle Seele von dem übrigen lebendigen Sein unterscheide. Leben unterscheidet sich nur mehr graduell in seiner „molekularen“ Komplexität. Eine Vorstellung, die mehr beeinflusst scheint durch seine Teilnahme an den Vorlesungen von Guillaume-François Rouelle, so Cours de chimie de Rouelle, als durch die Vorstellung von de Buffon, die dem Menschen noch einen außergewöhnlichen Status in der chaîne des êtres zuschreibt.
Der anorganischen Welt wird von Diderot das Potenzial zu einer ihr immanenten Entwicklung hin zum Organisch-Lebendigen zugesprochen. Dies darf aber nicht verkürzt mit einer Spontanzeugung oder generatio spontanea missverstanden werden. Vielmehr zeigen die diderotschen „Moleküle“ qua des Empfindungsvermögens, sensibilité, auch sensibilité universelle, erst ihre charakteristischen Eigenschaften, eben die des beständigen Übergangs und der permanenten Verwandlung. Den Übergang aus der matière inerte in die matière active führt er auf die Wirkung eines inneren Agens zurück, die er als énergie bezeichnet. Ferner war die „Materie“ in der diderotschen Terminologie mit sensibilité ausgestattet. Eine Gleichsetzung der sensibilité aber etwa mit dem deutschen Begriffsfeld des „Empfindungsvermögens“ oder „Empfindung“ wird den Diderot’schen Überlegungen nicht gerecht. So vergleicht er in D’Alemberts Traum die lebendige Kraft, force vive, mit der toten Kraft, force morte. Der Unterschied zwischen mechanischer Kraft und Energie war damals noch nicht klar herausgearbeitet worden.
Diesen beiden Kräften entsprächen, gleichsam analog, nun die sensibilité inerte und die sensibilité active.
In eben dem Brief an Sophie Volland, den Diderot am 15. Oktober 1759 aus Grand-Val schrieb, sagte er eindeutig, dass ein Wesen nie vom Zustand des Nichtlebendigseins in den Zustand des Lebendigseins übergehen könne. Für eine ausschließlich in physikalischer und chemischer Weise gedachte „Materie“ war ein Übergang aus anorganischen „Molekülen“ in organisches Leben nicht denkbar. Keine auch noch so komplexe Kombination anorganischer „Moleküle“ wäre nach Diderot für solch eine Interpretation von „Materie“ hierzu imstande. Aber durch die Einbeziehung, durch die Ergänzung eines rein physikalisch-chemischen Materiebegriffs durch das Postulat einer sensibilité universelle (Diderots eigener Materiebegriff), kann anorganisches, totes, sich zu lebendigem und bewussten Leben entwickeln.

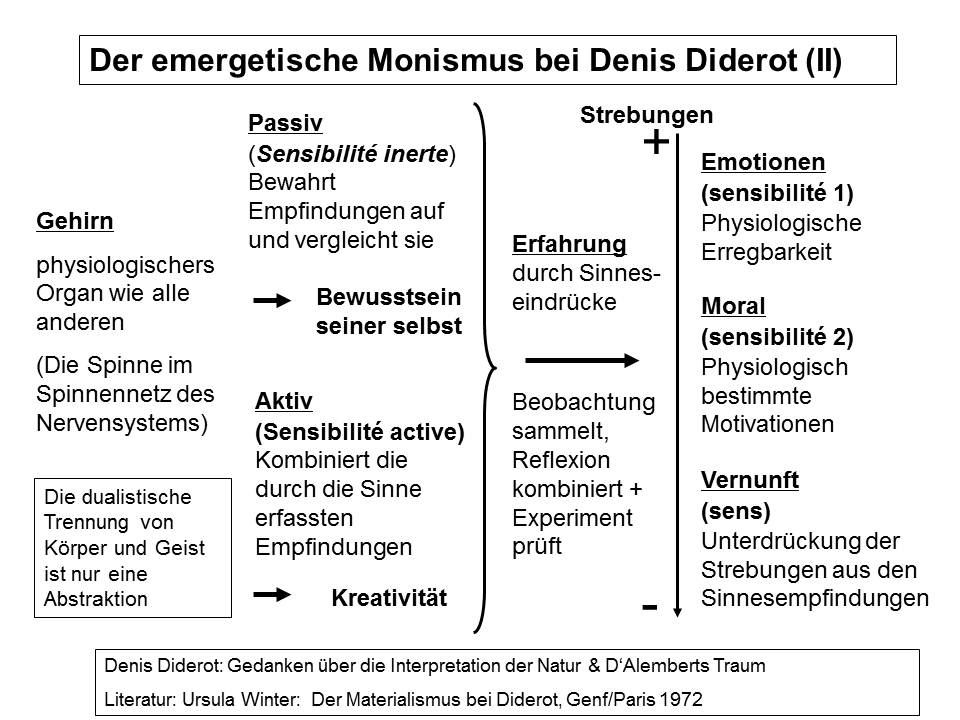
Diderots Monismus und die Erkenntnis aus Erfahrung

Die Wirkung des inneren Agens, der énergie erinnert an Gottfried Wilhelm Leibniz, dessen ihm zugänglichen Werke er schätzte, für Leibniz war aber dieses Agens gänzlich immateriell. Obgleich manches an eine vitalistische Position, so die Lebenskraft (vis vitalis), erinnert, steht seine Haltung doch eher der Schule von Montpellier, Doctrine médicale de l’École de Montpellier, nahe, die man als „vitalistischen Materialismus“ bezeichnet.
Mit Georges-Louis Leclerc de Buffon, der den Enzyklopädisten nahestand, zeigten sich Übereinstimmungen in der Auffassung zur Naturlehre. Auch er, seit 1739 Direktor des heutigen Jardin des Plantes, stellte sich gegen eine rein cartesische und mathematische Auffassung von Wissenschaft.
Diderot propagierte die Vorstellung einer Stufenleiter der Materie bzw. der Arten, auf welcher sich die belebte und unbelebte Natur nach Vollkommenheit in Stufen anordne. Eine Vorstellung, die auch de Buffon zur Grundlage nahm. Er sollte zunächst einen Artikel unter dem Eintrag nature für die Encyclopédie verfassen. Dieser Artikel ging nie bei Diderot ein, dennoch blieben beide Autoren freundschaftlich miteinander verbunden.
Für Diderot haben sich die einzelnen Arten, hier am Beispiel der Vierfüßer, aus einem Urtier, einem Urbild aller Tiere entwickelt, die Natur habe nichts weiter getan, als gewisse Organe desselben Tieres zu verlängern, zu verkürzen, umzugestalten, zu vermehren oder wegzulassen – so in den Pensées sur l’interprétation de la nature (1754). Diese Vorstellungen scheinen im Austausch mit den Gedanken von de Maupertuis und dessen Système de la nature ou Essai sur les corps organisés (1751) und denen von de Buffon und Louis Jean-Marie Daubenton im vierten Band der Histoire naturelle, générale et particulière, (1752) entstanden oder zumindest von diesen beeinflusst worden zu sein.
Entwicklung wurde von Diderot als eine Aufeinanderfolge von Metamorphosen begriffen, die die Gestalt des Urtieres, im Sinne des oben gesagten, modifiziere. Zwischen diesen „Artübergängen“ waren klare Trennungen oder Grenzen, die eine Art von der anderen unterschieden, nicht im Fokus seiner Überlegungen, vielmehr wurde der Übergang von der einen zur anderen Spezies als etwas unmerkliches und allmähliches gedacht. Für ihn schien es, dass ganze Arten genauso nacheinander entstehen als auch absterben könnten, wie die Individuen jeder der einzelnen Arten. Eine Schöpfungsvorstellung ablehnend, hielt er nicht den Glauben, sondern die Naturbeobachtung oder das Experiment für die wesentliche Stütze der Annahme, die Arten seien seit einer angenommenen Schöpfung unveränderlich.
Diderots Auffassung kann aber nicht mit der Idee der Evolution im engeren Sinne gleichgesetzt werden. Obgleich der Gedanke eines unmerklichen und allmählichen Übergangs von der einen zur anderen Art im Ansatz schon ein erster wichtiger Schritt zur späteren Idee der Klassifizierung der einzelnen Arten darstellte.

### Ökonomische und politische Betrachtungen
Diderot konnte in seinem Leben drei große Kriege mitverfolgen, so den Polnischen Thronfolgekrieg von 1733 bis 1738, und den Österreichischen Erbfolgekrieg von 1740 bis 1748 und den Siebenjährigen Krieg als erstes mondiales Geschehen von 1756 bis 1763. Diderot schrieb im Jahr 1751 den Artikel Politische Autorität („autorité politique“) für die Enzyklopädie. Hierin stellte er nachdrücklich das Gottesgnadentum der Könige und Herrscher genauso wie die naturrechtliche Herleitung ihrer Autorität in Frage. Die Lösung sah er nicht in der montesquieuschen Gewaltenteilung, sondern vielmehr in einer von der Zustimmung der Untertanen getragenen Monarchie, der Regent als Vollstrecker des Volkswillens handelnd. Ein einzelner aufgeklärter Monarch sei jedoch keine Garantie gegen despotische Bestrebungen.
Diderot entwickelte keine klar umschriebenen politischen Vorstellungen, welche ein System wie das des Ancien Régime hätten ablösen sollen. Aber er formulierte allgemein, dass es keinem Menschen gestattet sei, uneingeschränkt über einen anderen Menschen zu herrschen. Vielmehr hätten sich die Untertanen gegenüber dem Herrschenden, und vice versa, durch einen Gesellschaftsvertrag, consentement, abzusichern.
Durch seine Kontakte zu François Quesnay, Pierre Samuel du Pont de Nemours und den übrigen Mitgliedern der Schule der Physiokraten stand er deren Positionen zunächst nahe. Mit dem Dekret über den Kornhandel vom 19. Juli 1764 setzten sich die Ideen von François Quesnay durch. Hiernach sollten der unbegrenzte Kornexport ermöglicht und alle Hindernisse der colbertschen Verordnungen beseitigt werden, um so den Markt zu einem natürlichen Regulationsinstrument des Wirtschaftssystems zu machen. Angeregt durch Ferdinando Galiani, dessen Dialoges sur les commerce des blés Diderot redigierte, änderte er seine Meinung. Abbé Galianis Meinung widersprach der der Regierung unter César Gabriel de Choiseul-Praslin und seines (physiokratisch orientierten) Generalkontrolleurs der Finanzen, Étienne Maynon d’Invault, wie auch der Jacques Neckers. Aufgrund dieser Brisanz veröffentlichte Diderot den Dialog des Abbé Galiani erst im Dezember 1769, nachdem d’Invault seines Amtes enthoben und durch Joseph Marie Terray ersetzt worden war, welcher für die Gedanken des Abbé Galiani offen war.
Für die Physiokraten wie auch für Anne Robert Jacques Turgot, den Marquis de Condorcet und d’Alembert war der ökonomische Liberalismus untrennbar mit der Idee des politischen Liberalismus verbunden. Für Abbé Galiani und Denis Diderot hingegen gingen diese Überlegungen an der Realität vorbei: Eine sich selbst einstellende „natürliche Ordnung im Wirtschaftssystem“ würde sich zu einem Staat der Besitzenden entwickeln, in dem sich die Interessen Einzelner oder Gruppen gegenüber dem Anliegen der Allgemeinheit und der Bevölkerung durchsetzen würden. Diderot änderte daher nicht nur seine ökonomischen, sondern anschließend auch seine politischen Konzeptionen. Endgültig brach er mit dem Physiokratismus nach seinen Reisen nach Bourbonne-les-Bains und Langres, wo er sich mit dem Elend der Bauern konfrontiert sah. In seiner Apologie de l’abbé Galiani ((1770), publiziert 1773) verteidigte er noch einmal dessen Ablehnung des freien Getreidehandels.
Zu seinen wichtigen politischen Texten zählen die Voyage de Hollande (1773), die Observations sur Hemsterhuis, Réfutation d’Helvétius (1774), das Essai sur les règnes de Claude et de Néron (1778), Dialogues sur le commerce des blés (1770) und die Histoire des deux Indes. Einige Texte waren Briefe oder Erwiderungen, so der Première lettre d’un citoyen zélé (1748) an M.D.M. nachträglich identifiziert als Sauveur François Morand, der Brief Lettre sur le commerce des livres (1763) an Antoine de Sartine, die Observations sur le Nakaz (1774) und der Plan d’une université (1775), beide an Katharina II. von Russland. Fast alle der genannten Werke erschienen in den siebziger Jahren des 18. Jahrhunderts.

#### Diderot zwischen Monarchie und Tyrannei
In der Zeit von 1770 bis 1774 entstanden die wesentlichen politischen und ökonomischen Schriften Diderots. Er beschrieb in ihnen auch seine Enttäuschungen über die „aufgeklärten Monarchen“, wie die Zarin Katharina II. von Russland, mehr noch über Friedrich II. von Preußen.
Die Tyrannei stellt für Diderot die Aneignung der Macht schlechthin dar, diese führe nicht zu einer Welt des gegenwärtigen Glücks, bonheur présent, sondern verwandele die Welt in eine Stätte des Elends. Damit sind ihre Folgen vergleichbar mit denen der Lehre der Theologen – die alles auf das kommende Glück bezögen, bonheur à venir, – die den Menschen dadurch spirituell desorientierten und sie zum gegenseitigen Morden brächten. Diderot beleuchtete die Folgen der Tyrannenherrschaft in seinem Lettre sur l’examen de l’Essai sur les préjugés, ou Pages contre un tyran (1771) und in den Principes de politiques des souverains (1774). Mit dem Bild des preußischen Monarchen Friedrich II. hatte Diderot den machiavellistischen und despotischen Tyrannen schlechthin vor Augen. Für einen solchen gebe es nach Diderot nichts Heiliges, sacré, denn ein Tyrann gäbe alles zugunsten seines Machtanspruchs auf, selbst das Glück seiner Untertanen. Mehr noch war der friderizianische Staat für ihn ein Militärstaat, dessen Politik und monarchische Macht nur darauf hin ausgerichtet war letztere zu steigern, aber eben nicht zum Wohle seiner Untertanen.

#### Diderot und Friedrich II. von Preußen
Im Jahr 1770 veröffentlichte Diderots Freund d’Holbach in London anonym mit dem Initialen Mr. D. M. das „Essai sur les préjugés ou de l’influence des opinions sur les mœurs et sur le bonheur des hommes“. In diesem Essay über die Vorurteile forderte er etwa neben einem allgemeinen, staatlichen Schulsystem auch einen Zusammenschluss des ersten und dritten Standes unter der Ägide der Philosophie.
Es war Friedrich II. von Preußen, der diesem Werk mit einem eigenen Essay widersprach, Examen de l’Essai sur les préjugés par le philosophe de Sans-Souci (1772). Diese Gegenschrift, in Berlin bei Voss verlegt, legte der König am 24. Mai Voltaire und am 17. Mai 1772 d’Alembert zur Begutachtung vor. Friedrich wies die mehr auf die französischen Verhältnisse bezogene Behauptung zurück, dass etwa Könige die Stütze der Kirche und des Aberglaubens seien.
Friedrich II. schrieb an d’Alembert und Voltaire u. a. folgende Zeilen:

„Sie wundern sich, dass in Europa ein Krieg ist, von dem ich nichts weiss. Wissen Sie, dass die Philosophen mit ihren beständigen Deklamationen gegen das, was sie gewöhnlich Räuber nennen, mich friedfertig gemacht haben. Die Kaiserin von Russland mag Krieg führen, so viel sie will; sie hat von Diderot für schönes Geld Dispens erhalten, um die Russen und Türken einander schlagen zu lassen. Ich, der ich die philosophische Censur, die encyclopädische Excommunication fürchte und kein Verbrechen der Laesio philosophiae begehen möchte, verhalte mich ruhig. Und da noch kein Buch gegen Subsidien erschienen ist, so glaube ich, dass es mir nach Civil- und Naturrecht erlaubt ist, meinem Verbündeten die ihm schuldige Beisteuer zu zahlen; und ich stehe ganz in Ordnung jenen Lehrern des Menschengeschlechts gegenüber, welche sich das Recht anmassen, Fürsten, Könige und Kaiser welche ihren Vorschriften nicht gehorchen, zu geisseln. — Ich habe mich wieder an dem Werke: ‚Versuch über die Vorurtheile‘ erholt, und sende Ihnen einige Bemerkungen, welche ein Freund von mir in der Einsamkeit darüber gemacht hat. Ich denke, die Ansichten dieses Einsiedlers stimmen sehr oft mit Ihrer Denkungsart überein, so wie mit der Mässigung, welche Sie in allen Ihren Schriften beobachten.“

Die Reaktion des preußischen Philosophenkönigs blieb nicht unbeantwortet, Diderot schrieb 1774 die Lettre de M. Denis Diderot sur l’Examen de l’Essai sur les préjugés. Friedrich II. wurde von Diderot durchaus differenziert beurteilt. So bewertete er 1765 in der Encyclopédie in dem Artikel Prusse die schriftstellerischen Leistungen des Monarchen als positiv.
Zwischen Diderot und dem preußischen König bestand aber durchaus eine Antipathie, nicht zuletzt seitens Diderot wegen der Schlesischen Kriege (Erster Schlesischer Krieg (1740–1742) und Zweiter Schlesischer Krieg (1744–1745)) und des länger dauernden Siebenjährigen Krieges (aus preußischer Sicht auch als Dritter Schlesischer Krieg bezeichnet). Obgleich seine frühere Einstellung zum preußischen Monarchen – Diderot war im Jahr 1751 als auswärtiges Mitglied in die Königlich-Preußische Akademie der Wissenschaften aufgenommen worden – noch eine eher positivere war. So habe sich, so Diderot, der preußische König um die Erneuerung der Wissenschaften, wie auch der Künste, und deren Schutz verdient gemacht.
Als Diderot von 1773 bis 1774 seine Reise zur russischen Zarin nach Sankt Petersburg antrat, mied er konsequent die Nähe zu den preußischen Residenzen in Potsdam und Berlin, obwohl mehrfache Einladungen durch den preußischen König vorlagen. Für Diderot war Friedrich II. ein Zerstörer des Friedens, er hegte tiefe Abneigung gegen den preußischen Monarchen und sah im friderizianische Staat einen Militärstaat mit Friedrich II. im Zentrum als seinen tyrannischen, machiavellistischen Despoten.

#### Diderot und der Kolonialismus
Guillaume Thomas François Raynal, meist kurz Abbé Raynal, publizierte 1770 die erste Ausgabe von Die Geschichte beider Indien („Histoire philosophique et politique des établissements et du commerce des Européens dans les deux Indes“), also von Indien oder Asien (Ostindien) und der Karibik und Lateinamerika (Westindien). Er beschreibt, wie die europäischen Länder mit ihren Kolonien umgehen, und nennt die Folgen des globalen und interkulturellen Handels. Diderot wirkte intensiv an diesem Werk mit.
Zunächst 1770 – in sechs Bänden – in den Niederlanden, in Amsterdam, verlegt, dann 1774 – in sieben Bänden – in Den Haag und im Jahr 1780 – in zehn Bänden – in Genf, wurde das ständig erweiterte Werk auch immer konsequenter. Bereits 1772 wurde es verboten, auch die Fassung von 1774 wurde vom Klerus sofort auf den Index gesetzt. Schließlich wurde es am 21. Mai 1781 nach einem Urteil des Parlement de Paris dem Scheiterhaufen überantwortet.
Raynal wurde mit der Inhaftierung bedroht. Er flüchtete, verließ Frankreich und begab sich in die Schweiz und nach Preußen. Diderot verteidigte den Abbé Raynal, ohne zu zögern und konsequent gegen die Angriffe des Klerus und der Administration. In dieser Situation kam es zum Bruch mit Friedrich Melchior Grimm, spielte dieser doch ein undurchschaubares und intrigantes Spiel zwischen Abbé Raynal, Denis Diderot und seinen Kontakten am französischen Hof. Diderot schrieb Grimm am 25. März 1781 einen Brief, in dem er sich von seinem früheren engen Freund enttäuscht löste; der Brief erreichte den Adressaten jedoch nicht.
„Die Geschichte beider Indien“ war ein Pamphlet gegen die Sklaverei, den Kolonialismus und die politische Bevormundung und Despotie, das Diderots Auffassungen entsprach. Das Werk war ein Bestseller, es hatte hohe Auflagen und wurde auch durch Raubdrucke aus dem umgebenden Ausland nach Frankreich reimportiert.
Diderots politische Philosophie war wie seine übrigen Reflexionen und Denkansätze weniger systemisch. Der ursprüngliche menschliche Zustand (Naturzustand) wurde von ihm als ein Überlebenskampf gegen die Unbilden der Natur verstanden, für den sich die Menschen zusammentun müssten, im Sinne einer Gemeinschaft, sociabilité. Gerechtigkeit war für ihn ein universeller Begriff, der für den Naturzustand ebenso Gültigkeit habe wie für eine entwickelten Gemeinschaft. In seinem Enzyklopädie-Artikel Naturrecht, droit naturel, wurde das Eigentums- und Profitstreben als eine allgemeine menschliche Eigenschaft angenommen und damit als allgemeiner Wille verstanden. Diese Strebungen seien individuell entwickelbar nach Maßgabe der Fähigkeiten, welche in dem einzelnen Menschen lägen. Diderot entwirft keine utopischen Zustände menschlichen Zusammenlebens. Eine menschliche Gemeinschaft betrachtete er als gelungen, wenn religiöse und gesetzliche Vorschriften weder einander, noch den natürlichen Bedürfnissen des Menschen widersprechen. Die natürlichen Bedürfnisse hingen von der Geographie, dem Klima, der zivilisatorischen Entwicklung u. a. m. ab.
In dem in vier Teilen als erste Fassung 1773 und 1774 erschienenen und letztlich 1796 postum publizierten Nachtrag zu Bougainvilles Reise („Supplément au voyage de Bougainville“, als Vorarbeiten erstmals 1772 in der Correspondance littéraire) bezieht Diderot sich auf das von Louis Antoine de Bougainville im Jahr 1771 erschienene Voyages autour du monde (1771). Diderot nimmt den Reisebericht als Möglichkeit, durch eine in Form eines Dialogs geführte Kontroverse die Gesellschaft des Ancien Régime zu analysieren.

#### Volonté généraleundvolonté particulièrebei Diderot
Der Begriff der volonté générale oder allgemeiner Wille zeigt sich erstmals in den Texten der beiden französischen Philosophen, Theologen und Mathematiker Antoine Arnauld und Blaise Pascal, wo er jeweils im Kontext der katholischen Gnadenlehre steht und sich auf Gott als Subjekt bezieht.
Diderot definiert volonté générale im Artikel droit naturel der Encyclopédie mit folgenden Worten:

„Der allgemeine Wille ist in jedem Individuum ein reiner Akt des Verstandes, un acte pur de l’entendement, welcher, während die Leidenschaften schweigen, darüber nachdenkt, was der Mensch von seinesgleichen fordern kann, und darüber, was seinesgleichen von ihm zu fordern berechtigt ist.“

Diesem allgemeinen Willen setzt Diderot den privaten Willen des Einzelnen gegenüber, den volonté particulière. Der allgemeine Wille war in Diderots Betrachtung aber nicht etwa nur auf den Staat oder das herrschende politische Gebilde bezogen, sondern auf die gesamte Menschheit. Er war für ihn das einzige der menschlichen Welt innewohnende Ordnungsprinzip und hat den Charakter eines allgemeinen Prinzips. Auch deshalb wurde dieser Begriff von ihm in seiner Pluralform verwendet.

### Überlegungen zur Geschlechterordnung
Für Diderot lässt sich die Sexualität und das geschlechterspezifische Verhalten im Sinne einer science de l’homme am ehesten aus medizinischen und biologischen Überlegungen herleiten. So zollte er dem Einfluss der Genitalien und deren Wirkung auf das weibliche Verhalten in vielen seiner literarischen Produktionen, etwa in Les bijoux indiscrets (1748), La religieuse (1760), Le rêve de D’Alembert (1769), Supplément au Voyage de Bougainville (1772), größere Aufmerksamkeit. Eingehend wird das weibliche Leben in Sur les femmes (1772) und in Paradoxe sur le comédien (1769) beleuchtet.
Wenn Diderot auch in vielerlei Hinsicht die Vorstellungen über die Weiblichkeit seiner Zeit kolportiert, so nimmt er doch eindeutig Position gegen eine entwürdigende Herabsetzung oder gar Gewalttätigkeit gegenüber Frauen.
Er widerspricht gewissermaßen Antoine Léonard Thomas Qu’est-ce qu’une femme? (1772), der in seinem Essay häufig an Geschlechter-Stereotypien verhaftet blieb.
Für ihn waren die Frauen in der Lage, mehr Zorn, Eifersucht, Aberglauben, Liebe und Leidenschaft empfinden zu können. Aber dieses Mehr an Emotionen sei beim „Trieb zur Wollust“ in derselben Ausgeprägtheit geringer als beim Mann. Dieser wollüstige Antrieb sei beim weiblichen Geschlecht sehr zart und könne zuweilen ganz ausbleiben.
In seiner Arbeit Sur les femmes (1772) sah Diderot den weiblichen Orgasmus, l’extrême de la volupté, durch die Andersartigkeit ihrer Genitalien und ihres „Triebes zur Wollust“ als so verschieden geformt an, dass für Männer eine sexuelle Befriedigung regelhafter erwartbar sei. Frauen hingegen müssten danach streben, und es gelinge ihnen nicht, diese Erfüllung so selbstverständlich zu erreichen wie ihre männlichen Konterparts, da sie ihre Sinne weniger beherrschten. Diderot nahm an, dass die Frauen einen zarteren Körper und eine labilere Seele hätten.

### Diderot und die Religion
Obgleich sich Diderot nicht ausgiebig mit den Fragen um die Religion zu beschäftigten schien, trat er oft in seinem Leben diesem Themenkomplex literarisch gegenüber.
Sein unmittelbarer lebensgeschichtlicher Bezug zur Religion und Kirche waren geprägt durch die Einflüsse in einer katholisch-jansenitischen Umgebung, dem Besuch der jesuitischen Schule und der 1726 durch den Bischof von Langres erlangten niederen Weihen, sich als Abbé zu bezeichnen und fortan geistliche Kleidung tragen zu können. Dem frühen Tod seiner Schwester, Angélique Diderot (1720–1749) die einem Ursulinen-Orden beigetreten war und dort in jungen Jahren im Zustand der psychischen Verwirrung starb. Über seine in Paris sich entwickelnde Auseinandersetzung mit deistischen Positionen hin zu einer mehr und mehr atheistischen Haltung. Am 2. September 1732 beendete er mit dem Grad eines Magister artium, maître-des-arts de l’Université ein theologisch-propädeutisches Kolleg-Studium in Paris. Er verfolgte aber das sich eigentlich anschließende Theologiestudium nicht mehr weiter, vielmehr beendete er die akademische Laufbahn an der Sorbonne am 6. August 1735 mit einem Bakkalaureus.
Zwischen den Jahren von 1746 bis 1749 erschienen die Pensées philosophiques (1746), wo seine deistische Position noch am deutlichsten hervorzutreten scheint, gefolgt von den Lettre sur les aveugles à l’usage de ceux qui voient et des Additions (1749), in denen er diese theologische Haltung dann zunehmend in Frage stellte. Anhand des blinden Menschen und dessen Einschränkung in seiner Sinnesmodalität zeigte er paradigmatisch, dass der vernünftige-deistische Schluss der sichtbaren Wunder in der Natur nicht allgemein und zwangsläufig auf einen göttlichen Schöpfer hinführen können. In seiner späteren Schrift Le rêve de D’Alembert 1769 wird die Entwicklung in der Welt als ein Prozess der Gärung verstanden.
Im Juli des Jahres 1766 schrieb er in einem Brief an den Ingenieur Guillaume Viallet (1728–1771), Ingénieur ordinaire des Ponts et Chausséese einem Freund von Charles Pinot Duclos, folgende Zeilen:

„Cette religion étant, à mon sens, la plus absurde et la plus atroce dans ses dogmes ; la plus inintelligible, la plus métaphysique, la plus entortillée et par conséquent la plus sujette à divisions, sectes, schismes, hérésies ; la plus funeste à la tranquillité publique, la plus dangereuse pour les souverains par son ordre hiérarchique, ses persécutions et sa discipline ; la plus plate, la plus maussade, la plus gothique et la plus triste dans ces cérémonies ; la plus puérile et la plus insociable dans sa morale considérée, non dans ce qui lui est commun avec la morale universelle, mais dans ce qui lui est propre et ce qui la constitue morale évangélique, apostolique et chrétienne ; la plus intolérante de toutes.“

In einem Brief an die Zarin Katharina II. (1774) schrieb er:

„[L]e philosophe n'a jamais tué de prêtres et le prêtre a tué beaucoup de philosophes. (…)“

„Der Philosoph habe bisher keinen Priester getötet. Aber an den Händen der Priester klebe das Blut zahlreicher Philosophen.“

Vor dem Hintergrund der Konfrontation zwischen dem zaristischen Russland, beziehungsweise ab 1721 mit dem Russischen Kaiserreich und dem Osmanischen Reich in den Russisch-Osmanischen Kriegen kam es in der Neuzeit nicht nur zwischen Russland zu einer militärischen, sondern auch zu einer verstärkten, kritischen Auseinandersetzung mit dem Islam als Weltanschauung im übrigen Europa (Türkenkriege). Daneben vermischten sich bei den Machteliten religiöse Motive mit Großmachtstreben. So setzte sich die aufklärerische Elite auch mit dieser Religion auseinander, neben Diderot auch François-Marie Arouet genannt Voltaire, etwa Le fanatisme ou Mahomet le Prophète (1741).
Im Verhältnis zum Propheten und Begründer des Islams Mohammed äußerte Diderot sich u. a. im Jahre 1759 in einem Brief an Sophie Volland, daneben aber auch in einem Eintrag in der Encyclopédie zur „Philosophie der Sarazenen oder Araber“ (1765): „Le saint prophète ne savait ni lire ni écrire: de-là la haine des premiers musulmans contre toute espèce de connaissance […] et la plus longue durée garantie aux mensonges religieux dont ils sont entêtés.“ Zusammengefasst hat Diderots seine Position auch in seiner Histoire générale des dogmes et opinions philosophiques:

„On peut regarder Mahomet comme le plus grand ennemi que la raison humaine ait eu.“

„Wir können in Mohammed als den größten Feind, den die menschliche Vernunft je hatte, ansehen.“

### Späte philosophische Werke
Zu Diderots wichtigsten philosophischen Werken gehört D’Alemberts Traum (Le Rêve de D’Alembert) von 1769. In der Form eines Dialogs legt er hier seine materialistischen Positionen dar, betrachtet die Sensibilität der Materie, differenziert diese Empfindsamkeit und versucht, die Entwicklung der lebendigen Materie zu beschreiben.
Eine wichtige Schrift ist der 1770 erschienene, nur wenige Seiten umfassende Essay Principes philosophiques sur la matière et le mouvement („Philosophische Grundsätze über Materie und Bewegung“).
Zwischen 1773 und 1774 schrieb Diderot die Éléments de physiologie. Obgleich das Werk die Form einer aphorismenartigen Sammlung hat und hauptsächlich Notizen, Paraphrasen, Erläuterungen, Kommentare und Überlegungen zu medizinisch-anatomisch-physiologischen Themen enthält, hat es teilweise den Charakter eines Lehrbuchs, teilweise den einer methodischen Reflexion über das Wesen der lebendigen Materie. Die Form legt nahe, dass es ein unfertiges Werk ist. Um seine Kenntnisse der menschlichen Anatomie zu verbessern, besuchte Diderot bei der Modellatorin für anatomische Wachspräparate, Marie Marguerite Bihéron, eine ihrer wöchentlichen Anatomieunterweisungen. Er las um 1774 viele zeitgenössische anatomische, physiologische, medizinische und anthropologische Schriften, darunter die Elementa physiologiae corporis humanivon Albrecht von Haller (1757–1766), die Medicine de l’Esprit (1753) des französischen Chirurgen Antoine Le Camus und die Nouveaux éléments de la science de l’homme (1773) von Paul Joseph Barthez.

## Rezeption

### Allgemeines zur Veröffentlichungsgeschichte und Kompilation seines Œuvres
Einige wichtige philosophische Werke zu Diderots Materialismus fanden erst postum ihren Weg in die breitere Öffentlichkeit. Der Autor hatte sich zudem nie explizit auf eine materialistische Position festgelegt bzw. eine solche in den Vordergrund gestellt. Dagegen fanden die Texte für die Encyclopédie oder Diderots Beiträge als Romancier fanden in der wissenschaftlichen Forschung und Philologie eine weit größere Aufmerksamkeit. Jacques-André Naigeon wurde der erste Herausgeber, Kompilator, und Kommentator von Diderots Schaffen und damit zum ersten Nachlassverwalter des Werks. Im Jahr 1798 publizierte er, entgegen dem expliziten Willen von Diderots Tochter, eine fünfzehnbändige, unvollständige Ausgabe von Diderots Arbeiten und eine Würdigung seines Œuvres. Er steht dabei leider auch in dem Verdacht, inhaltliche Änderungen an Diderots Texten vorgenommen zu haben.
Als Œuvres complètes sollten später Jules Assézat und Maurice Tourneux eine zwanzigbändige, gleichwohl unvollständige, Ausgabe edieren, die im Zeitraum von 1875 bis 1877 verlegt wurde.
Ein wichtiger Meilenstein der Diderot-Forschung war die Entdeckung von bis dahin unbekanntem Material im Jahr 1948 durch Herbert Dieckmann. Es wurde 1951 unter dem Titel Inventaire du fonds Vandeul et inédits de Diderot vorgelegt. Nachdem im Jahr 1911 der letzte direkte Nachkomme Diderots, Charles Denis auch Albert Caroillon de Vandeul (1837–1911), propriétaire d’Orquevaux, verstorben war, war der Nachlass von Denis Diderot an das Haus Le Vavasseur übergegangen. Diesen Nachlass des Barons Jacques Le Vavasseur fand Dieckmann auf dem Château des Ifs (Département Seine-Maritime). Er gehörte ursprünglich zu der Sammlung von Diderots Tochter Marie-Angélique de Vandeul. Dieckmann setze mit dieser Arbeit das Fundament für eine neue komplettierte und kritische Diderot-Ausgabe, die Œuvres complètes von 1975. Die editorische Arbeit wurde nicht von Dieckmann allein übernommen, vielmehr wurde er vom Jean Fabre, Jacques Proust und Jean Varloot maßgeblich unterstützt.
Eine große Zahl von Texten Diderots finden sich in der Correspondance littéraire, philosophique et critique, die seit 1753 ausschließlich handschriftlich an verschiedenen europäischen Höfen Verbreitung fand. Ein wichtiger Schritt zur Erforschung dieses umfangreichen Textmaterials wurde durch Bernard Bray, Jochen Schlobach und Jean Varloot in einem Colloquium und Sammelband (La Correspondance littéraire de Grimm et Meister (1754–1813). Actes du Colloque de Sarrebruck, 1976) oder auch von Ulla Kölving und Jeanne Carriat (1928–1983) mit ihrem Inventaire de la Correspondance litteraire de Grimm et de Meister aus dem Jahr 1984 geleistet.

### Frühe Rezeption und Einschätzung in Frankreich
Diderot hatte im nachrevolutionären Frankreich einen negativen Nimbus. Ausschlaggebend war dabei der in der französischen Aufklärung engagierte Autor und Kritiker Jean-François de La Harpe, der, obgleich er Diderot postum im Mercure de France gegen Angriffe verteidigte, ihn in späteren Zeiten der Sittenverderbnis und abschätzig mit negativer Konnotation des Atheismus und Materialismus bezichtigte. Sein verzerrendes und negatives Urteil ging in der Folge in die französischen, aber auch englischen und deutschen Literaturbetrachtungen sowie Philosophiegeschichten ein.
Der französische Literat Eusèbe de Salverte (1771–1839) schrieb in der napoleonischen Ära eine Éloge philosophique de Denis Diderot (1801). Der Enzyklopädist und Literat Jean-François Marmontel fand in seinen postum veröffentlichten Mémoires d’un Père pour servir à l’instruction de ses enfants (1805) viele lobende Worte zu Denis Diderot. Der französische Theologe, Kirchenhistoriker und Literat Michel Pierre Joseph Picot (1770–1841) schrieb – im elften Band der Biographie universelle ancienne et moderne (1811–1828) der Brüder Louis Gabriel und Joseph François Michaud – aus dem Jahr 1814 einen biographischen Essay über Diderot.

### Rezensionen, Übersetzungen und Wertschätzung im deutschsprachigen Raum

#### Beurteilungen im Frankreich des 19. Jahrhunderts
Es war Charles-Augustin Sainte-Beuve der mit seinen Portraits littéraires (1844) nicht nur die schriftstellerisch schaffende Person Denis Diderot darstellte, sondern auch seine bedeutsame Rolle innerhalb der französischen Aufklärung hervorhob. Er sei der wohl konsequenteste philosophische Denker gegen das Ancien Régime gewesen, obzwar nicht explizit politisch in seinen denkerischen Konzeptionen, sei er doch in der Philosophie die eigentliche Stimme dieses im Wandel begriffenen Jahrhunderts gewesen. Er sei der Vorsitzende aller jener undisziplinierten Denker gewesen, die sich gegen die bestehende Ordnung auflehnten, das Band zwischen Voltaire, d’Holbach, Buffon, Rousseau u. a. m. und zwischen den Naturwissenschaftlern und Schöngeistern, den Literaten und den bildenden Künstlern. Sainte-Beuve schloss sich aber in seiner Kritik auch der von konservativen Literaturkritikern in Frankreich vertretenen Meinung an, Diderot sei der „deutscheste“ der französischen philosophes gewesen. Eine von ihm kolportierte Auffassung, die später auch die Rezeptionsgeschichte im deutschen Sprachraum prägen sollte.

#### Beurteilungen im deutschsprachigen Raum bis zum ersten Drittel des 19. Jahrhunderts
Außer durch seine Schriften wurde Diderot in Deutschland durch seine Kontakte zu deutschen Reisenden bekannt, etwa auf ihrer Grand Tour, oft vermittelt durch die aus Deutschland stammenden Grimm und d’Holbach. Es waren Adlige darunter, Künstler und Wissenschaftler, z. B. 1767 Ferdinand von Braunschweig-Wolfenbüttel, 1768 Ernst II. von Sachsen-Gotha-Altenburg und Karl Heinrich von Gleichen-Rußwurm (1733–1807).
Im deutschsprachigen Raum wurde Diderots Bedeutung, im Sinne eines Kulturtransfers, früher als in Frankreich erkannt. So interessierten sich Goethe für das erzählerische Werk, Lessing für die Theaterproduktionen, Hegel und Marx für die philosophischen Betrachtungen, schließlich Hofmannsthal für den Briefwechsel von Diderot mit Sophie Volland.
Gotthold Ephraim Lessing beschäftigte sich ausgiebig mit dem sechzehn Jahre älteren Denis Diderot, übersetzte Dramen Diderots einschließlich beigefügter dramentheoretischer Essays ins Deutsche und schätzte dessen philosophischen Hintergrund und positionierte sich zu seinen Gunsten, als dieser inhaftiert worden war (siehe auch Bürgerliches Trauerspiel). Lessing schätzte die Theaterreform von Diderot, vor allem wegen der Abschaffung der Ständeklausel, der Aufhebung des Heldenhaftigkeit der dramatischen Personen und des Verwendens prosaischer Sprache im Drama.
Im Mai 1769 trat der Kant-Schüler Johann Gottfried Herder eine Reise nach Frankreich an, zunächst per Schiff nach Nantes, später nach Paris. Dort war es der oben schon erwähnte Johann Georg Wille, Kupferstecher und einstiger Nachbar Diderots, der Herder in die Pariser Gesellschaft einführte. Und so traf Herder auch mit Denis Diderot zusammen. Im Jahr 1769 trat er über Belgien, Amsterdam seine Rückreise nach Hamburg an. Angeregt durch Immanuel Kant und Diderot übernahm Herder den Begriff der Energie in seine Betrachtungen der ästhetischen Wahrnehmung.
Johann Wolfgang von Goethe schätzte den sechsunddreißig Jahre älteren Kollegen sehr und sah in ihm einen Seelenverwandten des Sturm und Drang. Er hatte ab 1758 Französischunterricht erhalten und war später mit der französischen Sprache und Kultur wohlvertraut. Zwischen 1759 und 1761 sah er Le Père de famille (1758) im französischen Theater in Frankfurt am Main und Le Fils naturel (1757). Er las Les deux amis de Bourbonne (1770) und später in Weimar Diderots philosophische und ästhetische Schriften. Im März 1780 bzw. 1781 setzte er sich mit den in Frankreich noch nicht publizierten Romanen Jacques le fataliste et son maître (1776) und La religieuse (1760) auseinander. Er kannte auch den Roman Les bijoux indiscrets (1748).
Im Dezember 1796 schrieb Goethe an Friedrich Schiller, dass Diderot ihn „recht entzückt“ und in seinen „innersten Gedanken bewegt“ habe. Er sah in fast jeder Aussage einen „Lichtfunken“, welcher die Erzählkunst beleuchte, und überschwänglich fuhr er fort, Diderots Bemerkungen seien „sehr aus dem Höchsten und aus dem Innersten der Kunst“. Im Jahr 1831 lobte Goethe Diderot mit dem schlichten Satz: „Diderot ist Diderot, ein einzig Individuum; wer an ihm oder seinen Sachen mäkelt, ist ein Philister, und deren sind Legionen.“
Die erste, wenn auch recht freie, Teilübersetzung aus Jacques der Fatalist und sein Herr (Jacques le fataliste et son maître) war die von Friedrich Schiller übertragene Episode um Mme de La Pommeraye, die 1785 unter dem Titel Merkwürdiges Beispiel einer weiblichen Rache in der ersten und einzigen Nummer seiner Zeitschrift Thalia veröffentlicht wurde. Eine anonyme Rückübersetzung ins Französische dieses Schiller-Textes wurde 1793 in Paris gedruckt. 1792 erschien unter dem Titel Jakob und sein Herr aus Diderots ungedrucktem Nachlass eine zweibändige Übersetzung von Wilhelm Christhelf Sigmund Mylius im Verlag von Johann Friedrich Unger in Berlin. In einem Brief vom 12. Februar 1788 an Christian Gottfried Körner schrieb Schiller: „Welche Thätigkeit war in diesem Menschen! Eine Flamme, die nimmer verlöschte! Wieviel mehr war er anderen, als sich selbst! Alles an ihm war Seele! (…) Alles trägt den Stempel einer höheren Vortrefflichkeit, deren die höchste Anstrengung anderer gewöhnlicher Erdenbürger nicht fähig ist.“
Friedrich Maximilian Klinger gelangte 1780 als Ordonnanzoffizier im Rang eines Leutnants im Marinebataillon des russischen Thronfolgers Großfürst Paul I. nach Petersburg. Nach Diderots Tod wurde seine Bibliothek an den Zarenhof überführt, darunter auch das bislang in Frankreich unveröffentlichte Manuskript des Le Neveu de Rameau, welches Klinger in Diderots Bibliothek fand und als Abschrift zunächst dem Verleger Johann Friedrich Hartknoch in Riga anbot, der aber ablehnte. Schließlich gelangte die Kopie um das Jahr 1801 an Friedrich Schiller; dieser händigte es seinerseits Goethe aus, der es übersetzte und veröffentlichte. Es erschien in Leipzig mit dem Titel Rameaus Neffe, ein Dialog von Diderot. Kurioserweise wurde im Jahr 1821 Goethes Übersetzung von zwei französischen Literaten, Joseph Henri de Saur und M. de Saint-Geniès, in die französische Sprache rückübersetzt, 1821 publiziert und auch noch als das Original ausgegeben. Erst zwei Jahre später erfolgte eine authentische Ausgabe nach einer Kopie von Mme de Vandeul.
Die Denkstrukturen, die Diderot in seinem Le Neveu de Rameau und auch Jacques le fataliste et son maître ausbreitete, wiesen in vielerlei Hinsicht eine Verwandtschaft zu der von Georg Wilhelm Friedrich Hegel im Jahr 1807 publizierten Phänomenologie des Geistes auf. So überrascht es nicht, dass Hegel mit einigen Werken der französischen Aufklärung vertraut war. Im sechsten Kapitel seiner Phänomenologie (Abschnitt B. Der sich entfremdete Geist. Die Bildung und a. Die Bildung und ihr Reich der Wirklichkeit) nahm er explizit Bezug auf Le Neveu de Rameau. Hegel, der die „Erscheinungsweisen des Geistes“ analysierte, skizzierte einen Zusammenhang zwischen „Bildung“ und dem „sich entfremdenden Geist“. In Diderots Dialog würden zwei Bewusstseinsformen des Geistes zum Ausdruck gelangen, das Ich des Erzählers auf der Ebene des einfachen, noch nicht reflektierten Bewusstseins, und der Erscheinungsform des Geistes beim Neffen, der sich im Rahmen der Hegel’schen Dialektik bereits auf einer höheren Stufe bewege. Während der Ich-Erzähler die Positionen der Gesellschaft zumeist unreflektiert in seinen Ausführungen wiedergibt, reflektiert sich das Bewusstsein des Neffen gerade im Verhältnis zur Gesellschaft und beobachtet sich hierin kritisch. Dies vermag er mittels seiner Bildung zu tun, indem er über Musik, Pädagogik und ähnlichem räsoniert und reflektiert. Hegel hob Diderots Dialog von Ich-Erzähler und Neffen auf eine abstrakte Ebene der dialektischen Entwicklung, der Entwicklung der Erscheinungsformen des Geistes. Für Diderot hingegen standen die Persönlichkeiten und deren charakterliche Zerrissenheit im Vordergrund.
Dagegen hatte Immanuel Kant in seinem Werk keinen Bezug auf die Schriften Diderots genommen. In der Akademieausgabe der Gesammelten Werke, herausgegeben von Gottfried Martin, ist nur eine einzige Erwähnung von Diderot und D’Alembert belegt. Die Bemerkung entstammt einem Brief von Johann Georg Hamann an Immanuel Kant aus dem Jahr 1759.

#### Beurteilungen im deutschsprachigen Raum vom zweiten Drittel des 19. Jahrhunderts bis zur Gegenwart
Hermann Julius Theodor Hettner setzte sich in einer Darstellung in der Geschichte der französischen Literatur im achtzehnten Jahrhundert (1860) mit den Inhalten der Encyclopédie auseinander. Johann Karl Friedrich Rosenkranz war der Erste, der eine umfassende Biographie, Diderot’s Leben und Werke (1866), über den französischen Philosophen, Enzyklopädisten und Autor in deutscher Sprache verfasste.
Friedrich Albert Lange gab Diderot in seinem 1866 erschienenen Werk Geschichte des Materialismus und Kritik seiner Bedeutung in der Gegenwart mehrfach Raum für eigene Interpretationen. Lange übernimmt dabei die Ansicht von Rosenkranz, der Diderot einen widerspruchsvollen Charakter und eine zersplitterte literarische Tätigkeit attestierte bei grundsätzlich zündender Genialität seines Wesens in lichtvollen Zügen. Lange sieht in Diderot nicht nur keinen, sondern alles andere als einen Materialisten, der sich aber im Austausch mit seinen Zeitgenossen zu einem solchen weiterentwickelte, dabei sei er mit seiner Konzeption des Materialismus für andere Philosophen lediglich inspirierend gewesen.

„Hier haben wir uns an die einfache Tatsache zu halten, daß Diderot vor dem Auftreten des ‚homme machine‘ nichts weniger als Materialist war, daß sein Materialismus sich erst im Verkehr mit der Holbachschen Gesellschaft entwickelt hat und daß auf ihn die Schriften andrer Franzosen, wie Maupertuis, Robinet, ja wahrscheinlich sogar der geschmähte Lamettrie selbst, mehr bestimmenden Einfluß geübt haben, als Diderot seinerseits auf irgendeinen namhaften Vertreter des Materialismus. Wir sagen „bestimmenden“ Einfluß mit Beziehung auf die Annahme eines klaren theoretischen Standpunktes, denn anregenden Einfluß hat Diderot allerdings in reichstem Maße geübt, und es lag in der Natur jener gärenden Zeit, daß alles, was nur im revolutionären Zuge lag, fördernd aufeinander wirkte.“

Dagegen erwähnte Karl Marx den französischen Aufklärer mehrfach in seinen Arbeiten und nennt ihn als Lieblingsautor („Der Prosaist, der am besten gefällt: Diderot“) in seiner „Confession“ von 1865. Dies ist vor dem Hintergrund, dass er den Autoren der französischen Aufklärung skeptisch gegenüberstand, besonders hervorzuheben. Friedrich Engels sprach in Ludwig Feuerbach und der Ausgang der klassischen deutschen Philosophie (1886) über Diderot als einem materialistischen Denker, der sich für den gesellschaftlichen Fortschritt engagiert habe und getragen war von einer Begeisterung für Wahrheit und Recht, denen er sein gesamtes Leben weihte.
Wolfgang Engler ging davon aus, dass Diderot die (bürgerliche) Utopie wahrhaftigen Menschseins, die sein Drama Der natürliche Sohn exponierte, auch selbst vertrat. In bewusstem Gegensatz zur höfischen Konversation, in der die Sprache die Falschheit schlechthin war und der Intrige und dem Egoismus diente, sah er am Ursprung aufrichtiger Kommunikation „das Problem, etwas auszusagen, ohne die Aussage zu tätigen.“ Das „Prinzip der Aufrichtigkeit“ polemisiere „gegen eine Kommunikationsweise […], die auf dem Widerspruch zwischen Verständigung (Mitteilung) und Motivation (Interesse) beruht“. Wer auch immer spricht oder schreibt, setze sich dem Verdacht aus, damit etwas zu beabsichtigen, und somit dem der Unlauterkeit. „Dem Verstummen der Aufrichtigkeit bei radikalem Motivverdacht vorzubeugen, vermag einzig die einsame und unwillkürliche Aussage“. In seinem Text Le Rêve de D’Alembert von 1769 lässt Diderot die Titelfigur im Fieberschlaf sprechen. „Das Kunststück, etwas auszusagen, ohne etwas zu wollen und bewusst zu meinen, war vollbracht“ und somit – wie durch einen Zaubertrick – unanzweifelbar die Wahrheit gesagt.

### Frühe Rezeption in England
Es war Thomas Carlyle der sich 1833 ausgiebig mit Denis Diderot beschäftigte. Sein erster englischsprachiger Biograph war John Morley; er schrieb 1875 eine Darstellung des Lebens von Diderot Diderot and the Encyclopædists.

### Frühe Rezeption in Spanien
Ab der Mitte des 18. Jahrhunderts beeinflusste die Encyclopédie trotz der auferlegten Zensur durch die bourbonische Administration weite Kreise der intellektuellen spanischen Leserschaft. Im Jahr 1821 erschien Diderots La religieuse als spanische Übersetzung La religiosa.

### Die Bedeutung von Denis Diderot für das 20. Jahrhundert
Die Rezeption Diderots im 20. Jahrhundert verbindet sich zunächst mit einem wichtigen intellektuellen Zentrum, in dessen Mittelpunkt die Arbeiten des Philosophen und Historikers Bernhard Groethuysen stehen. Groethuysen steht für den deutsch-französischen Gedankenaustausch während des Ersten Weltkrieges. Seine Arbeit La pensée de Diderot (1913) wurde zum Ausgangspunkt für weitere Reflexionen, Fragestellungen und Arbeiten, die das Diderot-Verständnis im weiteren Verlauf beeinflussen sollten. Groethuysen suchte in der thematischen Vielfalt und den vermeintlichen Widersprüchlichkeiten von Diderots Denkens über verschiedene Schaffensperioden hinweg eine einheitliche Unverwechselbarkeit in der Vorstellungswelt des französischen Aufklärers. Später versuchte Leo Spitzer, anhand des sprachlichen diderotschen Ausdrucks dessen Denkvorgänge zu analysieren. Er legte diese Betrachtung in The Style of Diderot (1948) vor, blieb aber thematisch eng an Groethuysen angelehnt.
Als weitere Interpreten sind zu nennen Ernst Cassirer (Die Philosophie der Aufklärung, 1932) und Henri Lefebvre, der Diderot im Jahr 1949 im französischen Sprachraum wieder gegenwärtiger machte. Auch Werner Krauss mit seinem wissenschaftlichen Schwerpunkt zur französischen Aufklärung bezog Diderot würdigend in den Gesamtkontext der europäischen Aufklärung ein. In Russland und dann in der Sowjetunion fanden die Interpretationen und Auslegungen Diderots Eingang in die Diskussion über den Dialektischen Materialismus, so etwa mit Georgi Walentinowitsch Plechanows Schrift Beiträge zur Geschichte des Materialismus (1896), oder in der Einleitung von Lenins Materialismus und Empiriokritizismus (1908), in der er die Philosophien von George Berkeley und Diderot vergleicht.
Der US-Amerikaner Grant McCracken prägte in seinem Buch Culture and Consumption (1988) (deutsch „Kultur und Konsum“) den Begriff „Diderot-Effekt“ und leitete die Bezeichnung aus dem Sujet eines Essays von Diderot Gründe, meinem alten Hausrock nachzutrauern (Regrets sur ma vieille robe de chambre ou Avis à ceux qui ont plus de goût que de fortune, 1772) ab.

## Darstellungen von Diderot in der Kunst, Ausstellungen und Ehrungen

### Bildende Kunst
Die zahlreichen Bildnisse, die in der Graphik, Malerei und Plastik in den unterschiedlichsten Modi von ihm angefertigt wurden, belegen, welch ausgeprägtes Interesse Diderot daran hatte, sein eigenes Gesicht zu Lebzeiten zu verbreiten und für die Nachwelt zu überliefern. Eines der bekanntesten Porträts malte Louis-Michel van Loo im Jahr 1767. Diderot selbst soll es nicht gemocht haben. Weitere Bildnisse stammen von Jean-Honoré Fragonard 1768 und von Dmitri Lewizki.
Eine Statue Diderots, gefertigt von Frédéric Bartholdi im Jahr 1884, steht in seiner Heimatstadt Langres. Eine Statue von Jean Gautherin (1886) befindet sich in Paris. Im Jahr 1913 fertigte Alphonse Terroir ein Denkmal zu Ehren Diderots und den Enzyklopädisten an, welches sich im Panthéon in Paris befindet.

### Film und Theater
1966 drehte Jacques Rivette seinen zweiten Film Suzanne Simonin, la religieuse de Diderot (Rivette bevorzugte diesen Titel gegenüber der Kurzfassung La religieuse). Als Vorlage zum Film diente der Roman La religieuse (1760) von Denis Diderot. Der Film wurde zeitweise von der französischen Zensur verboten.
Éric-Emmanuel Schmitt verfasste eine Komödie über Diderots erotische Abenteuer und die Enzyklopädie unter dem Titel Le libertin (dt. Titel: Der Freigeist). Die Uraufführung fand 1997 in Paris statt, die deutschsprachige Erstaufführung folgte im selben Jahr. Das Stück wurde von Schmitt zu einem gleichnamigen Drehbuch umgearbeitet, das von Gabriel Aghion als Liebeslust und Freiheit (Le libertin) verfilmt wurde und im Jahr 2000 in die französischen Kinos kam.
2005 verfilmte der portugiesische Regisseur João Botelho Diderots letzten Roman Jacques der Fatalist und sein Herr in seiner prämierten Komödie O Fatalista.

### La Maison des Lumières Denis Diderotund weitere Ehrungen
Am 5. Oktober 2013, zu seinem dreihundertsten Geburtstag, wurde in Langres ein Museum, La Maison des Lumières Denis Diderot, auf der place Pierre Burelle im renovierten Hôtel du Breuil de Saint-Germain für die Besucher eröffnet. Die französische Regierung plante für das Jahr 2013 eine „symbolische Umbettung“ von Denis Diderot in das Pariser Pantheon.

### Astronomie
1979 wurde ein Mondkrater und 1994 der Asteroid (5351) Diderot nach Diderot benannt.

## Schriften (Auswahl)

### Deutschsprachige Werkausgaben
- Philosophische Schriften. Zwei Bände, hrsg. und übersetzt von Theodor Lücke. Berlin (DDR) 1961; Nachdruck: Berlin (West) 1984.
- Das erzählerische Gesamtwerk von Denis Diderot. Vier Bände, hrsg. von Hans Hinterhäuser, übertragen von Hans Hinterhäuser, Guido Meister und Raimund Rütten. Propyläen, Berlin 1966.
- Ästhetische Schriften. Zwei Bände, hrsg. von Friedrich Bassenge. Berlin (DDR) 1967; Nachdruck: Berlin (West) 1984.
- Schriften zur Kunst (= Fundus. Band 157), ausgewählt und mit einem Nachwort von Peter Bexte. Philo & PhiloFineArts, Berlin 2005, ISBN 3-86572-412-4.
- „Weiß man je, wohin man geht“. Ein Lesebuch (= Humanismus – neu entdeckt. Band 1). Hrsg. von Werner Raupp. Mit einem Geleitwort von Peter Prange. Diderot Verlag, Rottenburg am Neckar 2008, ISBN 978-3-936088-95-3.
- Philosophische Schriften. Übersetzt von Theodor Lücke, hrsg. und mit einem Nachwort von Alexander Becker. Suhrkamp, Berlin 2013, ISBN 978-3-518-29684-4.
- Diderots Enzyklopädie. Mit Kupferstichen aus den Tafelbänden. Neu ediert von Anette Selg und Rainer Wieland, aus dem Französischen übersetzt von Holger Fock, Theodor Lücke, Eva Moldenhauer, Sabine Müller. Die Andere Bibliothek, Berlin 2013, ISBN 978-3-8477-0013-5.

### Allgemeines
- Philipp Blom: Das vernünftige Ungeheuer. Diderot, d’Alembert, de Jaucourt und die Große Enzyklopädie. Eichborn, Frankfurt am Main 2005, ISBN 3-8218-4553-8.
- Philipp Blom: Böse Philosophen: Ein Salon in Paris und das vergessene Erbe der Aufklärung. Hanser, München 2011, ISBN 978-3-446-23648-6.
- Carol Blum: Diderot. The Virtue of a Philosopher. Viking, New York City 1974, ISBN 0-670-27227-2.
- Daniel Brewer: The Discourse of Enlightenment in Eighteenth-Century France. Diderot and the Art of Philosophizing. Cambridge University Press, Cambridge 2008, ISBN 978-0-521-03221-6.
- Sophie Chauveau: Diderot. Le génie débraillé. Gallimard, Paris 2011, ISBN 978-2-07-043745-0.
- Anne-Marie Chouillet (Hrsg.): Ennemis de Diderot. Klincksieck, Paris 2000, ISBN 2-252-02880-7.
- Andrew H. Clark: Diderot’s Part. Ashgate Publishing Limited, Farnham 2008, ISBN 978-0-7546-5438-4.
- Robert Darnton: Glänzende Geschäfte. Die Verbreitung von Diderots Encyclopedie Oder: Wie verkauft man Wissen mit Gewinn? Klaus Wagenbach, Berlin 1993, ISBN 3-8031-3568-0.
- Herbert Dieckmann : Inventaire du fonds Vandeul et inédits de Diderot. Librairie Droz, Genève 1951.
- Hans Magnus Enzensberger: Diderots Schatten. Unterhaltungen, Szenen, Essays. Suhrkamp, Frankfurt am Main 1994, ISBN 3-518-40632-9.
- Claire Fauvergue: Diderot, lecteur et interprète de Leibniz. Éditions Honoré Champion, Paris 2006, ISBN 2-7453-1402-5.
- James Fowler: New Essays on Diderot. Cambridge University Press, Cambridge 2011, ISBN 978-0-521-76956-3.
- Hans Ulrich Gumbrecht: „Prosa der Welt“ : Denis Diderot und die Peripherie der Aufklärung. Suhrkamp, Berlin 2020, ISBN 978-3-518-58757-7.
- Dietrich Harth, Martin Raether (Hrsg.): Denis Diderot oder die Ambivalenz der Aufklärung. Königshausen & Neumann, Würzburg 1987, ISBN 3-88479-277-6.
- Wulf Kellerwessel, Werner Raupp (Hrsg.): Schwerpunkt: Denis Diderot zum 300. Geburtstag. In: Aufklärung und Kritik. Zeitschrift für freies Denken und humanistische Philosophie. Hrsg. von der Gesellschaft für kritische Philosophie Nürnberg, Jg. 20, Nr. 4, Dezember 2013, ISSN 0945-6627.[396]
- Roger Kempf: Diderot et le roman. Seuil, Paris 1964.
- Thomas Knapp, Christopher Pieberl (Hrsg.): Denis Diderot. Aufklärer, Schriftsteller, Philosoph. Löcker, Wien 2016, ISBN 978-3-85409-742-6.
- Erich Köhler: Vorlesungen zur Geschichte der französischen Literatur. Hrsg. von Henning Krauß und Dietmar Rieger. Band 5, 1. FreiDok plus der Universität Freiburg, 2006, S. 66–116 (PDF).
- Yann Lafon: Fiktion als Erkenntnistheorie bei Diderot. In: Zeitschrift für Französische Sprache und Literatur. Beiheft 38, Franz Steiner Verlag, Stuttgart 2011, ISBN 978-3-515-09853-3.
- John Lough: Essays on the Encyclopédie of Diderot and d’Alembert. Oxford University Press, London und Oxford 1968.
- Helmut Martens: Denis Diderot und das vergessene Erbe der Aufklärung. Die radikale Aufklärung als Inspiration und Warnung angesichts der Träume der westlichen Zivilisation. August 2014, S. 1–78.
- Volker Mueller: Denis Diderots Idee vom Ganzen und die Encyclopédie Angelika Lenz, Neu-Isenburg 2013, ISBN 978-3-943624-03-8.
- Volker Mueller (Hg.): Der Zusammenhang der Wissenschaften und Künste. Diderot und die Aufklärung. Berlin 2014. ISBN 978-3-923834-31-0.
- John Morley: Diderot and the Encyclopædists. Band 1 von 2, 1886 (Digitalisat im Project Gutenberg); Nachdruck: Aeterna, 2011, ISBN 978-1-4444-0984-0.
- Denis Diderot: Vier Erzählungen. Mit einem Nachwort von Karl-Heinz Ott. C.H. Beck, München 2013, ISBN 978-3-406-65468-8.
- Fernand Paitre: Diderot biologiste. A. Storck, Lyon 1904; Nachdruck: Slatkine, Genf 1971.
- François Pépin, Guillaume Lecointre (Hrsg.): Diderot l’humaine et la science. Éditions Matériologiques, Paris 2017, ISBN 978-2-37361-113-7
- John R. Pannabecker: Representing Mechanical Arts in Diderot’s Encyclopédie. In: Technology and Culture. 39:1, 1998, S. 33–73.
- Madeleine Pinault: Diderot et les illustrateurs de l’Encyclopédie. In: Revue de l’Art. 66, 1984, S. 17–38.
- Jacques Proust: Diderot, sur la liberté de la presse. Éditions sociales, Paris 1964.
- Werner Raupp: Denis Diderot. In: Biographisch-Bibliographisches Kirchenlexikon (BBKL). Band 25, Bautz, Nordhausen 2005, ISBN 3-88309-332-7, Sp. 221–288 (Artikel/Artikelanfang im Internet-Archive).
- Werner Raupp: Denis Diderot – Ein funkensprühender Kopf. Eine Biografie und 100 Gedanken des französischen Philosophen, 2., vollst. überarb. Aufl., Baden-Baden: Tectum 2024, ISBN 978-3-8288-4489-6 (auch ePDF 978-3-8288-7523-4 u. ePub 978-3-8288-7524-1) (1. Aufl.: Marburg: Tectum 2013, ISBN 978-3-8288-3164-3).
- Kristin Reichel: Diderots Entwurf einer materialistischen Moral-Philosophie (1745–1754). Methodische Instrumente und poetologische Vermittlung. Königshausen & Neumann, Würzburg 2012, ISBN 978-3-8260-4940-8.
- Tanja Ridder: Der Begriff der ‚Natur‘ als Fundament von Diderots Begründung des „bürgerlichen Trauerspiels“. Grin, München 2010.
- Karl Rosenkranz: Diderot’s Leben und Werke. F. A. Brockhaus, Leipzig 1866.
- Marie-Luise Roy: Die Poetik Denis Diderots (= Freiburger Schriften zur Romanischen Philologie. Band 8), Wilhelm Fink, München 1966, OCLC 460199256.
- Gregor Sauerwald: Die Aporie der Diderot’schen Ästhetik (1745–1781). Vittorio Klostermann, Frankfurt am Main 1975, ISBN 3-465-01093-0.
- Charles-Augustin Sainte-Beuve: Literarische Porträts. Übersetzt und erläutert von Rolf Müller, Auswahl und Einleitung von Katharina Scheinfuß. Dieterich, Leipzig 1958; Wissenschaftliche Buchgesellschaft, Darmstadt 1958 S. 140–173.[397]
- Jochen Schlobach (Hrsg.): Denis Diderot. Wissenschaftliche Buchgesellschaft, Darmstadt 1992, ISBN 3-534-09097-7.
- Anette Selg, Rainer Wieland (Hrsg.): Die Welt der Encyclopédie. Eichborn, Frankfurt am Main 2001, ISBN 3-8218-4711-5.
- Marie Souviron: Diderot, Langres et la religion. In: Recherches sur Diderot et sur l’Encyclopédie, Jg. 1988, Band 4, Nr. 4, S. 7–36.
- Marian Skrzypek: Diderot (Myśli i Ludzie). Wiedza Powszechna, Warszawa 1982, ISBN 83-214-0270-4.
- Eric M. Steel: Diderot’s Imagery: A Study of a Literary Personality. Ardent Media, New York 1941.
- Gerhardt Stenger: Diderot, Le combattant de la liberté. Perrin, Paris 2013, ISBN 978-2-262-03633-1.
- Lieselotte Steinbrügge: Das moralische Geschlecht. Theorien und literarische Entwürfe über die Natur der Frau in der französischen Aufklärung. Beltz, Weinheim; zweite Auflage, Metzler, Stuttgart 1992, ISBN 3-476-00834-7.
  - engl. Fassung: The Moral Sex. Woman’s nature in the French Enlightment. Oxford University Press, New York 1995, ISBN 0-19-509493-X.
- Anthony Strugnell: Diderot’s Politics. A study of the evolution of Diderot’s political thought after the encyclopédie. Martinus Nijhoff, The Hague 1973, ISBN 90-247-1540-7.
- Heidi Denzel de Tirado: Biographische Fiktionen. Das Paradigma Denis Diderot im interkulturellen Vergleich (1765–2005). Königshausen & Neumann, Würzburg 2009, ISBN 978-3-8260-3954-6.
- Raymond Trousson: Denis Diderot ou le vrai Prométhée. Tallandier, Paris 2005, ISBN 2-84734-151-X.
- Stephen Werner: Blueprint. A Study of Diderot and the Encyclopédie Plates. Summa Publications, Birmingham AL 1993, ISBN 0-917786-96-3.
- Ursula Winter: Wissenschaftsmethodologie und Moral. In: D. Harth, M. Raether: Denis Diderot oder die Ambivalenz der Aufklärung. Königshausen & Neumann, Würzburg 1987, ISBN 3-88479-277-6, S. 157–184.
- Ursula Winter: Der Materialismus bei Diderot. Librairie Droz, Genève 1972, ISBN 2-600-03851-5.
- Ursula Winter: Zeitreise in die Unendlichkeit des Universums – Leibniz und Diderot zur Struktur des Kosmos. In: TRANS. Internet-Zeitschrift für Kulturwissenschaften. No. 16/2005.
- Ralph-Rainer Wuthenow: Diderot zur Einführung. Junius, Hamburg 1994, ISBN 3-88506-902-4.
- Recherches sur Diderot et sur l’Encyclopédie. Revue semestrielle de la Société Diderot. Paris 1986–. ISSN 0769-0886 (online: ISSN 1955-2416).

### Biographien
- Claudia Albert: Denis Diderot. In: Metzler Philosophen-Lexikon. Hrsg. von Bernd Lutz. Dritte, aktualisierte und erweiterte Auflage. J. B. Metzler, Stuttgart und Weimar 2015, ISBN 3-476-01402-9, S. 178–182.
- Jacques Attali: Diderot ou le bonheur de penser. Fayard, Paris 2012, ISBN 978-2-213-66845-1.
- Johanna Borek: Denis Diderot. Rowohlt, Reinbek bei Hamburg 2000, ISBN 3-499-50447-2.
- Andrew S. Curran: Diderot and the art of thinking freely. Other Press, New York 2019, ISBN 978-1-59051-670-6.
- Jean Firges: Denis Diderot: Das philosophische und schriftstellerische Genie der französischen Aufklärung. Sonnenberg, Annweiler 2013, ISBN 978-3-933264-75-6.
- Philip Nicholas Furbank: Diderot. A critical biography. Secker & Warburg, London 1992, ISBN 0-436-16853-7.
- Laurent Loty, Eric Vanzieleghem: Esprit de Diderot. Choix de citations. Éditions Hermann, Paris 2013, ISBN 978-2-7056-8475-4.
- Pierre Lepape: Denis Diderot. Eine Biographie. Campus, Frankfurt am Main 1994, ISBN 3-593-35150-1.
- Joseph Rosenblum: Denis Diderot. In: Frank N. Magill (Hrsg.): Dictionary of World Biography. Band 4: The 17th and 18th Centuries. Routledge, London 2013, ISBN 978-1-135-92414-0, S. 412 ff.
- Gerhardt Stenger: Diderot. Le combattant de la liberté. Perrin, Paris 2013, ISBN 978-2-262-03633-1.
- Franco Venturi: Jeunesse de Diderot (1713–1753). Traduit de l’italien par Juliette Bertrand. Albert Skira, Genève 1939.
- Arthur McCandless Wilson: Diderot. The Testing Years, 1713–1759. Oxford University Press, New York 1957; Nachdruck: Nabu Press, Baltimore/MD 2011, ISBN 978-1-176-04824-9.
- Arthur McCandless Wilson: Diderot. Oxford University Press, New York 1972, ISBN 0-19-501506-1.

## Denis Diderot im Film
- Liebeslust und Freiheit (Originaltitel: französisch „Le Libertin“) 2000
- Helden der Aufklärung (1/2); Die Macht des Wissens, Arte 2012

## Dokumentation
- „Die Nonne“ – Geschichte eines Skandalromans. Regie: Fanny Belvisi, ARTE F, Frankreich, 53 Minuten, 2023

### Allgemeines
- Charles T. Wolfe, J.B. Shank: Denis Diderot. In: Edward N. Zalta (Hrsg.): Stanford Encyclopedia of Philosophy.
- Werke bei UQAC (französisch)
- Diderot et Paris. Itinéraire de la vie de Denis Diderot à Paris.
- Denis Diderot. Hommage à écrivain, au philosophe et à encyclopédie.
- Werke von Denis Diderot bei Zeno.org.
- Werke von Denis Diderot im Projekt Gutenberg-DE
- Gerhardt Stenger: Diderot, le combattant de la liberté. Université de Nantes, 17. April 2013, in französischer Sprache
- Denis Diderot – Heroes of the Enlightenment – The Power of Knowledge. 24. August 2014, in englischer und deutscher Sprache

### Biographisches i. e. S.
- Jean-Paul Fontaine: Repères pour le tricentenaire de la naissance de Diderot. Histoire de la Bibliophilie. 20. Februar 2013
- Bibliothèque nationale de France. Tous les savoirs du monde. Denis Diderot, 1713–1784: L’incontournable père fondateur. Tabellarische Übersicht biographischer Eckdaten in französischer Sprache

### Organisationen
- Les Recherches sur Diderot et sur l’Encyclopédie, französische Diderot-Gesellschaft (französisch)